# Villeurbanne
Ne doit pas être confondu avec Circonscription de Villeurbanne.
Villeurbanne (/vi.lœʁ.ban/) est une commune française située dans le quart sud-est de la France. Limitrophe de la commune de Lyon, elle en constitue l'une des communes de la première couronne, au cœur de la deuxième unité urbaine et de la deuxième aire d'attraction du pays. En 2022, elle constitue, par sa population, la seizième commune de France avec 162 207 habitants. Les habitants de Villeurbanne sont appelés les Villeurbannais ou Villeurbannaises.

## Géographie

### Situation
Villeurbanne est une ville de France, limitrophe de Lyon sur la rive gauche du Rhône et qui forme aujourd'hui l'intra-muros avec cette dernière.

### Communes limitrophes
Les communes limitrophes sont Bron, Caluire-et-Cuire, Lyon et Vaulx-en-Velin.

La commune est délimitée à l'ouest par le parc de la Tête-d'Or (6e arrondissement de Lyon), au sud par le 3e arrondissement de Lyon, au sud-est par Bron, à l'est par Vaulx-en-Velin et au nord par le Rhône.
| Caluire-et-Cuire | Rillieux-la-Pape (par un quadripoint) | Vaulx-en-Velin |
| Lyon             | Villeurbanne                          | Vaulx-en-Velin |
| Lyon             | Lyon                                  | Bron           |

### Topographie et hydrographie
Le territoire de la commune de Villeurbanne est situé à la pointe nord-ouest de celui qui était connu autrefois sous le nom de pays du Velin. Il s’étire du nord-ouest au sud-est depuis la rive gauche du Rhône sous la forme d’un rectangle de 5,8 km de long avec une largeur variant de 2,5 et 3,5 km pour une superficie de 14,5 km2. Sa topographie est marquée par la présence de deux surfaces étagées entre les cotes extrêmes de 165 et 189 mètres : la plaine alluviale, au nord-ouest et au centre à l’altitude d’environ 170 mètres et la terrasse supérieure au sud-est à l’altitude d’environ 180 mètres. La limite entre ces deux niveaux est formée par un talus d’une hauteur de 8 à 10 mètres auquel tous les documents jusqu’au XIXe siècle donnent le nom de Balmes viennoises.
Du point de vue géologique, cette topographie est un héritage des dernières péripéties de la glaciation wurmienne. Le front du glacier qui se situait alors à 20 kilomètres plus à l'est est encore marqué par le vallum morainique. Dans un premier long temps d'environ soixante mille ans, au rythme de la fusion estivale étaient libérées des quantités considérables d'eaux très chargées en limons, sables et galets qui ont déposé une nappe uniforme sur l'emplacement de la commune, comme sur l'ensemble de la future agglomération lyonnaise. Lors du retrait du glacier marquant la fin de cette phase, le débit du Rhône a fortement augmenté du fait d'une fusion accélérée et continue. Dans le même temps diminuait sa charge en alluvions et sa capacité érosive était multipliée en fonction d'une accélération de sa vitesse. Son pouvoir de creusement l'ayant ainsi emporté, son cours s'est enfoncé dans la masse des matériaux accumulés. Le fleuve a alors fixé son lit à un niveau inférieur par leur déblaiement partiel, sur une certaine largeur.
La différence d’altitude entre les deux surfaces ainsi déterminées est d’une importance capitale. Le débit du Rhône, en effet, est sujet à de grandes variations en fonction des divers épisodes climatiques : il peut passer de quelques centaines de mètres cubes par seconde en temps ordinaire (460 en moyenne) à 6 000 lors des plus grandes crues. Il sort alors de son lit mineur pour s'étaler sur l'ensemble de ce qu'on appelle son lit majeur correspondant à la plaine alluviale qui est sous la menace toujours imprévisible des inondations. La terrasse des 180 mètres est évidemment soustraite à de tels risques.

Du point de vue hydrographique, il importe encore de souligner que, pendant de longs siècles, le Rhône a divagué sur toute la largeur de la plaine inondable. Quand il s'écoulait à son extrême gauche, c'est lui qui a modelé le talus dit des Balmes viennoises en limite de la haute terrasse. À la place de cet ancien tracé holocène, s'est installé jusqu'à notre époque le cours de la Rize qui avait son origine au moulin de Chassin sur la commune de Décines-Charpieu et se jetait dans le Rhône à Lyon dans le quartier de la Guillotière. Son débit très régulier était important, car son alimentation provenait de la nappe phréatique sous-jacente ainsi que d'apports latéraux depuis la terrasse des 180 mètres. En outre, son débit était grossi des eaux de débordement du Rhône avant les travaux d'endiguement. On franchissait la Rize par des ponts. Dans un contexte assez comparable, est né le Loiret dans la plaine alluviale de la Loire, au sud d'Orléans ! La Rize elle-même se divisait en deux branches au pont des Planches, à l'aval de la centrale de Cusset. Une branche s’en détachait sur sa droite en direction du nord et dessinait un méandre contournant par la droite le quartier Saint-Jean, marquant ainsi la limite naturelle, toujours actuelle, avec la commune de Vaulx-en-Velin avant de rejoindre le Rhône en se transformant en marais.

### Climat
Pour des articles plus généraux, voir Climat d'Auvergne-Rhône-Alpes et Climat du Rhône.
En 2010, le climat de la commune est de type climat océanique altéré, selon une étude du Centre national de la recherche scientifique s'appuyant sur une série de données couvrant la période 1971-2000. En 2020, Météo-France publie une typologie des climats de la France métropolitaine dans laquelle la commune est dans une zone de transition entre le climat semi-continental et le climat de montagne et est dans la région climatique Bourgogne, vallée de la Saône, caractérisée par un bon ensoleillement (1 900 h/an), un été chaud (18,5 °C), un air sec au printemps et en été et des vents faibles.
Pour la période 1971-2000, la température annuelle moyenne est de 12,2 °C, avec une amplitude thermique annuelle de 18,3 °C. Le cumul annuel moyen de précipitations est de 817 mm, avec 9,3 jours de précipitations en janvier et 6,7 jours en juillet. Pour la période 1991-2020, la température moyenne annuelle observée sur la station météorologique de Météo-France la plus proche, « Lyon-Bron », sur la commune de Bron à 4 km à vol d'oiseau, est de 13,0 °C et le cumul annuel moyen de précipitations est de 820,8 mm,. Pour l'avenir, les paramètres climatiques de la commune estimés pour 2050 selon différents scénarios d'émission de gaz à effet de serre sont consultables sur un site dédié publié par Météo-France en novembre 2022.
| Mois                                  | jan.           | fév.             | mars             | avril           | mai             | juin           | jui.           | août           | sep.            | oct.            | nov.            | déc.             | année      |
| ------------------------------------- | -------------- | ---------------- | ---------------- | --------------- | --------------- | -------------- | -------------- | -------------- | --------------- | --------------- | --------------- | ---------------- | ---------- |
| Température minimale moyenne (°C)     | 1,1            | 1,4              | 4,2              | 7,2             | 11,2            | 15             | 17             | 16,6           | 12,8            | 9,6             | 4,9             | 2                | 8,6        |
| Température moyenne (°C)              | 4,1            | 5,2              | 9                | 12,3            | 16,3            | 20,3           | 22,6           | 22,3           | 17,9            | 13,7            | 8,1             | 4,8              | 13         |
| Température maximale moyenne (°C)     | 7,1            | 9                | 13,8             | 17,4            | 21,5            | 25,6           | 28,2           | 28             | 23,1            | 17,7            | 11,4            | 7,7              | 17,5       |
| Record de froid (°C) date du record   | −23 23.01.1963 | −22,5 14.02.1929 | −10,5 07.03.1971 | −4,4 10.04.1949 | −3,8 01.05.1938 | 2,3 01.06.1959 | 6,1 07.07.1962 | 4,6 25.08.1940 | 0,2 24.09.1928  | −4,5 31.10.1950 | −9,4 30.11.1925 | −24,6 22.12.1938 | −24,6 1938 |
| Record de chaleur (°C) date du record | 19,1 10.01.15  | 21,9 25.02.21    | 26 31.03.21      | 30,1 16.04.1949 | 34,2 16.05.1945 | 38,4 27.06.19  | 40,4 24.07.19  | 41,4 24.08.23  | 35,8 05.09.1949 | 30,6 09.10.23   | 23 02.11.1924   | 20,2 18.12.1989  | 41,4 2023  |
| Ensoleillement (h)                    | 71,1           | 102,4            | 173,7            | 197,7           | 223,8           | 256,5          | 288,1          | 263,1          | 204,1           | 131,4           | 78,9            | 58,7             | 2 049,5    |
| Précipitations (mm)                   | 49,8           | 41,6             | 49,4             | 68,9            | 80,9            | 74,1           | 67,4           | 65,5           | 82,5            | 99,8            | 87,2            | 53,7             | 820,8      |

## Voies de communication et transports

### Infrastructures routières

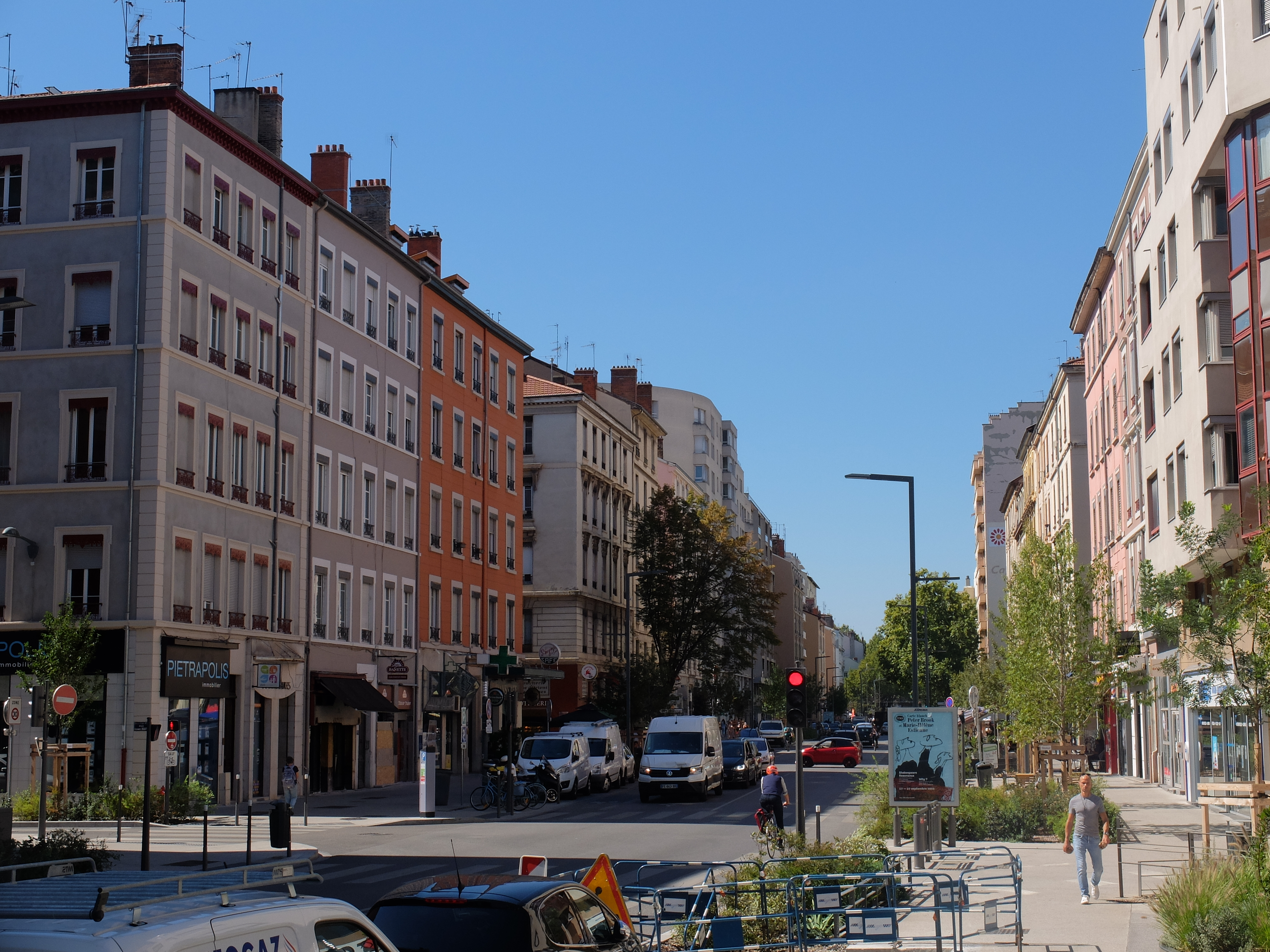
Le cours Émile-Zola, vu de l'est vers Lyon.

Le boulevard périphérique de Lyon dessert de nombreux quartiers de Villeurbanne, longeant la ville au nord et à l'est, rejoignant la M6 à l'ouest de Lyon, via les tunnels de Caluire, de Rochecardon et de la Duchère, ainsi que l'A7 au sud.
L'autoroute A42 y est connectée au niveau du quartier de Croix-Luizet et permet de rejoindre Bourg-en-Bresse ou Genève via l'A40. À 3 km à l'est, elle rejoint aussi l'A46 et la N346, qui constituent le contournement est de Lyon, reliant l'A7 (direction Orange) à Chasse-sur-Rhône au sud de Lyon, à L'A6 (direction Paris) au niveau de Villefranche-sur-Saône au nord de Lyon, desservant ainsi une grande partie de la banlieue est lyonnaise.
Les départementales D137 et D29 terminent leur course dans Villeurbanne.
Les principaux axes intra-muros sont, du nord au sud, le boulevard du 11-novembre-1918 et l'avenue Albert-Einstein, l'avenue Roger-Salengro, le cours Émile-Zola, le cours Tolstoï, la rue Jean-Jaurès et la rue Léon-Blum, la route de Genas, et sont tous plus ou moins orientés est-ouest.
L'axe nord-sud est principalement servi par le boulevard Laurent-Bonnevay (périphérique), et secondairement par de multiples petites rues.

### Réseau cyclable

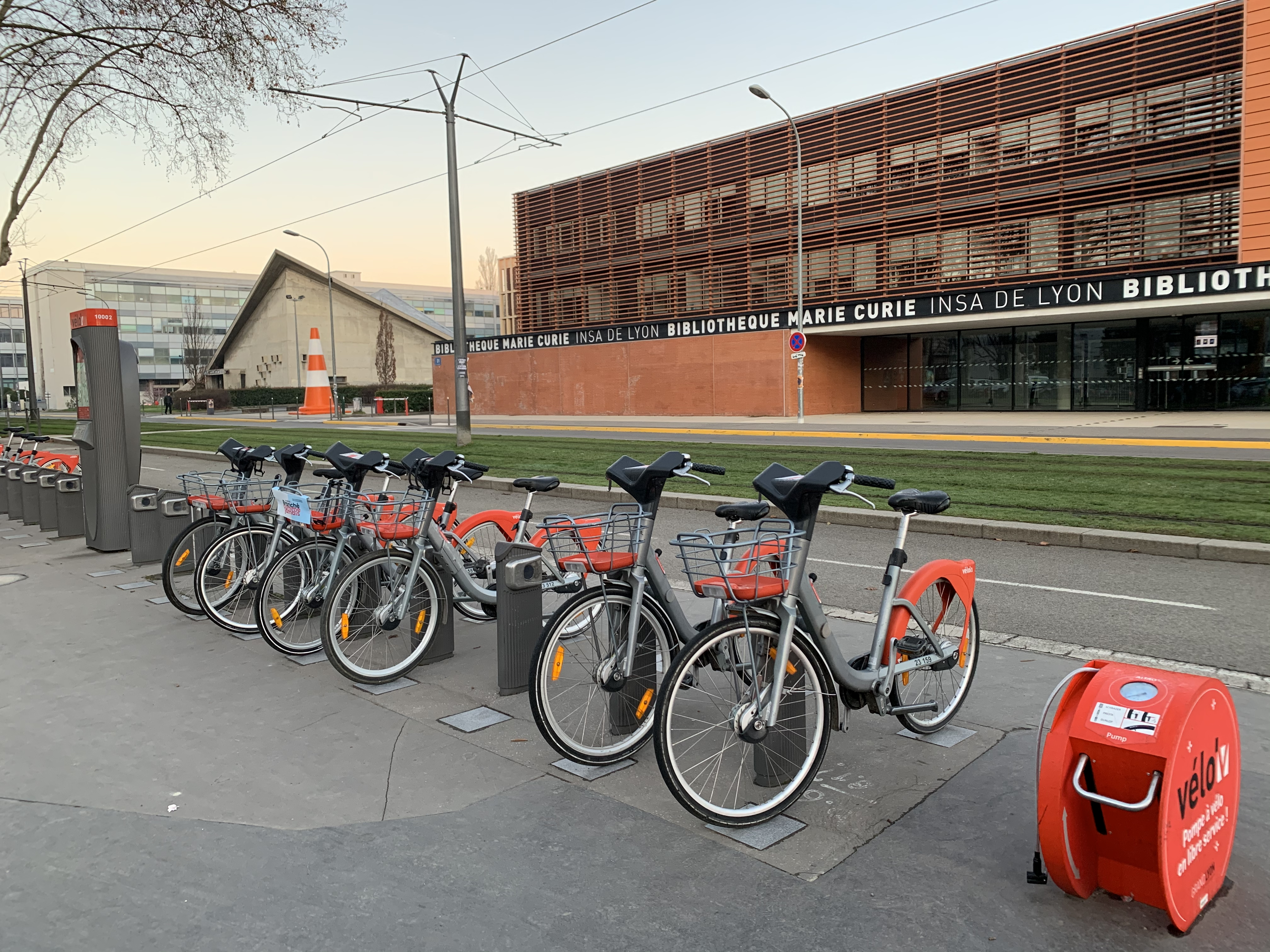
Station Vélo'v à INSA Einstein

Le réseau de pistes et bandes cyclables est dense à Villeurbanne. La ViaRhona traverse la commune depuis le Parc de la Feyssine jusqu'à Saint-Jean, en direction du Parc de Miribel-Jonage.
La commune dispose depuis 2005 d'un système de vélos en location dénommé Velo'v qui maille le territoire grâce à de nombreuses stations.

### Transports urbains
La Métropole de Lyon dispose du premier réseau de transports en commun hors Île-de-France avec 1,4 million de voyages par jour dont 755 000 voyages par jour et 212 millions par an en 2022 pour le seul réseau métro.
Le SYTRAL, autorité organisatrice de la mobilité du département du Rhône et de la Métropole de Lyon, est chargé par cette dernière de la mission d'établissement du plan de déplacements urbains, donc des « déplacements doux » et du développement des transports en commun. Ceux-ci sont exploités sous la marque TCL par Keolis Lyon via un cahier des charges et une délégation de service public.

#### Le métro

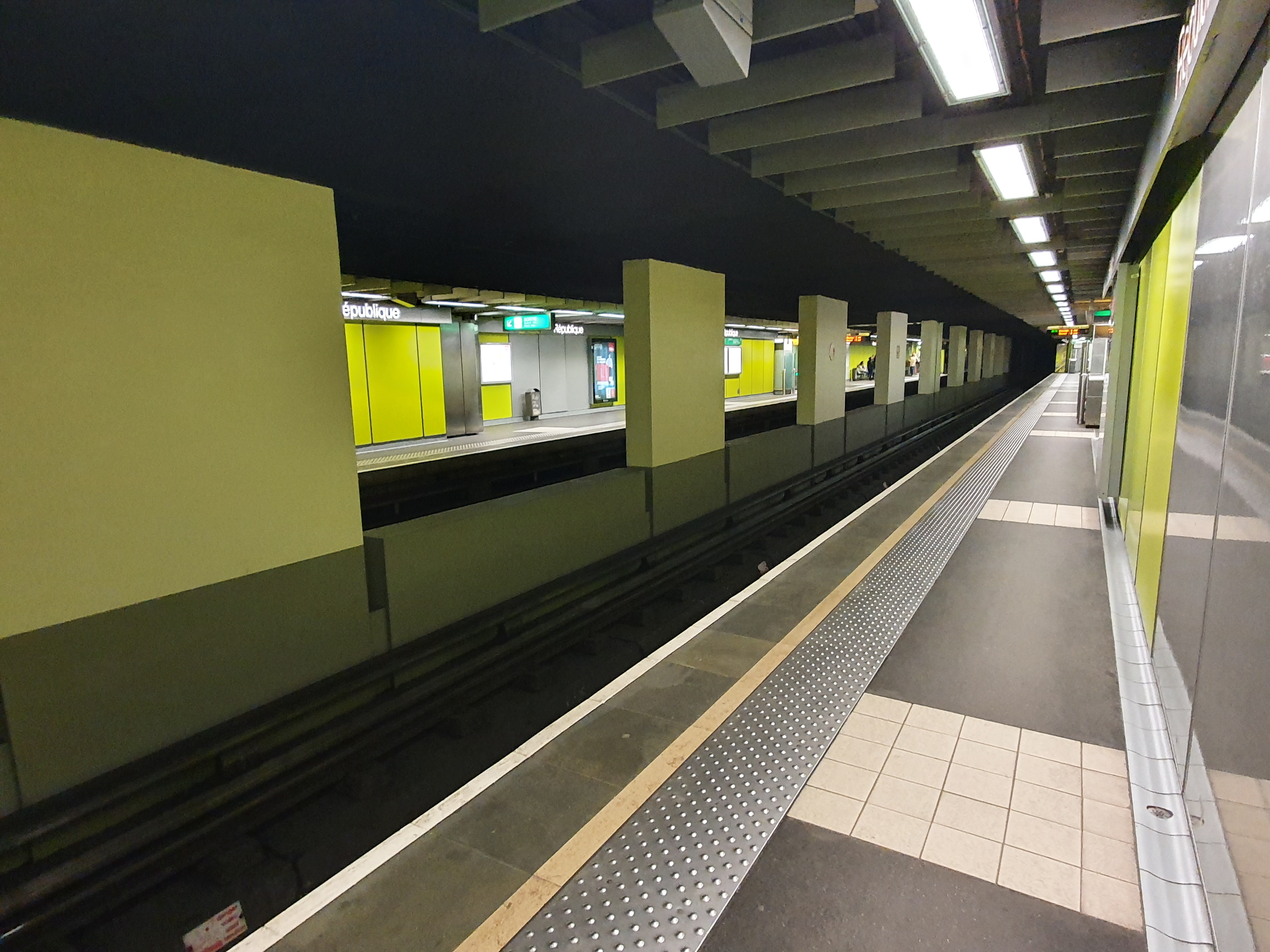
Station République sur la ligne de métro A

Deux lignes du métro de Lyon desservent Villeurbanne.
La ligne A relie Vaulx-en-Velin - La Soie, et sa connexion avec le Rhônexpress, à Perrache et sa gare ferroviaire. Six stations sont situées sur le territoire communal de Villeurbanne :
- Charpennes-Charles Hernu (correspondance ligne B, T1, T4 et C2)
- République
- Gratte-Ciel
- Flachet - Alain Gilles
- Cusset
- Laurent Bonnevay - Astroballe (correspondance C3)

La ligne B relie la station Charpennes-Charles Hernu, située à la limite avec le 6e arrondissement de Lyon, à la station Saint-Genis-Laval Hôpital Lyon Sud à Saint-Genis-Laval. Elle dessert notamment la gare de Lyon-Part-Dieu.

#### Le tramway

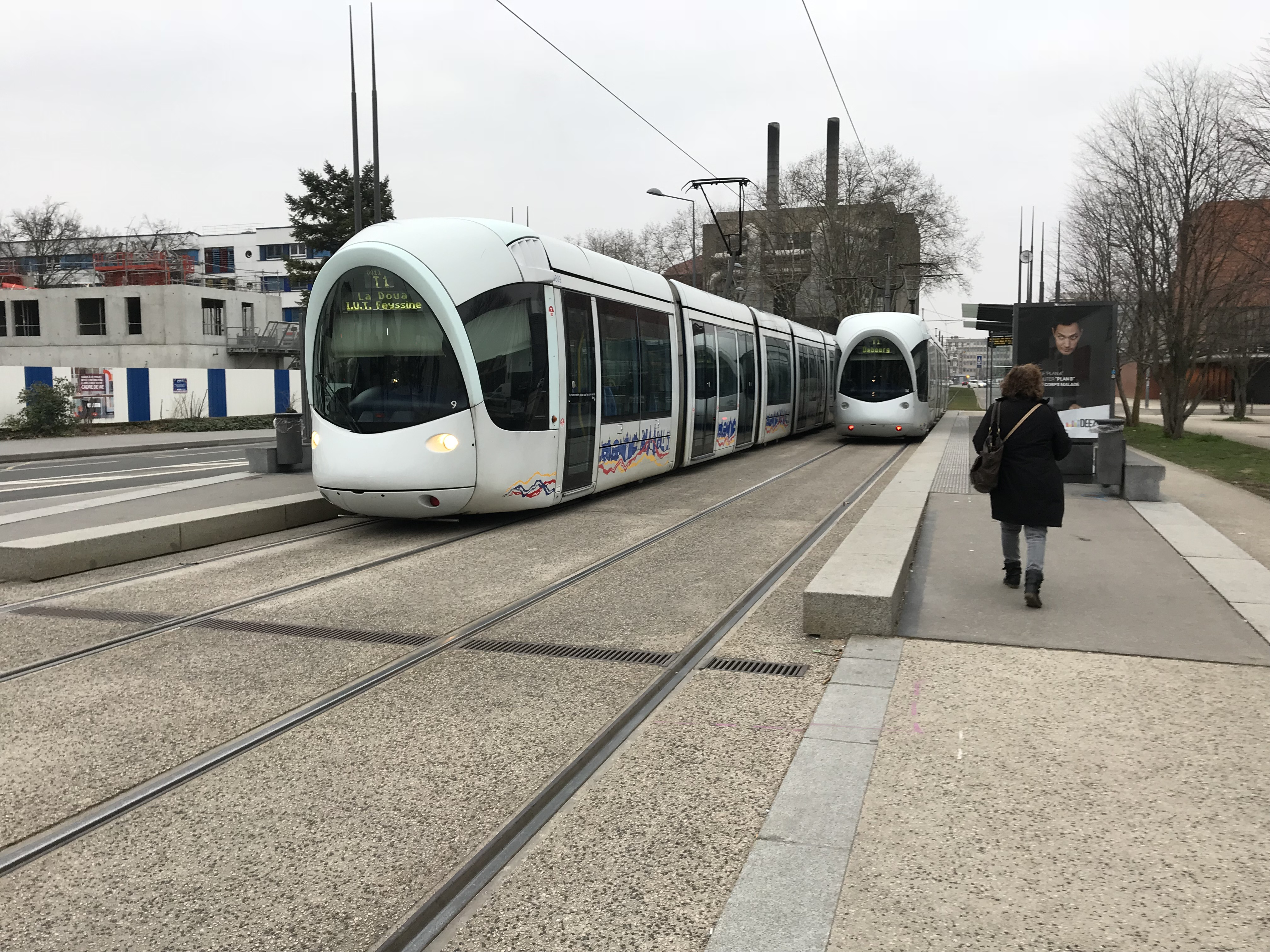
Une rame du tramway T1 à la station INSA-Einstein

- Le T1 relie IUT Feyssine à Debourg et dessert le nord de Villeurbanne sur 8 stations, dont 5 au sein du campus de la Doua. Il rejoint notamment la gare de Lyon-Part-Dieu.
- Le T3 relie la gare de Lyon-Part-Dieu à la ville de Meyzieu et dessert 3 stations au sud de Villeurbanne, dont la station Gare de Villeurbanne.
- Le T4 relie la Doua Gaston Berger à l'hôpital Feyzin-Vénissieux et dessert 5 stations depuis Charpennes jusqu'au campus de la Doua, utilisant la même infrastructure que T1.
- Le tramway Rhônexpress, utilisant la même ligne que T3 (ancienne ligne de chemin de fer de l'est lyonnais), relie la gare de Lyon-Part-Dieu à l'aéroport de Lyon Saint-Exupéry en desservant la station Vaulx-en-Velin - La Soie à la limite de Villeurbanne et de Vaulx-en-Velin, et assurant ainsi la correspondance entre l'aéroport et la ligne A du métro.

#### Les lignes de bus

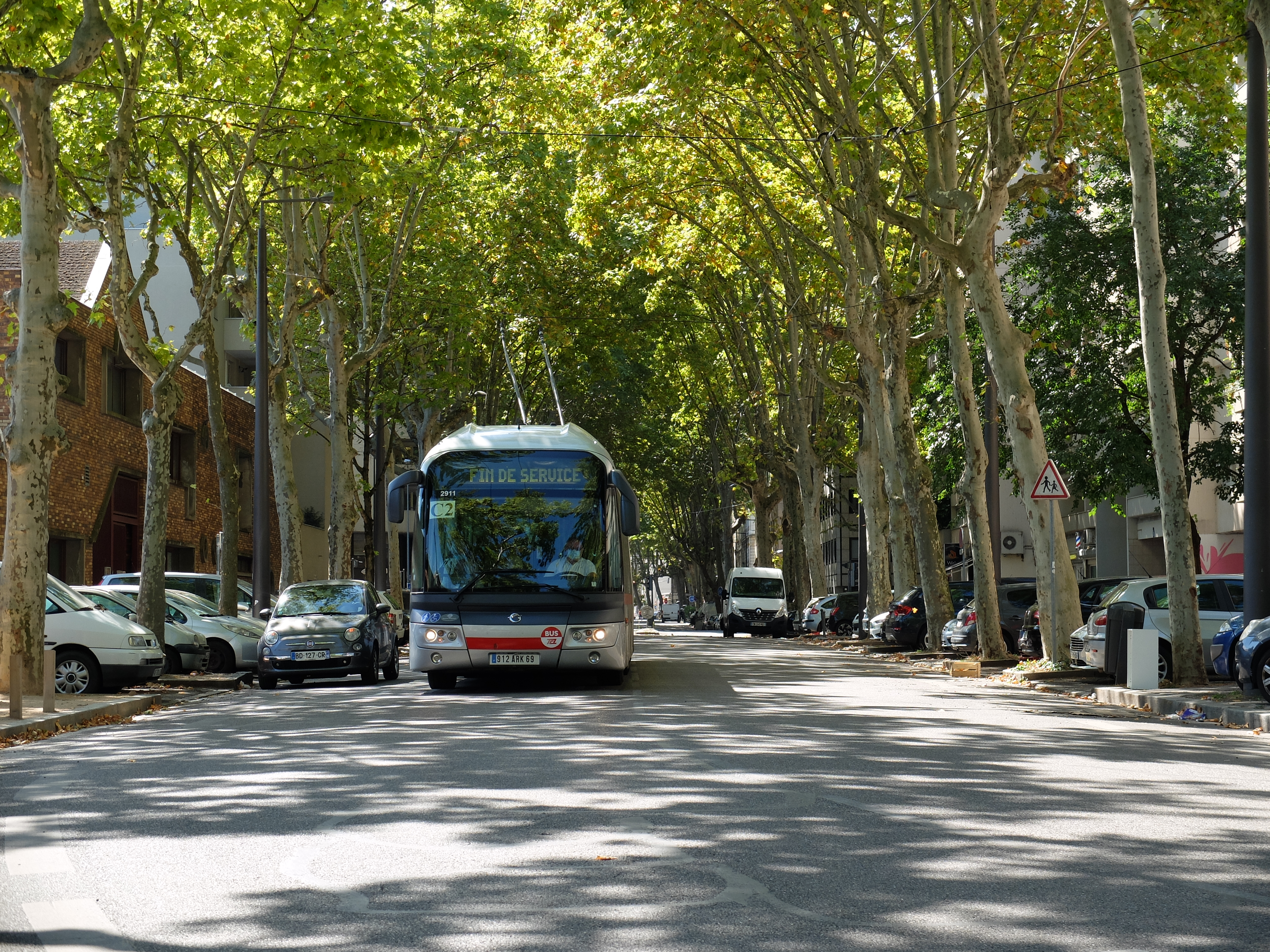
Un trolleybus de la ligne C2

Enfin, plus d'une dizaine de ligne de bus du réseau TCL desservent les différents quartiers de la ville :
- Le trolleybus C2 dessert la commune sur sa frange est dans le quartier de Charpennes-Tonkin.
- Le trolleybus C3 traverse Villeurbanne d'ouest en est au sud de la ville, reliant la gare St Paul, dans le quartier du « Vieux-Lyon », au nord de Vaulx-en-Velin, et desservant 11 stations au sein de la ville. La ligne dispose depuis 2019 d'un site propre intégral[12] dans sa traversée de Villeurbanne (Cours Tolstoï et rue Léon Blum).
- La ligne C11 dessert la partie sud de la ville de la place des Maisons-Neuves à Laurent-Bonnevay.
- Les lignes C8, C9, C15, C16, C17, C26 et 7, 25, 27, 37, 57, 67, 69, 70, N80, N83.

#### Projets d'extension du réseau sur Villeurbanne
La ligne de tramway T6, qui depuis novembre 2019 fait terminus à la station Hôpitaux Est - Pinel, sera prolongée jusqu'à la station la Doua - Gaston Berger via les quartiers de Grandclément et de Gratte-ciel. Avec ce prolongement, la ligne T6 à Villeurbanne sera dotée de 12 stations et sera en correspondance avec :
- La ligne de métro A (station Gratte-Ciel)
- Les lignes de tramway T1, T4 (station la Doua - Gaston Berger) et T3 (station Gare de Villeurbanne)
- La ligne du trolleybus C3 à la Place Jules-Grandclément

Le temps de parcours entre Debourg et La Doua-Gaston Berger est estimé à 43 minutes. La mise en service prévisionnelle du prolongement est espérée en 2025.
D’ici 2026, il y aura également la nouvelle ligne T9 reliant en 36 minutes Vaulx-en-Velin - La Soie à Charpennes, en passant par les quartiers de Villeurbanne Saint Jean, Les Buers, Croix Luizet, la Doua et de Charpennes Tonkin. La ligne sera en correspondance avec :
- La ligne de métro A (Stations Charpennes et Vaulx en Velin - La Soie)
- Les lignes de tramway T1, (des Stations de Croix Luizet à Charpennes), T3 (Station Vaulx en Velin la Soie), T4 (des Stations de La Doua - Gaston Berger à Charpennes), T6 (Station La Doua Gaston Berger) et T7 (Station Vaulx-en-Velin - La Soie)
- La ligne de trolleybus C3.

### Autopartage
Un service d'autopartage a été créé par Lyon Parc Auto en janvier 2008 et baptisée Citiz LPA depuis 2015. Ce service met à disposition des abonnés une centaine de véhicules répartis sur 42 stations sur le territoire de la Métropole de Lyon et de Villefranche-sur-Saône, dont 5 à Villeurbanne.
Le service d’autopartage Bluely, a lui été supprimé en 2020.

### Desserte ferroviaire

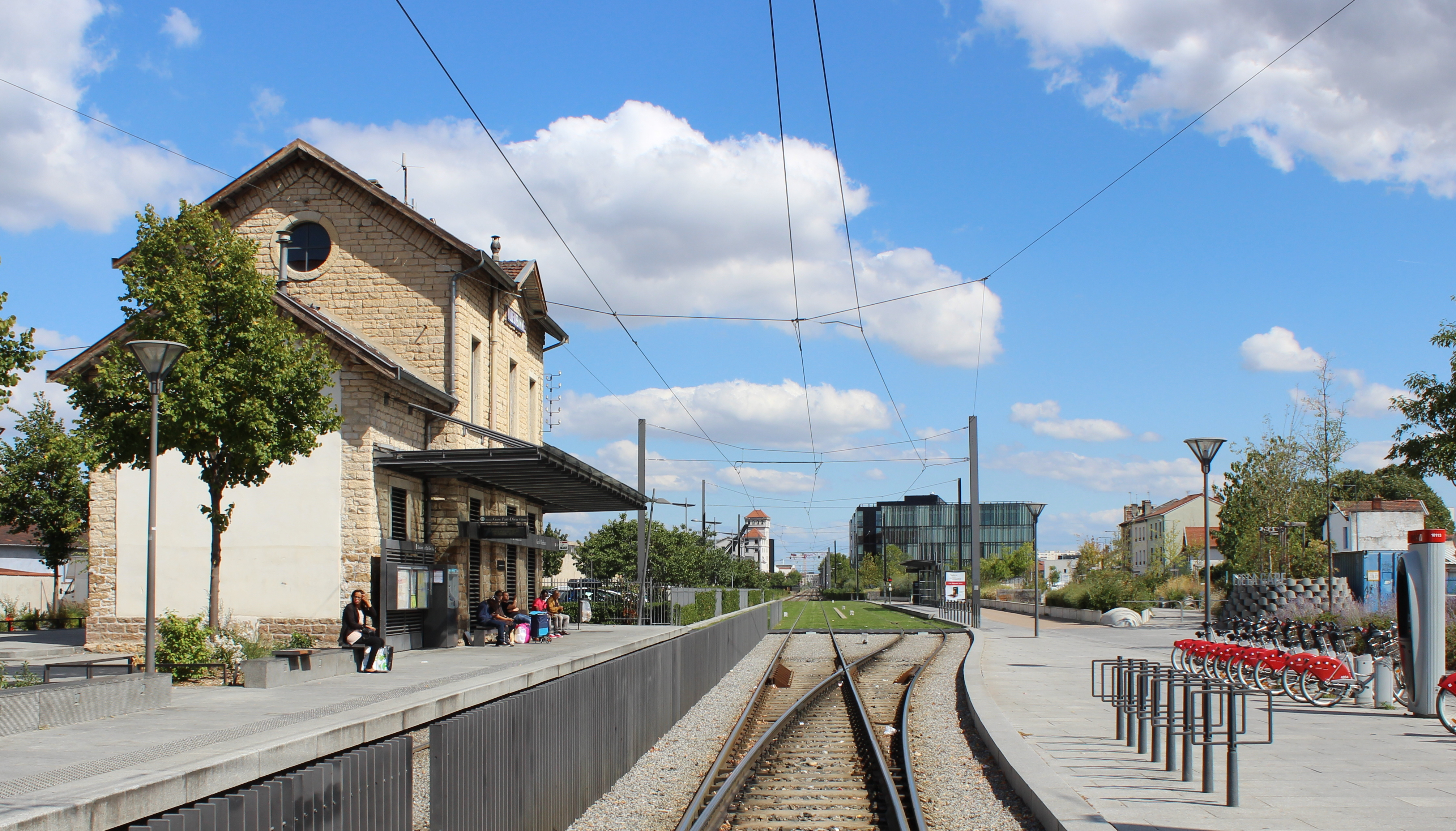
L'ancienne gare de Villeurbanne et actuelle station du tramway T3

Aujourd'hui, aucune ligne de chemin de fer ne dessert la ville. Le trafic de fret subsistant sur l'ancienne ligne de l'Est-Lyonnais a été interrompu en décembre 2003.
La voie a été reconstruite entre 2004 et 2006 pour accueillir la ligne de tramway T3 puis en 2010 le service Rhônexpress. Une des stations est aménagée sur l'ancienne gare ferroviaire et porte toujours le nom de Gare de Villeurbanne.
Néanmoins plusieurs lignes du réseau de transports en commun de Lyon relient directement Villeurbanne aux deux principales gares de l'agglomération : gare de Lyon-Part-Dieu (métro B, tramway 1, 3 et 4, C2, C3, C9, 25, 37, 70) et gare de Lyon-Perrache (métro A) ainsi que deux autres gares, celles de Lyon-Saint-Paul et le tram-train de l'Ouest lyonnais (C3) et depuis décembre 2013, la gare d'Oullins (métro B).

## Urbanisme

### Typologie
Au 1er janvier 2024, Villeurbanne est catégorisée grand centre urbain, selon la nouvelle grille communale de densité à sept niveaux définie par l'Insee en 2022.
Elle appartient à l'unité urbaine de Lyon, une agglomération inter-départementale regroupant 123  communes, dont elle est une commune de la banlieue,,. Par ailleurs la commune fait partie de l'aire d'attraction de Lyon, dont elle est une commune du pôle principal,. Cette aire, qui regroupe 397 communes, est catégorisée dans les aires de 700 000 habitants ou plus (hors Paris),.

### Occupation des sols
L'occupation des sols de la commune, telle qu'elle ressort de la base de données européenne d’occupation biophysique des sols Corine Land Cover (CLC), est marquée par l'importance des territoires artificialisés (93,9 % en 2018), en augmentation par rapport à 1990 (90,3 %). La répartition détaillée en 2018 est la suivante : 
zones urbanisées (65,9 %), zones industrielles ou commerciales et réseaux de communication (24,7 %), eaux continentales (6,1 %), espaces verts artificialisés, non agricoles (3,3 %). L'évolution de l’occupation des sols de la commune et de ses infrastructures peut être observée sur les différentes représentations cartographiques du territoire : la carte de Cassini (XVIIIe siècle), la carte d'état-major (1820-1866) et les cartes ou photos aériennes de l'IGN pour la période actuelle (1950 à aujourd'hui).

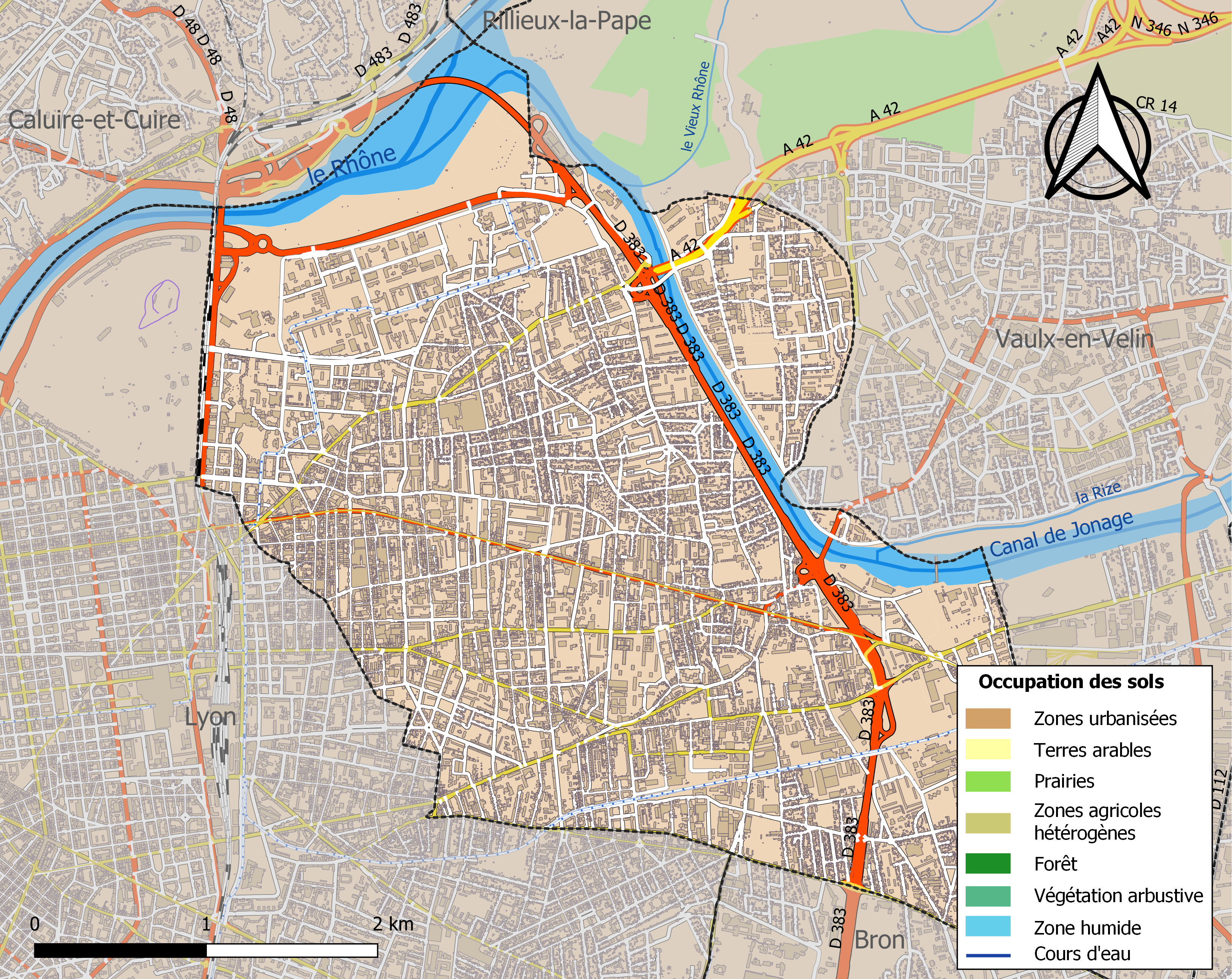
Carte des infrastructures et de l'occupation des sols de la commune en 2018 (CLC).

### Morphologie urbaine
Largement inondée par les crues du Rhône jusqu'au XIXe siècle, Villeurbanne est restée longtemps une commune rurale dispersant ses hameaux le long des grandes voies reliant le Lyonnais au Dauphiné. Après la réalisation de la grande digue, commencée en 1856 et qui met la commune hors d’eau, le développement de Villeurbanne s’accélère, fortement lié à l’industrialisation. La double pression du développement industriel et d’un important besoin en logements a légué au territoire une forte mixité habitat-activités.

### Quartiers
Le territoire de la commune comporte plusieurs quartiers historiques. Ils peuvent être regroupés en trois zones :
- au nord du cours Émile-Zola, qui passe à travers toute la ville dans la direction est - ouest puis nord-ouest - sud-est, on trouve les quartiers Charpennes-Tonkin, Les Poulettes, Croix-Luizet, Buers, Cusset et le campus de La Doua.
- au sud du cours Émile-Zola, les quartiers Charmettes-Dedieu, Gratte-ciel, Ferrandière, Maisons-Neuves, Perralière et Grandclément.
- à l'est du Boulevard périphérique, les quartiers Saint-Jean, Bonnevay, Cyprian et Les Brosses.

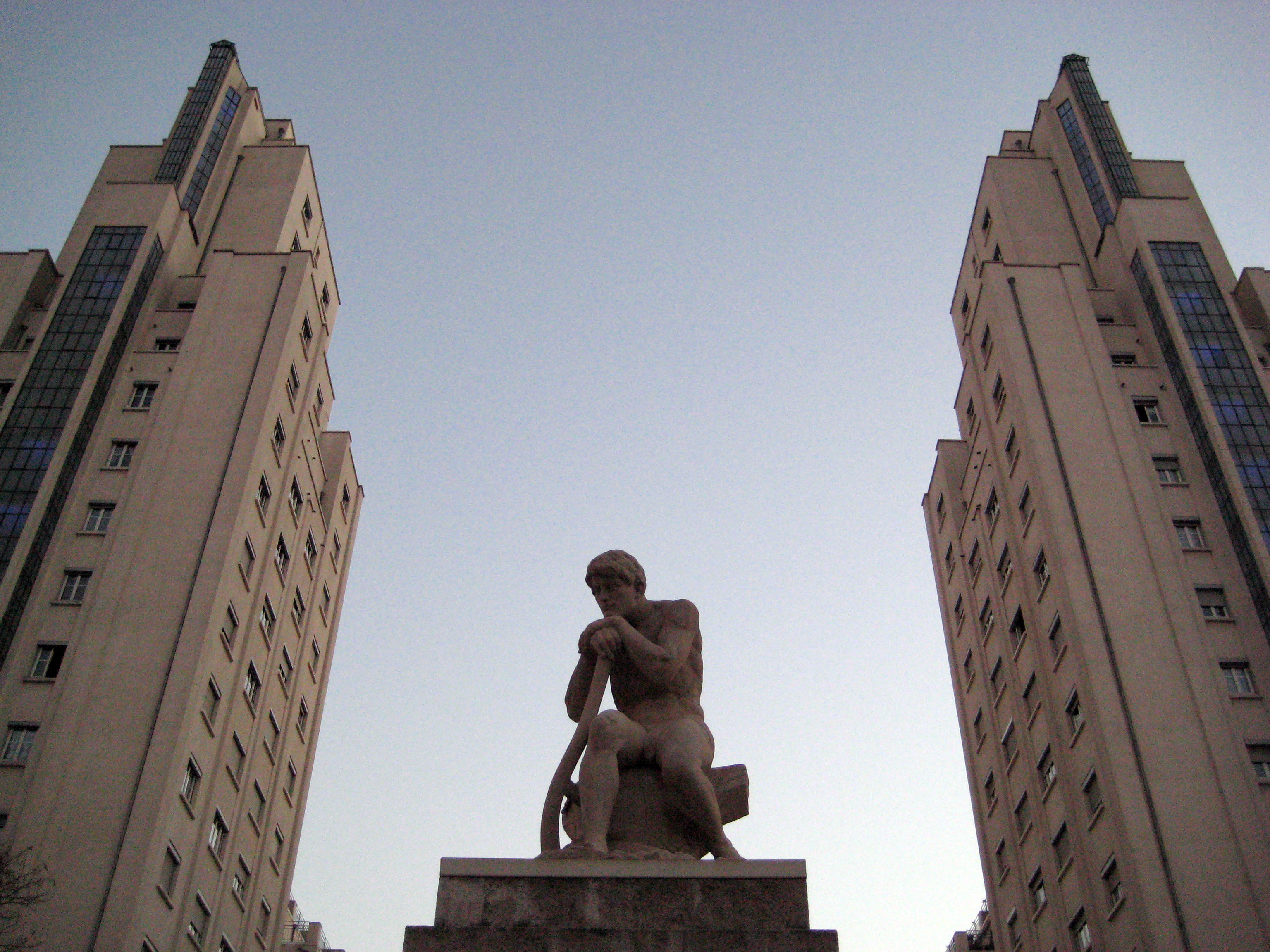
Gratte-ciel
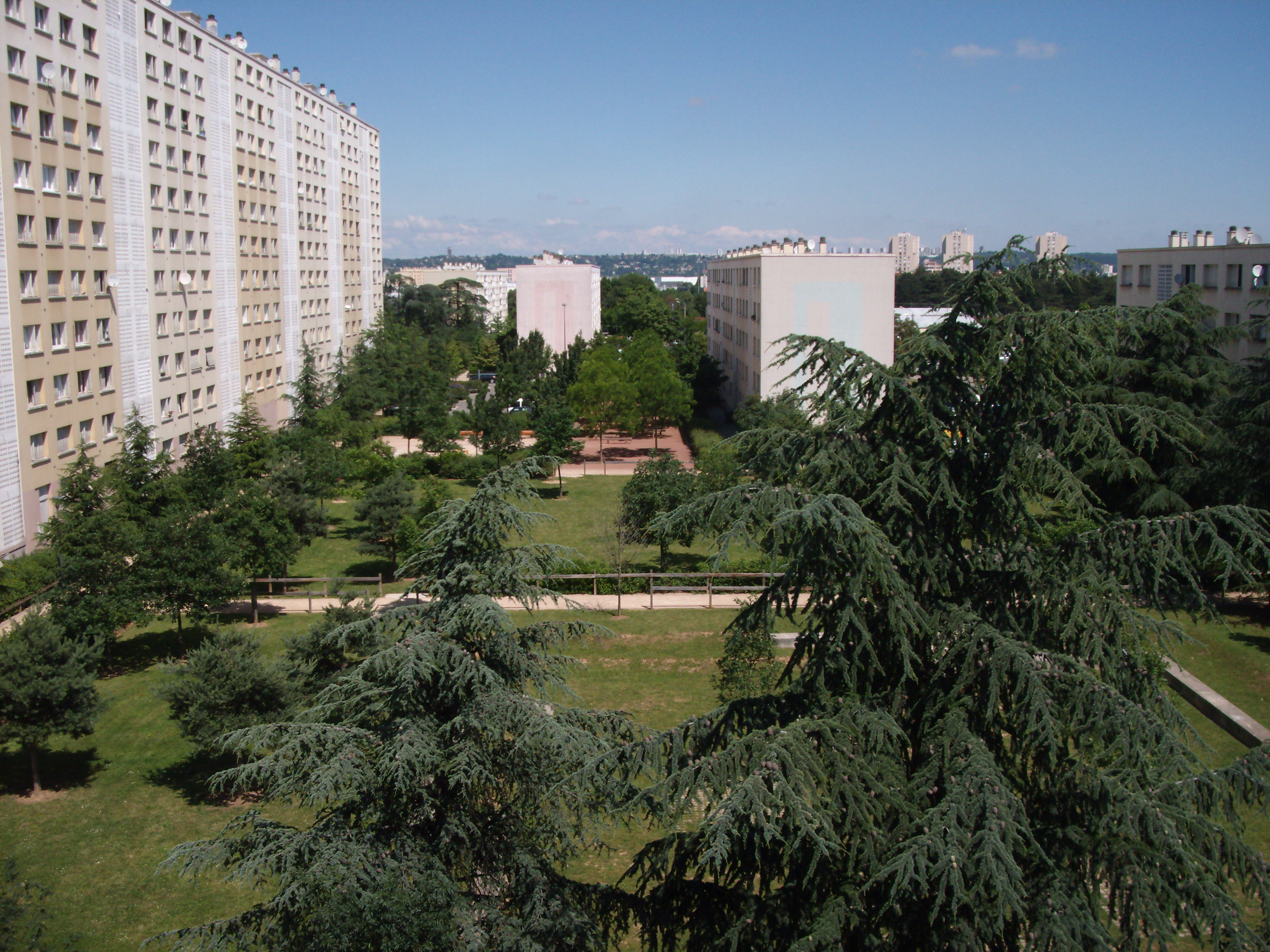
Les Brosses
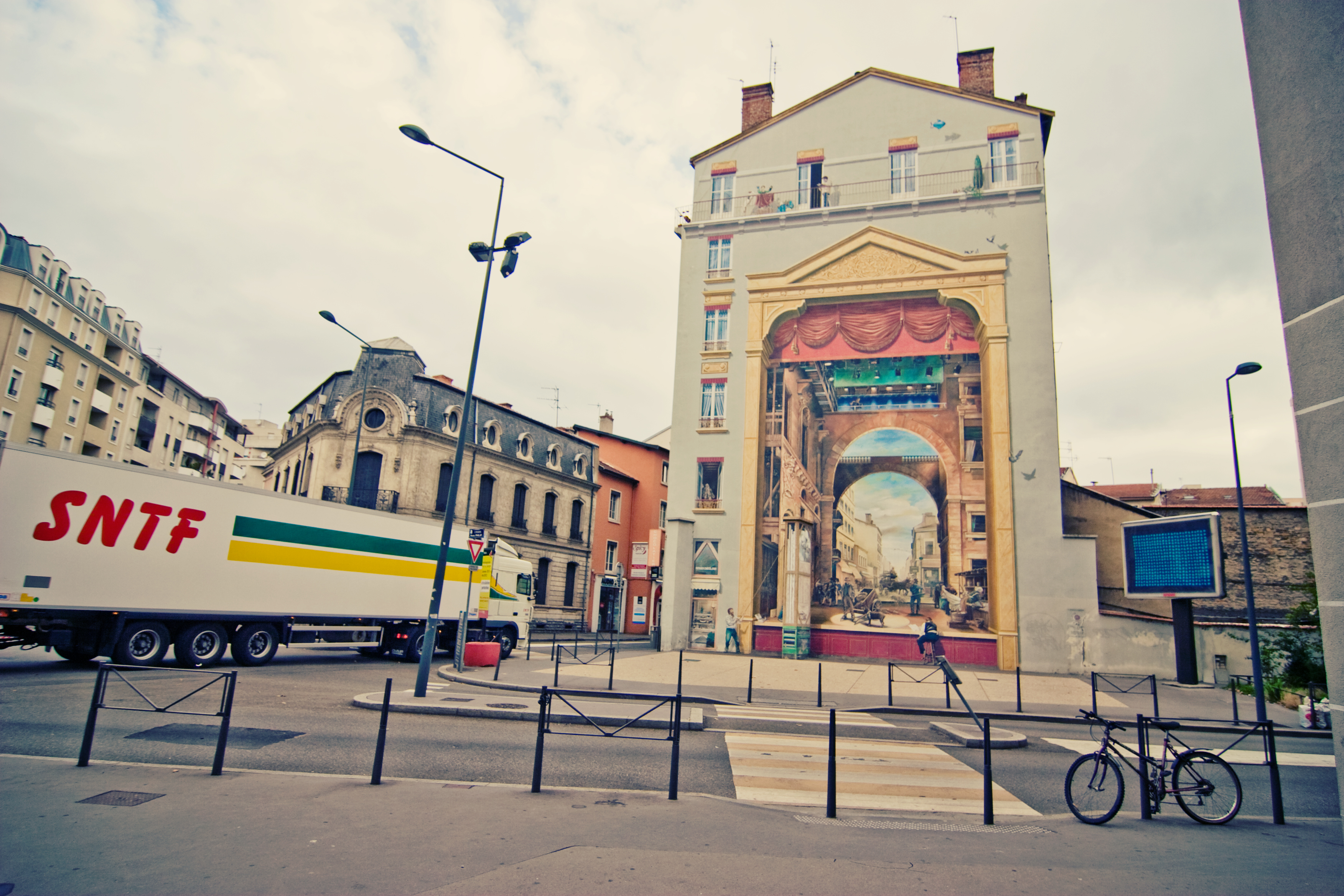
Trompe l'œil, Charpennes
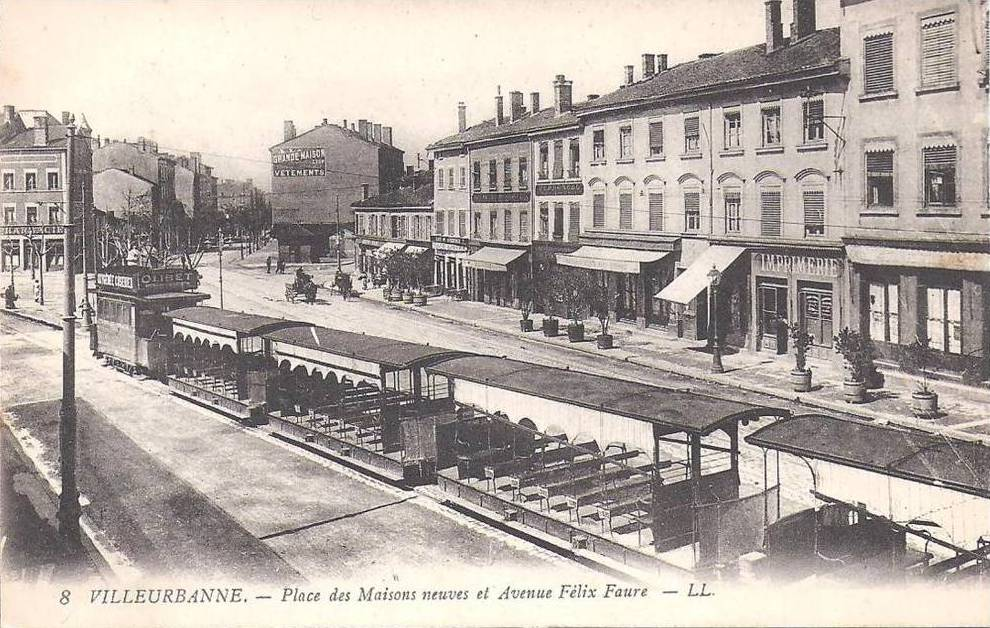
Place des Maisons Neuves au début du XXe siècle

### Logement
En 2017, le nombre total de logements dans la commune est de 83 272, alors qu'il était de 70 792 en 2007.
Parmi ces logements, 87,6 % sont des résidences principales, 3,5 % des résidences secondaires et 8,8 % des logements vacants (contre 6,9% en 2007 pour ces derniers). Ces logements étaient pour 91,8 % d'entre eux des appartements et pour 5,1 % des maisons individuelles.
En 2017, 35% des résidences principales sont occupés par leur propriétaire contre 67,3% en location, un taux plus important que celui de la Métropole de Lyon (55,3%). La part de logements HLM loués vides est de 18,6 % des résidences principales, leur nombre est de 13 553 contre 13 264 en 2007.
Villeurbanne a connu, au début du XXIe siècle, une croissance importante du nombre de logements neufs. Cela a correspondu à un cycle immobilier expansif avec un taux de construction neuve très élevé. Ce développement s’est essentiellement fait en renouvellement dans le tissu urbain existant (anciennes usines, maisons individuelles, etc.) et sur des opérations d’aménagement urbain.

### Projets d'aménagements

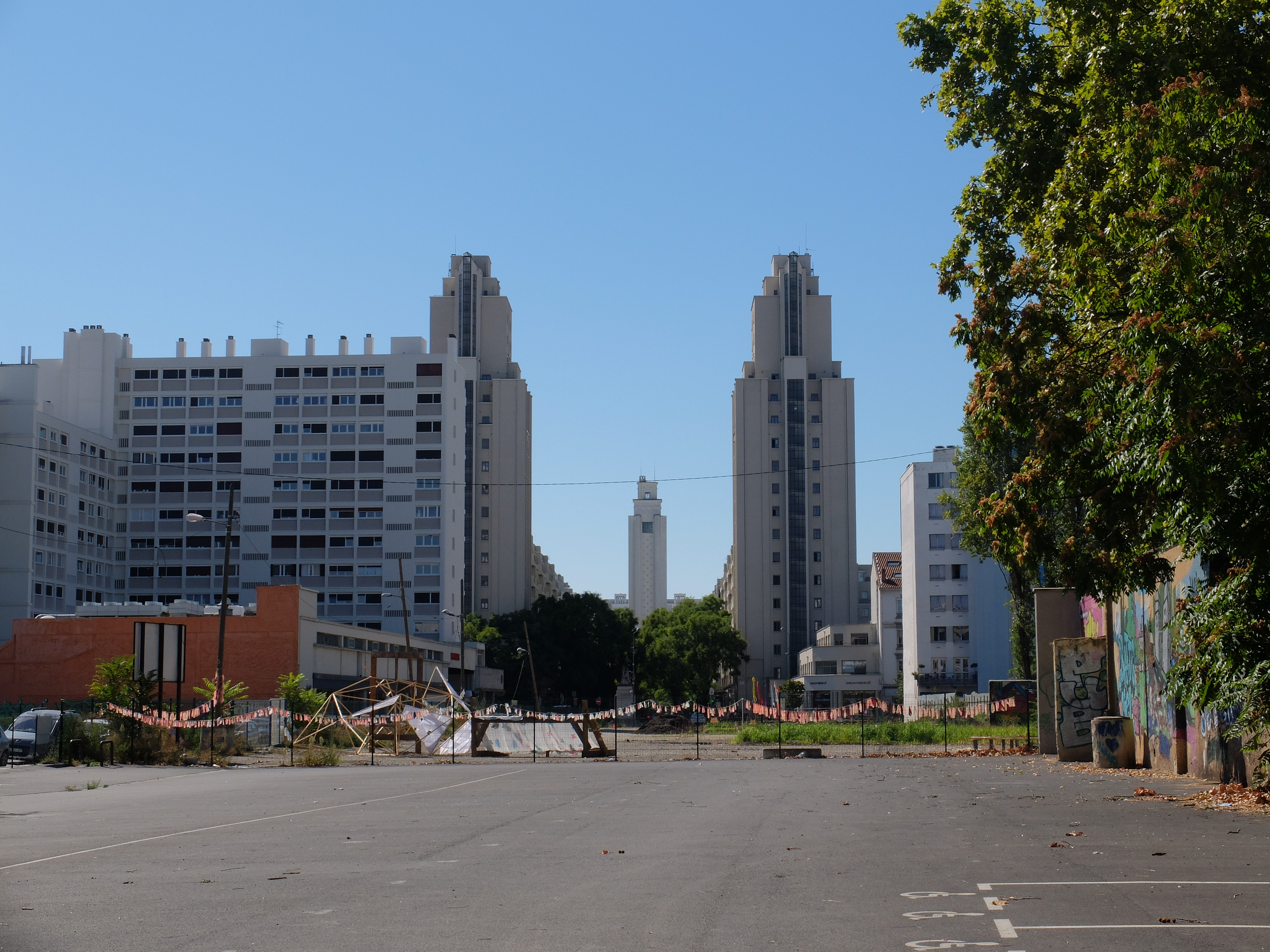
Espace libre après les démolitions de la rue Léon Chomel pour la ZAC Gratte Ciel Villeurbanne

De nombreux projets urbains sont en développement, dont les plus importants sont :
- La ZAC Gratte-ciel centre-ville[22] vise à agrandir le centre-ville au nord par prolongement de l'avenue Henri-Barbusse. Le périmètre défini est de 7 hectares, qui accueilleront des logements, des commerces, des équipements publics (école Rosa Parks et reconstruction du lycée Pierre Brossolette notamment) et des bureaux.
- La ZAC Villeurbanne La Soie[23], faisant partie du projet global du Carré de Soie, consiste en la création d'un nouveau quartier de 11 hectares avec espaces publics, logements, bureaux, commerces et équipements publics (dont une école et un gymnase).
- Grandclément[24], qui concerne la requalification de la place Jules-Grandclément, de la rue Decorps et du boulevard Réguillon, en lien avec le passage du futur prolongement nord du tramway T6.
- Le réaménagement du Cours Emile-Zola[25], effectué depuis 2014 en 4 phases.

## Toponymie
Le nom de Villeurbanne vient du latin villa urbana, qui désignait une grosse ferme à l'époque romaine (env. 40 av. J.-C.) et située aux environs de l’actuel bureau de poste de la place Jules-Grandclément.
Le nom du quartier des Charpennes vient du francoprovençal charpenna, « bois de charmes », lui-même issu du latin carpinum signifiant charme, arbre dont le quartier était fortement peuplé durant des siècles. Une version fantaisiste prétend que le terme vient du fait que les rues étaient si mal entretenues que les chars peinaient.
Le quartier du Tonkin doit son nom à la rue homonyme, baptisée ainsi en 1884 pour commémorer la seconde expédition du Tonkin. La dénonimation « quartier du Tonkin » étant attestée depuis janvier 1885, elle n'a donc aucun rapport avec l'Exposition internationale et coloniale de Lyon de 1894, contrairement à ce que voudrait une thèse très répandue.
La dénomination du quartier de la Poudrette vient de l’élaboration et l’utilisation d'un engrais éponyme provenant de la dessiccation en plein air de matières fécales sur ces terres.

## Histoire

### Antiquité

#### Vestiges archéologiques
La carte archéologique du département du Rhône (69/1) publiée en 2006 recense un certain nombre des vestiges archéologiques découverts au cours des siècles sur le territoire de Villeurbanne mais sans qu’on puisse les mettre en rapport avec une quelconque construction.
En 1852 (localisation imprécise) a été trouvée une patère en bronze estampillée Draccius f ; elle est conservée au musée de Saint-Germain-en-Laye.
En 1936, près du boulevard Laurent-Bonnevay, on mit au jour un trésor de 45 pièces en or (aurei) du milieu du Ier au début du IIe siècle de notre ère. Elles ont été dispersées.
Aux Charpennes, Artaud signale des mosaïques romaines, une paire de boucles d’oreilles en or et des monnaies du IIIe siècle (au musée gallo-romain de Fourvière).
À la Doua en 1958, une paire d’entraves pour esclaves (au musée des Antiquités nationales à Saint-Germain-en-Laye).
À Cusset, à l’angle de la rue Pierre-Baratin et du cours Émile-Zola, près de l’église, ont été reconnus les vestiges d’un tertre (mollard) interprétés comme un tumulus antique ou une motte castrale médiévale ; à proximité, tombes, vases funéraires, monnaies romaines.

#### Origines antiques
Seule l'appellation de « Villa Urbana » qui désigne une exploitation agricole avec maison de maître témoigne d'une occupation humaine sur le territoire de la future commune de Villeurbanne aux temps gallo-romains. L'hypothèse la plus communément admise situe cette villa à Cusset, à l'abri des inondations toujours à craindre dans la plaine alluviale du Rhône. Le fleuve formait alors une barrière étanche entre la province de Narbonnaise, peuplée d'Allobroges, dans sa partie septentrionale et la Lyonnaise, en tête des trois Gaules. Que le talus au-dessus duquel est perché Cusset soit connu dans les anciens textes sous le nom de Balmes viennoises est en lui-même révélateur : dès l'intégration dans la Chrétienté, toute cette rive gauche du Rhône relève du diocèse de Vienne et non de Lyon. Cette situation durera jusqu'au milieu du XXe siècle.

### Du Moyen Âge à la Révolution
Politiquement, au début du XIVe siècle, Villeurbanne fait partie du Dauphiné. Quand le Rhône change de lit pour un cours plus septentrional, c'est au dauphin qu'en 1325 Guichard de Beaujeu, maître de la Dombes, vend la langue de terre étirée de Miribel aux portes de Lyon passée ainsi en rive gauche. À la fin du règne du dauphin Humbert II de Viennois, en 1349, Villeurbanne est rattaché comme l'ensemble de la province du Dauphiné au royaume de France alors sous le règne du roi Philippe VI de Valois. Le dauphin, mammifère marin, continuera à figurer sur le blason de la ville.

#### La définition des limites communales

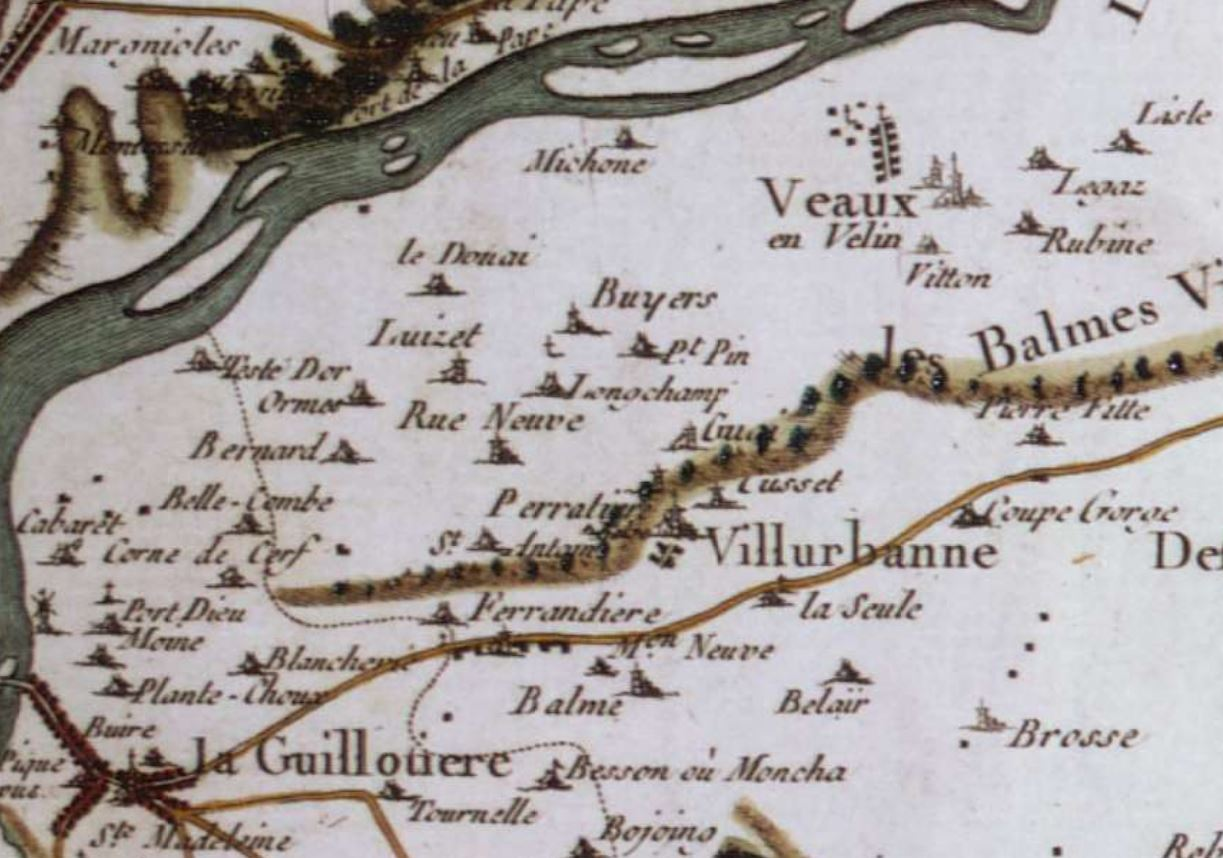
Villeurbanne sur la carte de Cassini

La communauté villageoise villeurbannaise apparaît très tôt constituée dans les limites qui resteront les siennes pour l’essentiel jusqu’à nos jours. Comme il est de règle constante dans le monde rural, son territoire incorpore un morceau de la plaine alluviale et un autre de la terrasse des 180 mètres de manière à s’assurer les ressources agricoles complémentaires de ces deux milieux naturels. (Le même schéma s’observe sur les communautés encadrantes de Vaulx et de La Guillotière, alors indépendante de Lyon). La limite sud, sur 3,1 km (1,7 km avec La Guillotière et 1,4 km avec Bron) correspond au chemin de grande communication qui porte encore aujourd’hui le nom de route de Genas. L’appellation de route tout comme le tracé tremblé sont par eux-mêmes évocateurs du rôle de liaison ouest-est à grande distance entre le pont de la Guillotière, la rue lyonnaise Paul Bert dans son prolongement et, prenant en travers tout le Velin, le bourg commerçant de Crémieu. Quant au rebroussement vers le nord qui marque la frontière avec Vaulx-en-Velin sur plus de 2 km, il a conservé le nom prosaïque de Chemin de la Poudrette. C’est dans cet angle mort du territoire communal, à l’écart des habitations, que les services municipaux de vidange continueront à épandre puis à traiter ces excréments humains desséchés. Au-delà, le bras nord de la Rize prolonge logiquement la limite avec Vaulx-en-Velin jusqu'au confluent avec le Rhône.

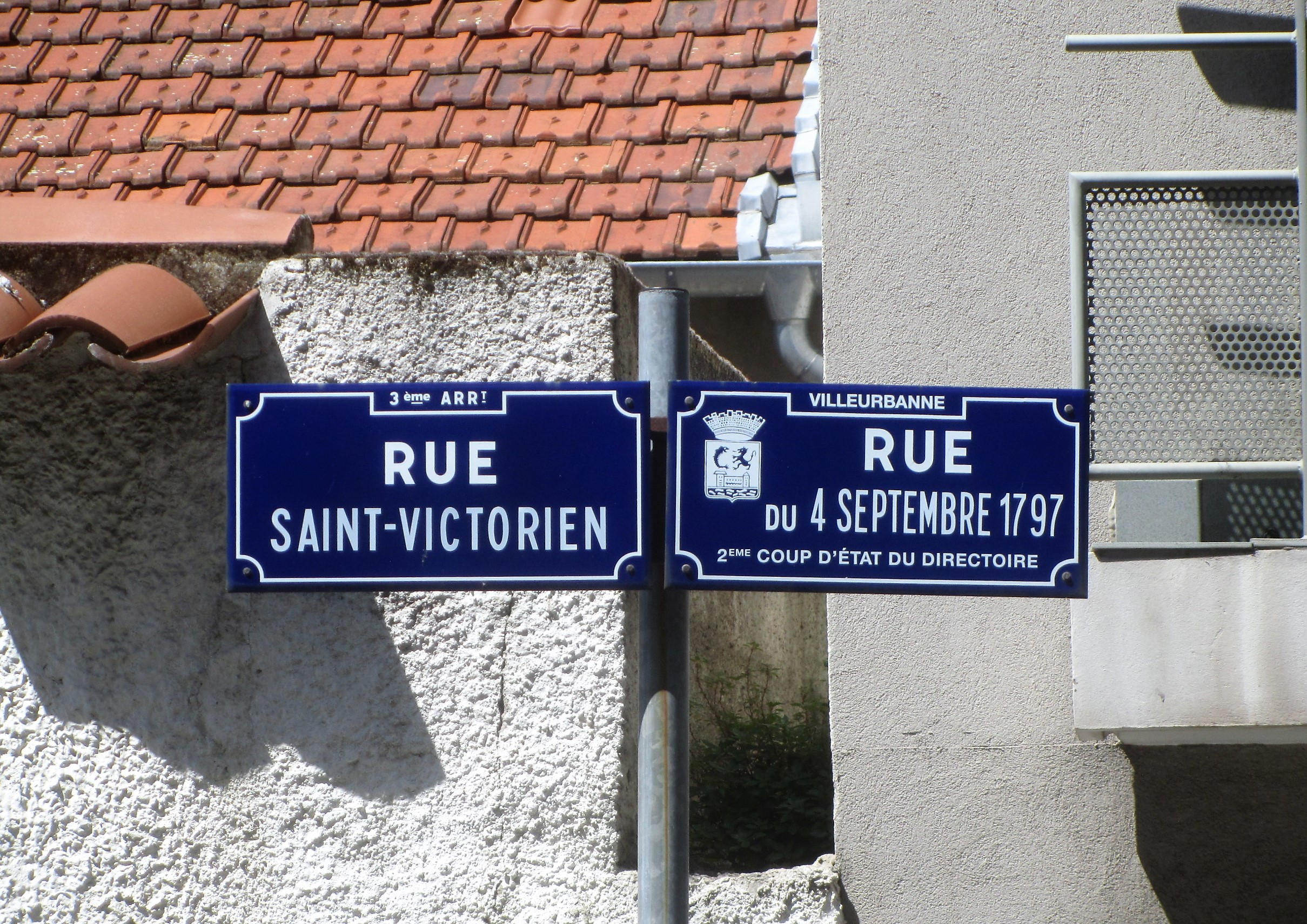
Deux noms pour une même rue à la limite de Lyon.

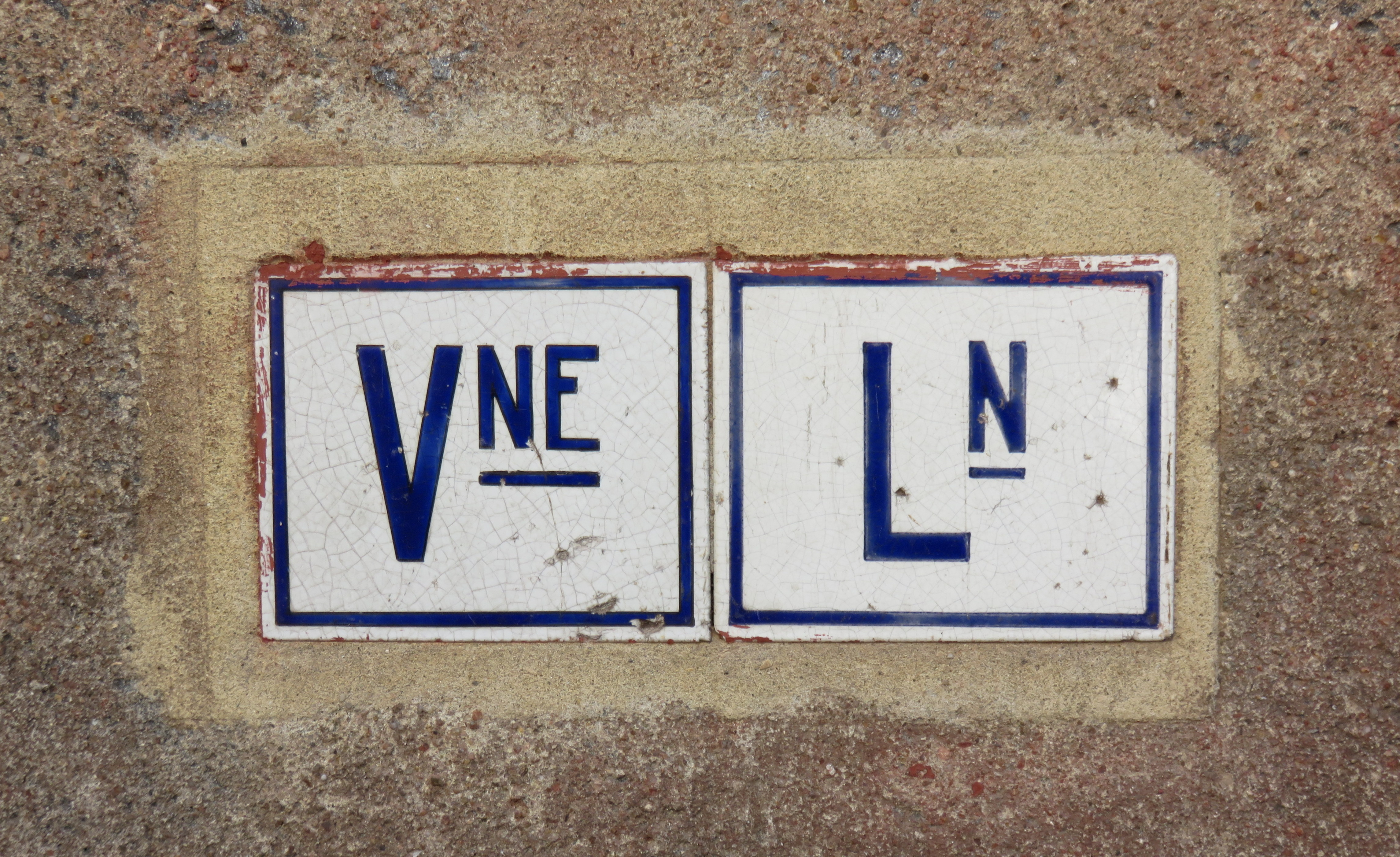
Deux communes pour une même maison.

La délimitation n'a posé de problème que sur le côté occidental en limite de la Guillotière, soit des 3e et 6e arrondissement de Lyon actuels sur des longueurs respectives d'approximativement 1,2 et 2,9 km. Approximativement car sur toute sa portion grossièrement orientée sud-est/nord-ouest, la limite est en dents de scie et, de ce fait, tranche aujourd'hui à travers le bâti de telle sorte que les résidents de la même montée d'un immeuble peuvent se retrouver citoyens de deux communes différentes selon le côté de la cage d'escalier. C'est la seule limite résultant d'une décision politique. Il faut, en effet, remonter au XVe siècle, en 1474. Les protagonistes sont d'une part le roi Charles VII, souverain du Dauphiné, dont relevait la rive orientale du Rhône depuis l'annexion de cette province par la France en 1348, et d'autre part l'archevêque de Lyon. Ce dernier déplorait de ne pouvoir exercer son droit de justice sur la Guillotière où les délinquants pouvaient se réfugier et narguer le pouvoir en toute impunité. Le souverain a alors commis un Italien à son service, Louis Tindo. C'est sur la base de son rapport qu'a été réglé le litige. En réalité, en place de Charles VII, le signataire a été le dauphin Louis, le futur Louis XI, en délicatesse avec son père mais se prévalant de son titre. Il a donné satisfaction au prélat en étendant son pouvoir judiciaire jusqu'à la ligne fixée par cet accord mais au minimum car il restait entendu qu'il s'agissait d'une simple entorse à la règle : le Dauphiné devait continuer à dépendre administrativement de la couronne.
Au XVIIIe siècle, avant les années 1730, le lit principal du Rhône passait au milieu de ce qui deviendrait le parc de la Tête-d'Or, à peu près à l'emplacement de l'allée du Grand-Camp, soit en limite des communes. Il ne rejoignait le cours actuel que vers le quai de Serbie, dans le 6e arrondissement de Lyon. La crainte des autorités lyonnaises se manifesta d'un déplacement du lit vers sa gauche, du côté villeurbannais donc, car au pied de la Croix Rousse et plus à l'aval prospéraient de nombreuses activités lucratives utilisatrices du fleuve. C'est pourquoi avaient été investis d'importants crédits pour la construction de 1759 à 1768 d'une digue dite de la Tête-d'Or contrariant ce risque. L'efficacité de cette digue ne devait pas être concluante. La partie décisive se jouera après la terrible inondation de 1856, de toute la plaine de rive gauche. Claude-Marius Vaïsse, à la fois maire de Lyon et préfet du Rhône, adoptera alors la solution radicale d'une grande digue insubmersible à l'emplacement de ce qui est devenu le boulevard de ceinture Laurent Bonnevay.

### De la Révolution au Second Empire

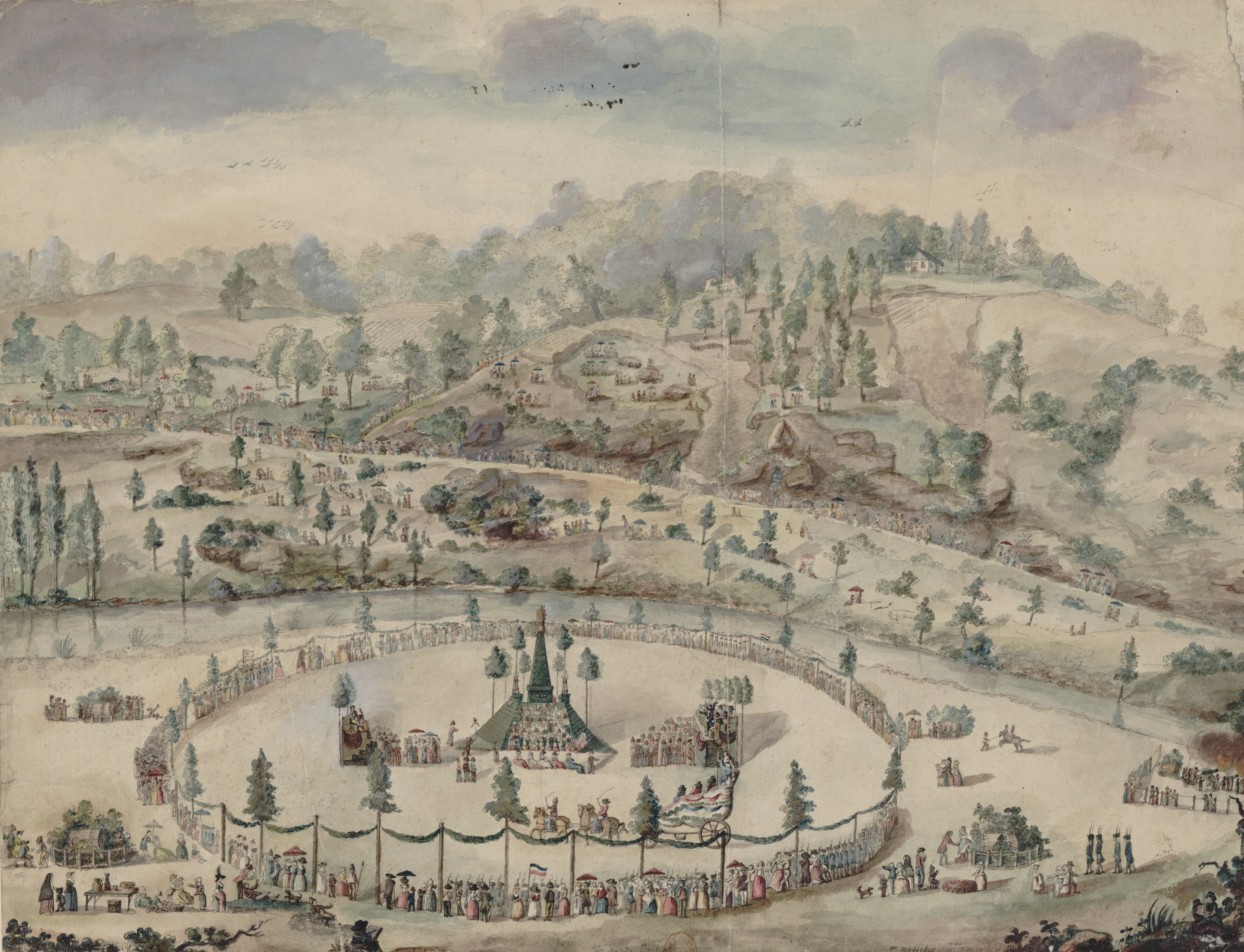
Fête de l'Être suprême au Grand Camp le 8 juin 1794

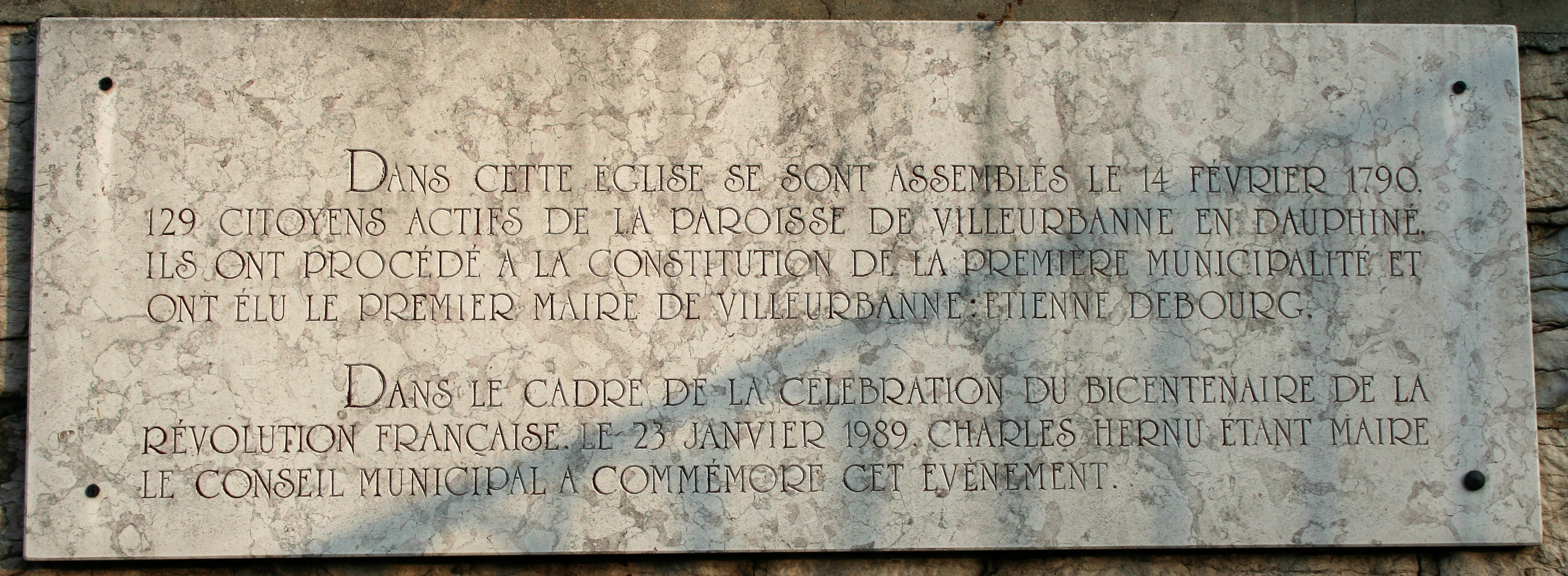
plaque commémorative du premier maire élu de Villeurbanne

Les premières années de la Révolution française sont marquées par trois faits. Sur le plan administratif, les provinces ayant été supprimées dans la nuit du 4 août 1789, le Dauphiné est divisé en départements. En 1790, Villeurbanne rejoint celui de l'Isère, dont Grenoble est le chef-lieu et fait partie de l'arrondissement de Vienne. À la même date, usant de son nouveau droit de vote, la population de la ville élit pour la première fois son maire en la personne d'Étienne Debourg. Le 30 mai, elle célèbre avec ferveur la fête de la Fédération en association avec la population lyonnaise car faute de place sur le territoire des Brotteaux, la manifestation a lieu sur celui de Villeurbanne, à l'emplacement du tennis club actuel dans le quartier de la Doua.

#### Une agriculture vivrière
Le premier document fiable pour dresser un état de la commune de Villeurbanne est le cadastre napoléonien daté du 28 septembre 1812, ainsi nommé parce qu'il a été initié sous le règne de Napoléon Ier en 1807. Au recensement de 1806, le territoire est peuplé de 1 834 habitants, en légère progression depuis la Révolution (1 617 en 1793).
Le damier de centaines de parcelles pour chacune des 7 sections de ce document est révélateur de la nature de la société villeurbannaise. Semblable à celle de l'ensemble des campagnes françaises, elle est faite d'une majorité de petits agriculteurs qui s'efforcent de vivre en autarcie de leurs propres productions. Le choix de la polyculture est commandé par les données naturelles qui diffèrent entre la plaine inondable et la terrasse des 180 mètres. Cette dernière, bien qu'échappant aux risques d'inondation, n'est pas forcément favorisée. Les sols, trop constitués d'éléments calcaires et donc très perméables sont déclarés séchants en été, considérés à l'époque comme pauvres, et ne conviennent qu'à la culture des céréales. Cet inconvénient doit être pallié par le creusement de puits relativement profonds.

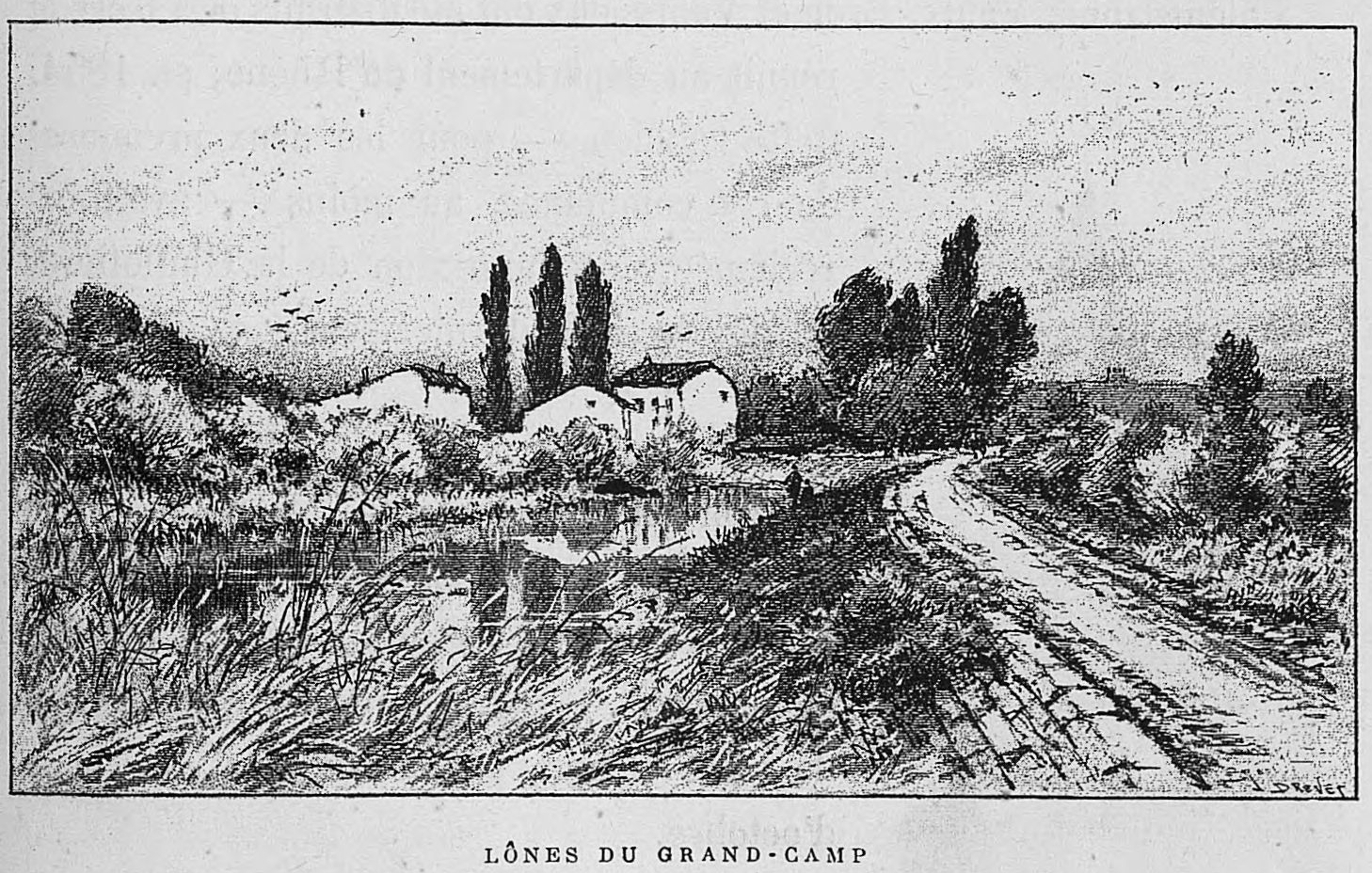
Illustration des lônes du Grand-Camp

Les conditions sont très différentes dans la basse plaine alluviale. Il faut, certes, s'accommoder des risques d'inondation de plus en plus fréquents jusqu'à la fameuse crue de 1856 mais, d'une part, ils sont compensés par des apports périodiques de limons et, une fois terminés ces courts épisodes, le contrôle de l'eau y est maîtrisé, au besoin, par des travaux de drainage tandis que, si nécessaire, la nappe phréatique à fleur de surface est facilement atteinte. Certains maraîchers et horticulteurs iront jusqu'à imaginer des sortes de mini-châteaux d'eau. D'autre part les données topographiques et pédologiques introduisent une grande variété. Au gré de ses divagations successives, le Rhône a pu accumuler des bancs d'alluvions qui, devenus assez hauts, formeront des îles (« brotteaux » selon l'appellation locale). Il a creusé de nouveaux chenaux abandonnant les anciens devenus des lônes (autre appellation locale) où l'eau peut encore stagner un certain temps. Les enchevêtrements primitifs d'arbres et de lianes qui constituent la forêt primitive (« vorgines » selon l'appellation locale), une fois défrichées, peuvent être converties en prairies propices à l'élevage des veaux.

#### Un habitat dispersé

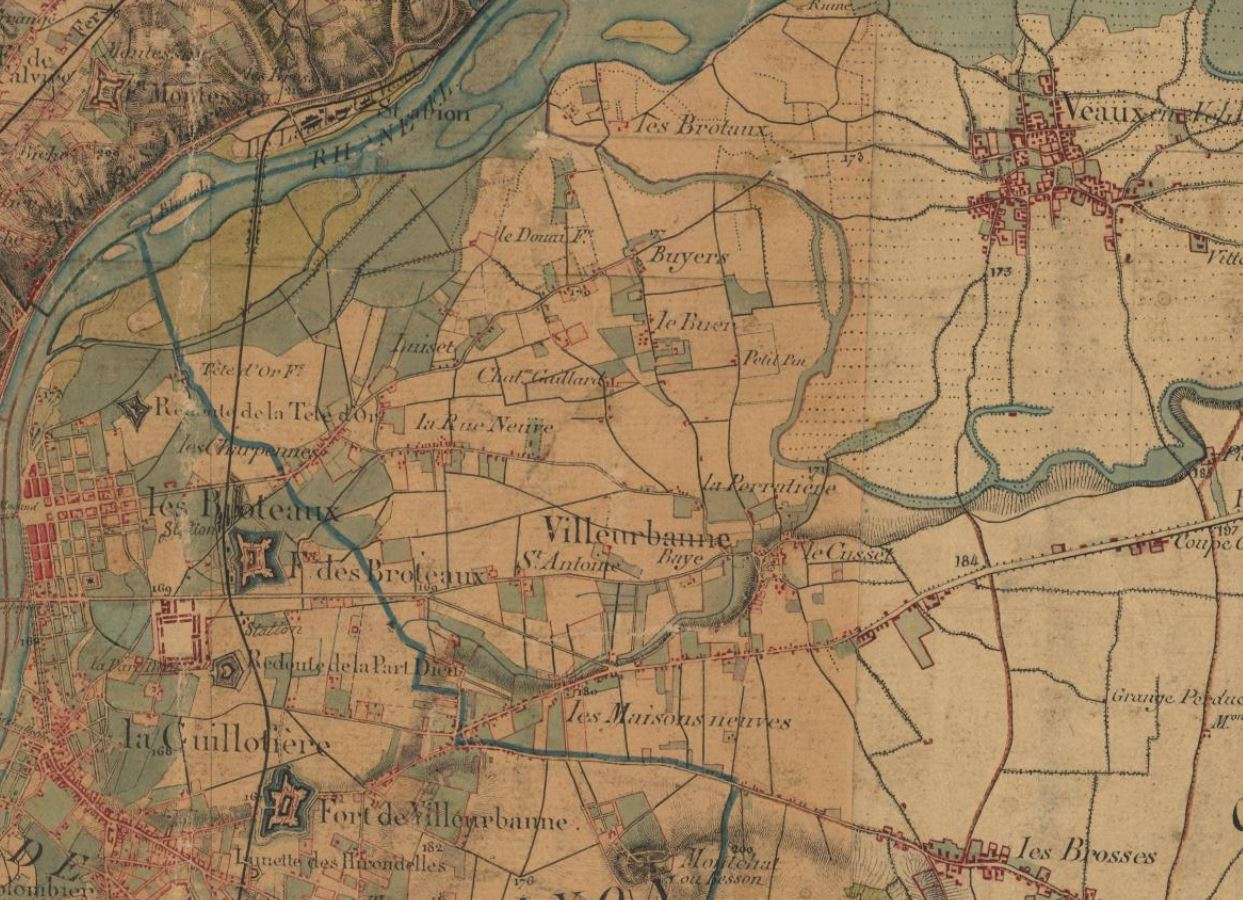
Carte de l'État-Major au XIXe siècle

Chaque agriculteur tient à loger au plus près de ses terres sur lesquelles il a construit sa modeste demeure, en pisé, comme dans l'ensemble du Velin, l'argile étant extraite sur place. Dans ces conditions, il est difficile d'identifier un centre digne de ce nom.
Le groupement d'habitations le plus facilement repérable est celui qui porte le nom de Villeurbanne, sur l'avancée vers l'ouest du talus en forme de promontoire qui porte le nom de Cusset. Il abrite la petite église Saint-Julien (ou du Molard, aujourd'hui église Saint-Athanase) ainsi qu'un petit cimetière, mais aucune indication d'une mairie.
Un autre noyau de peuplement quelque peu consistant se situe en limite de la commune de Lyon dans ce qui deviendra le faubourg des Charpennes, sur le chemin qui conduit à Vaulx-en-Velin. Il est le seul à concentrer quelques activités non agricoles car il comporte des commerces, quelques ateliers d'artisans, et des débits de boissons dénoncés par les autorités comme maisons de plaisirs. Dans son prolongement vers l'est, en direction de Cusset, est égrené un chapelet de maisons suivant un tracé tremblé appelé rue Neuve, amorce de celle qui deviendra la rue Francis-de-Pressensé.
Au tournant du milieu du XIXe siècle, les Charpennes commencent à prendre forme d'un vrai quartier et est doté d'une église en 1847, mais son unique petite nef est en pisé et il faudra attendre 1856 pour que soit constituée officiellement cette nouvelle paroisse de Sainte-Madeleine. Un même type d'alignement, un peu plus fourni, accompagne le chemin de Lyon à Crémieu par Genas, itinéraire qui suit à Lyon depuis la place Stalingrad en débranchement de la Grande rue de la Guillotière (axe du faubourg lyonnais de La Guillotière), l'actuel alignement de la rue de l'Abbé-Boisard, puis une portion disparue à travers le fort Montluc et enfin la rue du Dauphiné jusqu'aux Maisons-Neuves).

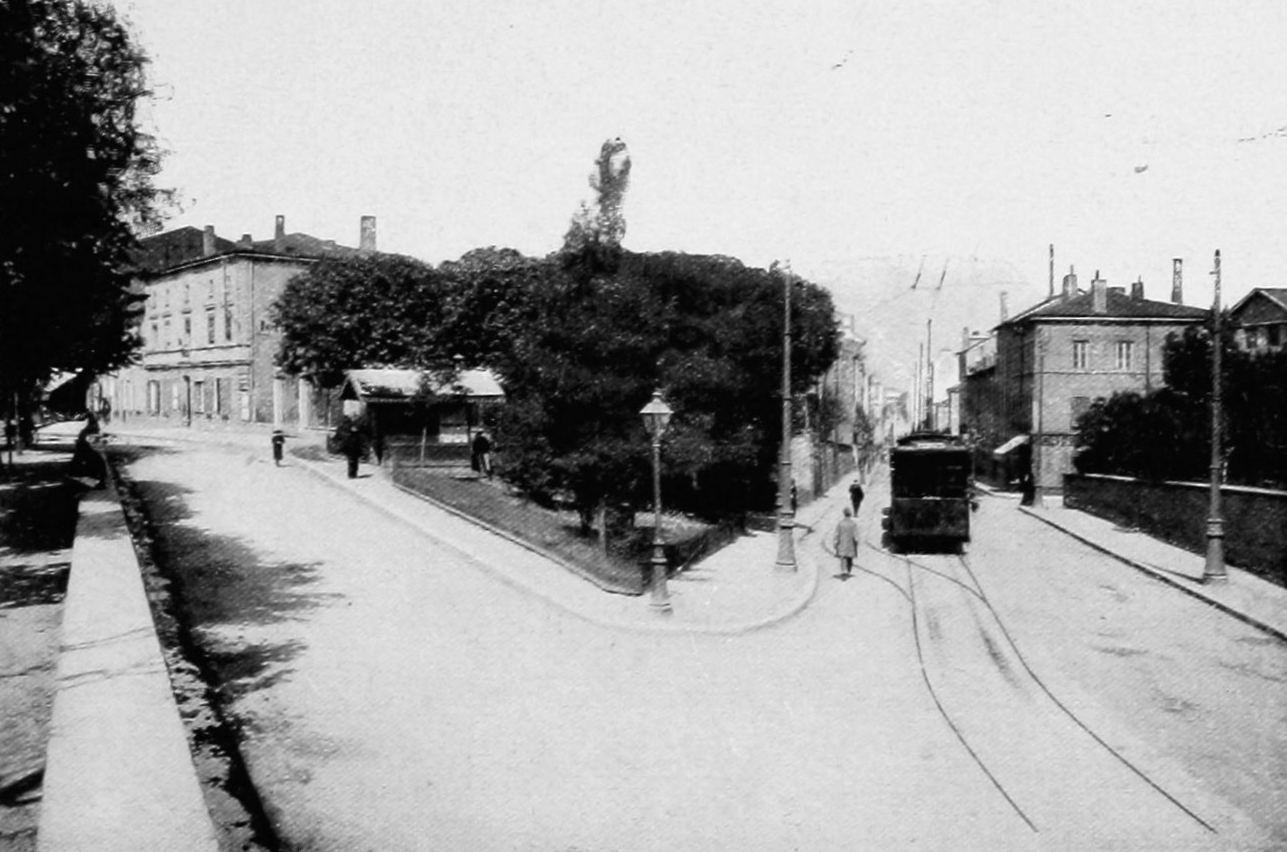
La place Jules-Grandclément au début du XXe siècle

On y reconnaît l'embryon de ce qui deviendra le quartier des Maisons-Neuves. On peut encore faire un sort aux quelques maisons du hameau des Buers sur une petite bosse insubmersible et à celui de la Ferrandière adossé au talus bordé par la Rize.
Au fil des années, la population augmentant sensiblement (4 252 habitants en 1846), le maire Julien Roustan se mettra en quête d'un local pour y installer les très modestes services de la mairie. On procédera non pas par une construction nouvelle mais par l'achat d'une grande maison avec dépendance et jardin à une veuve qui y gardera le droit de résidence. Ce lieu vient déjà d'être doté de l'église de la Nativité en 1837. Il est situé au haut du talus sur le passage de la route de Crémieu à un élargissement appelé la place du Plâtre. Ce choix contribuera à étoffer un nouveau noyau de peuplement appelé à grandir devenu l'actuelle place Jules-Grandclément.

#### Une présence lyonnaise discrète

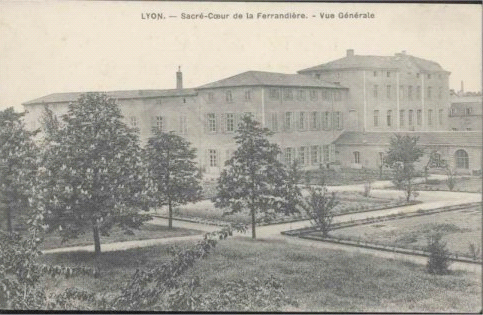
Château de la Ferrandière, devenu en 1800 couvent-pensionnat des Dames du Sacré-Cœur

Les tentacules lyonnais sur le chemin de Vaulx dans le quartier des Charpennes et le chemin de Crémieu dans celui des futures Maisons Neuves, restaient encore bien fragiles et mal raccordés par une voirie de qualité médiocre. Il est vrai que le développement de Lyon en rive gauche n'avait vraiment commencé qu'à partir de la construction du pont Morand en 1786 et la place ne manquait pas dans la ville même. En revanche, près du tiers du territoire de Villeurbanne avait été acquis par des Lyonnais. Il s'agit d'abord des Hospices civils, omniprésents sur la rive gauche du fleuve. Toute la partie orientale de ce qui deviendra le parc de la Tête d'Or, alors sur Villeurbanne, dont le futur Tonkin, est cultivé par le tenancier des Hospices civils habitant dans la Grande Ferme : c'est la Terre de l'Ile. Les Hospices possèdent aussi sur la terrasse la grande parcelle de l'Hormat. Plusieurs grandes familles bourgeoises ont constitué des domaines privés tant dans la partie haute (où les Rivérieulx sont propriétaires de la Ferrandière depuis le XVIe siècle), que dans la plaine alluviale. Il en va de même à Saint-Jean. Le vaste secteur de la Doua (environ 50 ha) tire son nom d'une famille lyonnaise « Douai » ou « Doua » tandis que le glacier d'origine piémontaise Spreafico contrôle un vaste espace au nord et au nord-ouest des Charpennes. Cette appropriation foncière est aussi le fait de simples commerçants comme les bouchers intéressés par des prés d'embouche et même un orfèvre et un notaire.

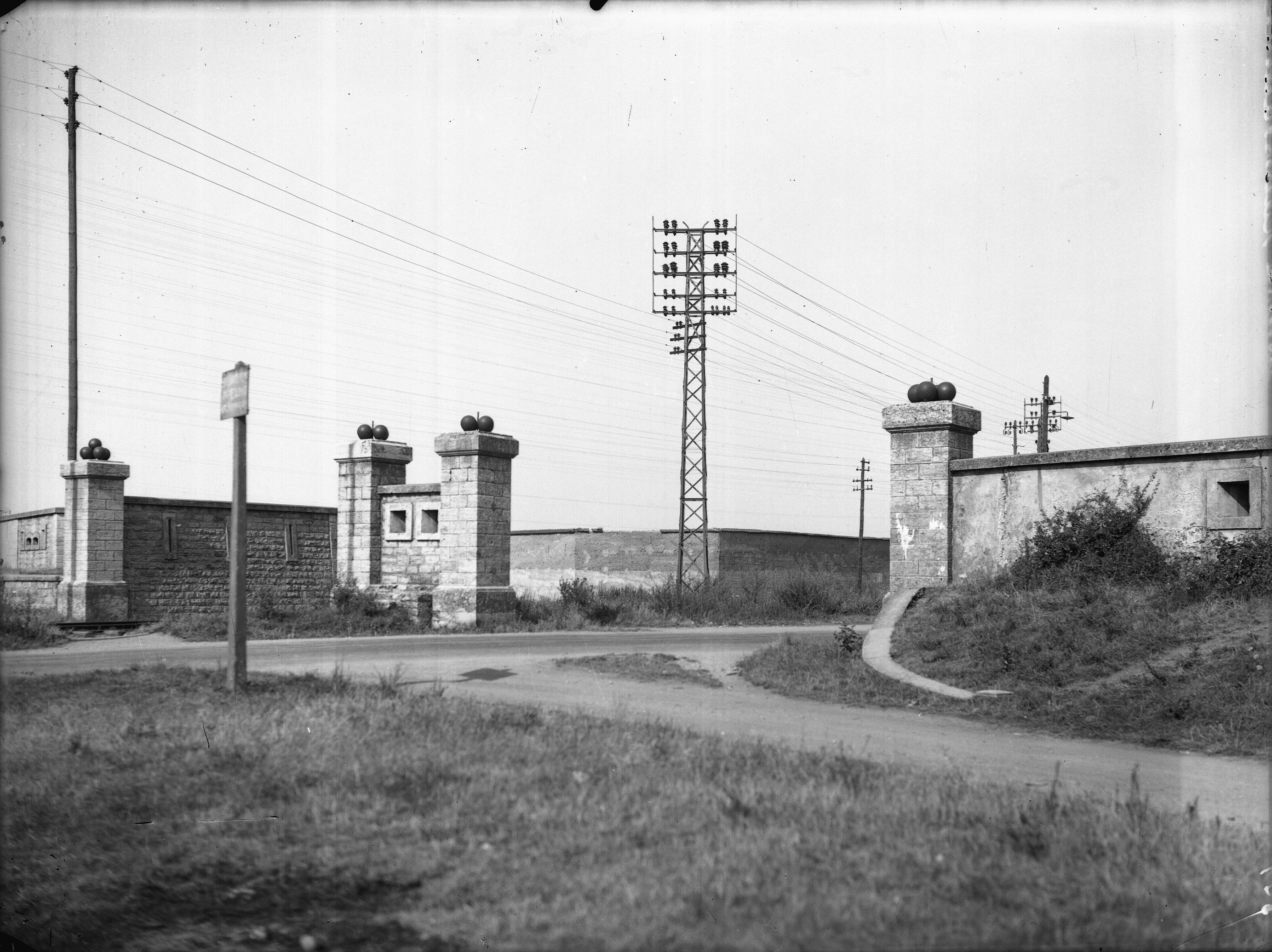
Porte de la 2^{e} ceinture de Lyon en 1930, sur l'actuelle route de Genas à Villeurbanne

Au début des années 1830, les autorités lyonnaises jugent de leur devoir de construire une enceinte fortifiée pour protéger la ville contre tout agresseur : extérieur (on est alors à 60 kilomètres du royaume du Piémont allié de l'Autriche), ou intérieur (la Révolte des canuts pourrait se reproduire). Cette enceinte est édifiée à partir de 1831. Avec ses zones de servitudes, elle constitue une forte séparation en forme d'arc de cercle entre Lyon et Villeurbanne depuis les berges du Rhône (au pont Winston-Churchill actuel) jusqu'au fort Montluc (alors dénommé fort de Villeurbanne) en passant par la lunette des Charpennes (sur l'emplacement de l'actuelle lycée du Parc).

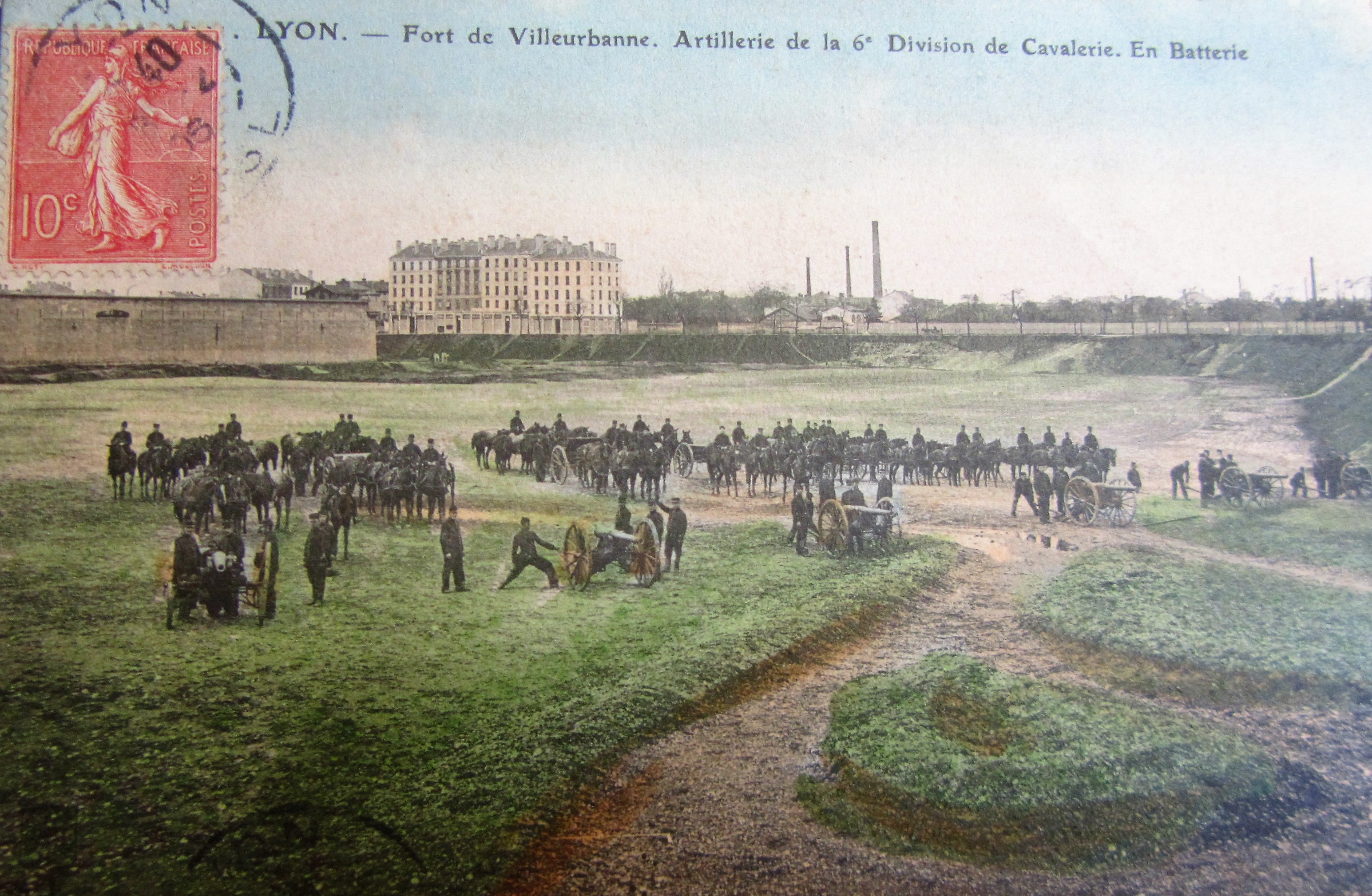

Il faut également loger la troupe consacrée à cette défense et les casernes d'artillerie de la Part-Dieu sont construites à partir de 1844 par achat des terrains aux Hospices civils. Pour le choix de terrains de manœuvres, il existait un précédent. Depuis le Premier Empire l'habitude avait été prise d'utiliser les espaces amphibies sous menace des inondations dénommés depuis lors "du Grand Camp" (actuelle campus de la Doua) au nord de Villeurbanne, propriétaire de ces communaux. L'armée y trouvait grand avantage du fait de leur usage gratuit. La municipalité de Villeurbanne avait alors exigé l'achat des terrains dès 1833 et avait fini par obtenir gain de cause par ordonnance royale de Louis-Philippe Ier du 16 décembre 1839. À partir de 1844, les artilleurs de la Part -Dieu, bénéficiant de la proximité, ne devaient pas tarder d'aménager ce territoire en terrain de tir. L'avenir de ces 140 ha était ainsi engagé pour un siècle et demi.

### Sous le Second Empire (1852-1870)
Dès 1844 le Conseil Municipal de Villeurbanne avait exprimé le vœu d’un rattachement de la commune au département du Rhône. Il réitérait sa demande le 19 mai 1847 et développait une argumentation convaincante : « Les relations de Villeurbanne avec Lyon sont de tous les jours et de tous les instants ; tous ses produits agricoles sont vendus à Lyon comme tout ce dont elle peut avoir besoin est acheté à Lyon ». À l’inverse, l’actuelle séparation du département du Rhône est source d’une extrême complication de la vie administrative. Pour les affaires les plus minimes, le recours à la sous-préfecture de Vienne ou à la préfecture de Grenoble « exige « un déplacement coûteux, une perte de temps considérable ». C’est donc sur la demande instante de la commune qu’est décrété en mars 1852 son rattachement au département du Rhône. Logiquement s’est posé le problème de la réorganisation du territoire au niveau cantonal. Le Conseil Municipal sut faire prévaloir son point de vue. En 1853, Villeurbanne est devenu le chef-lieu des quatre communes détachées du canton isérois de Meyzieu : Vaulx-en-Velin, Bron et Vénissieux.
Les données démographiques sont éloquentes. Pendant cette brève période, la population de Villeurbanne passe de 5 393 habitants en 1851 à 7 474 en 1872 (6 663 en 1866). Dans le même temps, Lyon est passée de 177 190 en 1851 à 323 954 en 1866, soit presque un doublement. Villeurbanne n'a donc pas été entraînée dans le vaste mouvement de croissance exceptionnelle qui caractérise cette période et demeure avant tout une commune rurale, tirant ses profits de son agriculture, et elle le restera longtemps encore jusque vers la fin du siècle.
Sous le Second Empire, la constitution d'un réseau ferroviaire dans la région lyonnaise s'accélère fortement. Si le secteur oriental de l'agglomération n'est en rien concerné par la création de l'artère majeure de Paris à Marseille avec création de la gare de Perrache, il en va tout autrement en ce qui concerne la liaison avec Genève. Par l'acte de concession de la ligne du 30 avril 1853, il est décidé que son tracé passera par le département de l'Ain avec un départ à Lyon en rive gauche du Rhône. On avait donné la préférence aux propositions de l'inspecteur Gros alors que, dans un premier temps, avait semblé prévaloir le passage par le département de l'Isère avec une gare de départ aux Charpennes et la traversée de la commune de Villeurbanne. Dans le projet finalement retenu, un point, cependant, faisait difficulté : la localisation de la gare de départ sur cette rive gauche du Rhône. Installer la gare sur le quai d'Albret à proximité du pont Morand, c'était imposer une double courbe avant et après le franchissement du fleuve par viaduc. Mais il y avait plus grave encore. Un départ au quai d'Albret ruinerait à jamais tout projet de raccordement de la ligne Lyon-Genève avec celle de Lyon-Marseille. Il est finalement décidé par la loi du 19 juin 1857 de construire la gare dans le quartier de la Part-Dieu. La ligne se dirigerait en ligne droite vers le nord jusqu'au pont-viaduc à travers la commune de Villeurbanne sur une longueur de 1,64 kilomètre. La limite intercommunale fixée par l'accord de 1474 correspondait au cours du petit ruisseau de l'Abîme, que l'on situe au centre du parc de la Tête d'Or. Elle perdait sa justification après la construction de la ligne de Lyon-Genève : la portion villeurbannaise de ce qui était en train de devenir le parc de la Tête d'Or se trouvait coupée de la commune. On s'accommoda de cette situation, devenue encore plus absurde, lorsque la ligne fut déplacée vers l'est et installée sur un puissant remblais. La correction de cette absurdité attendra jusqu'en 1896. À cette date, le maire Frédéric Faÿs qui avait fait longuement résistance dut s'incliner après le vote par la chambre des députés de la loi du 17 octobre 1894 accordant le droit d'annexion à Lyon de cette enclave, à la satisfaction de son maire Antoine Gailleton.
Un autre sujet de contestation devait naître, après la crue catastrophique de 1856, à propos de la construction d'une digue insubmersible qui engloberait le territoire de Villeurbanne. Sa gravité exceptionnelle tient à la fois à l'énormité du débit, jamais égalé depuis (on l'a évalué autour de 5 000 m3 s−1 soit plus de 10 fois le module - débit moyen annuel) et à sa brutalité : le flot a monté avec une très grande vitesse le 31 mai et la décrue a été non moins rapide le 1er juin, d'où sa puissance destructrice. Si les réactions ont été très différentes selon les communes, c'est parce que les effets dévastateurs ont été bien plus impressionnants à Lyon (18 morts et 500 maisons détruites) qu'à Villeurbanne où l'on n'eut à déplorer aucune victime et seulement 85 maisons détruites dans le quartier des Charpennes. Les Lyonnais approuvèrent la rapidité de réaction des autorités (l'empereur lui-même tint à venir constater dès le 2 juin l'étendue de la catastrophe) et la non moins rapide décision de construire une digue insubmersible, de 10 cm plus élevée que le niveau des plus grandes crues. Les travaux de sa construction ont été adjugés dès le 15 mai 1857 et rondement menés en deux ans. La municipalité de Villeurbanne dirigée par le maire Roustan, qui se plaignait de ne pas avoir été associé aux études, avait fait connaître immédiatement son opposition, d'une part en minimisant la gravité des dégâts, d'autre part en prenant la défense de ses agriculteurs dont, estimait-elle, les terres s'enrichissaient de limons à chaque crue. Cette opposition fut vaine et seuls quelques propriétaires obtinrent des indemnisations pour la perte de leurs cultures.
Le choix de l'emplacement pour l'hippodrome de la Doua se porta sur un terrain voisin du parc, de l'autre côté de la voie ferrée. À l'exception d'une petite fraction propriété des Hospices civils, il s'agissait de communaux d'un très faible rapport pour la commune de Villeurbanne. Elle accepta facilement de les vendre pour une somme modique tandis que la ville de Lyon se chargeait de la desserte en aménageant une large avenue devenue aujourd'hui du 11-novembre. Les Hospices ont assuré l'accès par une autre avenue en bordure du parc qui est aujourd'hui le boulevard de Stalingrad. L'ouverture de l'hippodrome en 1864 fut un grand succès mais la population essentiellement agricole de Villeurbanne n'y pris guère part sauf, pour les plus passionnés, à resquiller en assistant aux courses perchés sur la digue insubmersible. L'accès aux tribunes était payant et la bonne société lyonnaise y réservait ses places. Quant à la commune de Villeurbanne, elle dut se contenter de recevoir chaque année le droit des pauvres, piètre aumône de 1 500 francs au regard des bénéfices élevés encaissés chaque année par la Société des courses.

### Les débuts de la Troisième République (1870-1914)

#### Le pot de fer et le pot de terre
Au recensement de 1872, Villeurbanne et Lyon comptaient respectivement : 7 474 et 323 417 habitants. Ils étaient respectivement, 42 526 et 570 840 en 1911. En pourcentage, cela représente une croissance de 5,7 fois pour Villeurbanne et de 1,8 fois pour Lyon. Mais en valeur absolue le gain de population est 7 fois plus important à Lyon. Traduits en termes de densité on atteint 11 925 habitants au km2 à Lyon et 2 928 à Villeurbanne, une différence de 1 à 4. Par ailleurs il est à souligner que, après le rattachement à Lyon des communes de la Guillotière, de la Croix-Rousse et de Vaise en 1852, le territoire de Lyon affecte grossièrement la forme d'un cercle amputé de son quart nord-est qui correspond précisément à la commune de Villeurbanne.
L'explication de cette différence de densité nous est fournie par les données d'un recensement agricole. La commune de Villeurbanne gardait encore à cette époque de solides attaches paysannes. Vers 1880 l'essentiel du territoire était encore consacré à l'agriculture. Au début du XXe siècle, on comptait encore « 20 ha en vignes. On cultivait les céréales (blé : 400 ha ; avoine ; 100 ha), la pomme de terre (720 ha), le trèfle et la luzerne (220 ha), les betteraves fourragères (40 ha). On comptait également 35 ha de jardins dont les produits étaient vendus sur le marché de Lyon. Le cheptel comprenait notamment 1 140 chevaux et mulets, 500 vaches laitières, 580 brebis et moutons, 250 porcs et 180 chèvres. Les meilleures terres, exploitées en fermage direct, étaient situées sur les hameaux et lieux-dits de Cusset, Cyprien, Croix-Luizet, Château-Gaillard et les Buers.

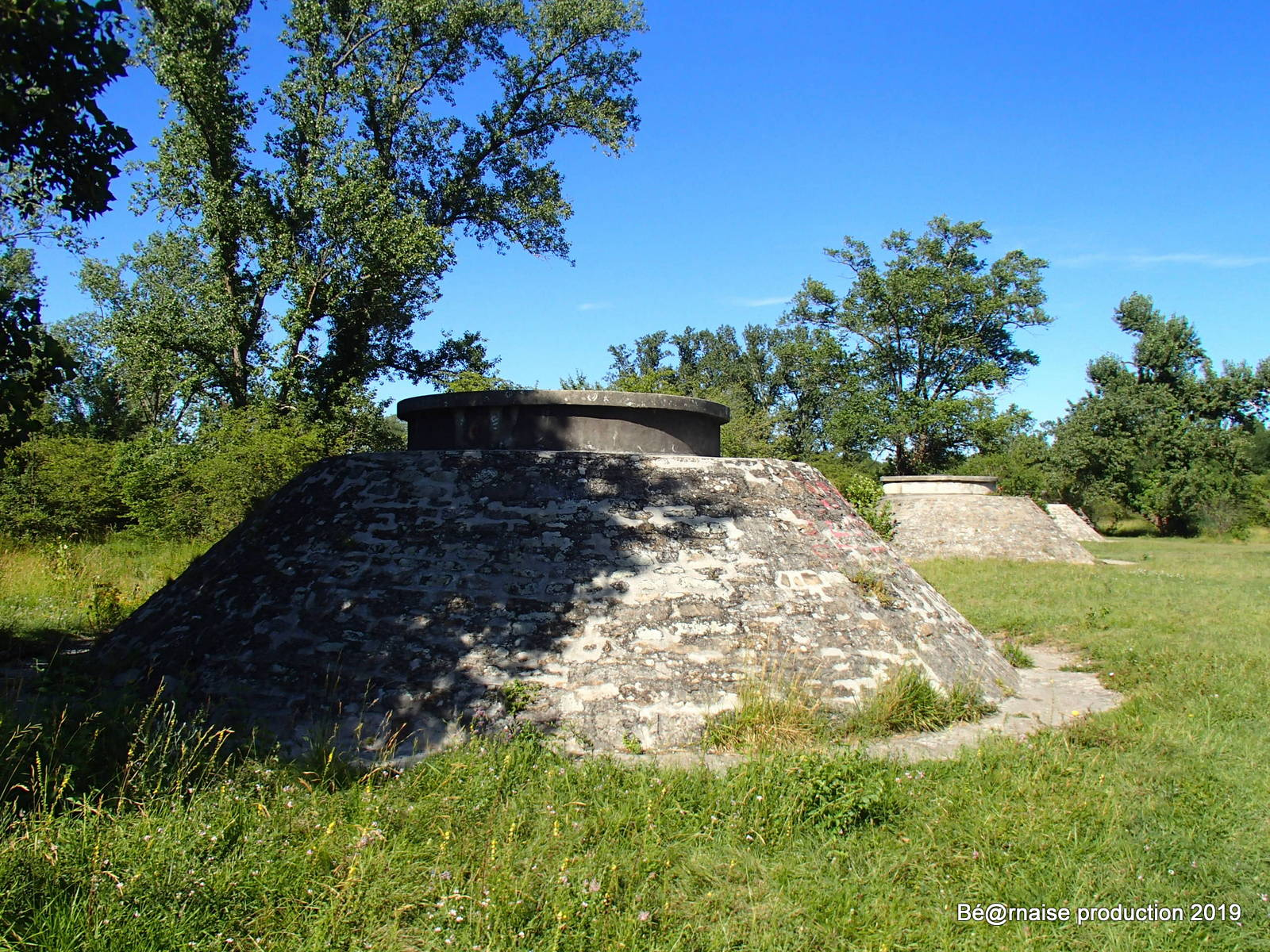
Puits filtrants dans le parc de la Feyssine

Il faut rappeler par ailleurs que le territoire de la Feyssine entre la digue insubmersible et la rive du Rhône avait été comme retranché de la commune et échappait à son contrôle. La métropole lyonnaise en forte croissance sous le Second Empire avait pu se satisfaire, pour son alimentation en eau, des réservoirs aménagés en rive droite du fleuve dans le quartier Saint-Clair sur la commune de Caluire et de l’usine de pompage mise en service à partir de 1854. Dans sa quête de nouvelles ressources en eau potable, elle jeta son dévolu sur la nappe phréatique de cet espace délaissé copieusement alimenté. Elle l’équipa de nombreux puits et, en surface, d’un réservoir à double branche en forme de diapason pouvant pallier un déficit en période d’étiage. Ces installations qui suscitent encore de nos jours la curiosité des promeneurs devaient fonctionner jusqu’en 1976. Ils seront remplacés à cette date par le champ de captage de Crépieux Charmy sur les communes de Rillieux-la-Pape et de Vaulx-en-Velin.

#### L'irruption industrielle
Le géographe Marc Bonneville justifie cette expression par la brutalité des changements intervenus entre 1880 et 1914. Cette industrialisation n'a rien d'endogène et doit presque tout à des transferts ou des créations à partir des quartiers nord de Lyon (Brotteaux, Croix-Rousse, Vaise). Cette règle de la proximité joue d'autant mieux que de gros progrès ont été faits dans l'aménagement des principales artères en prolongement de la voirie lyonnaise dans le secteur des Charpennes au nord mais aussi dans le prolongement du cours Lafayette au sud. Les industriels peuvent acquérir à bas prix des terres agricoles de peu de rapport et libres de constructions. Elles sont à l'abri des inondations depuis la construction de la digue insubmersible mais peuvent s'approvisionner en eau à volonté et sans contrôle dans la nappe phréatique peu profonde.

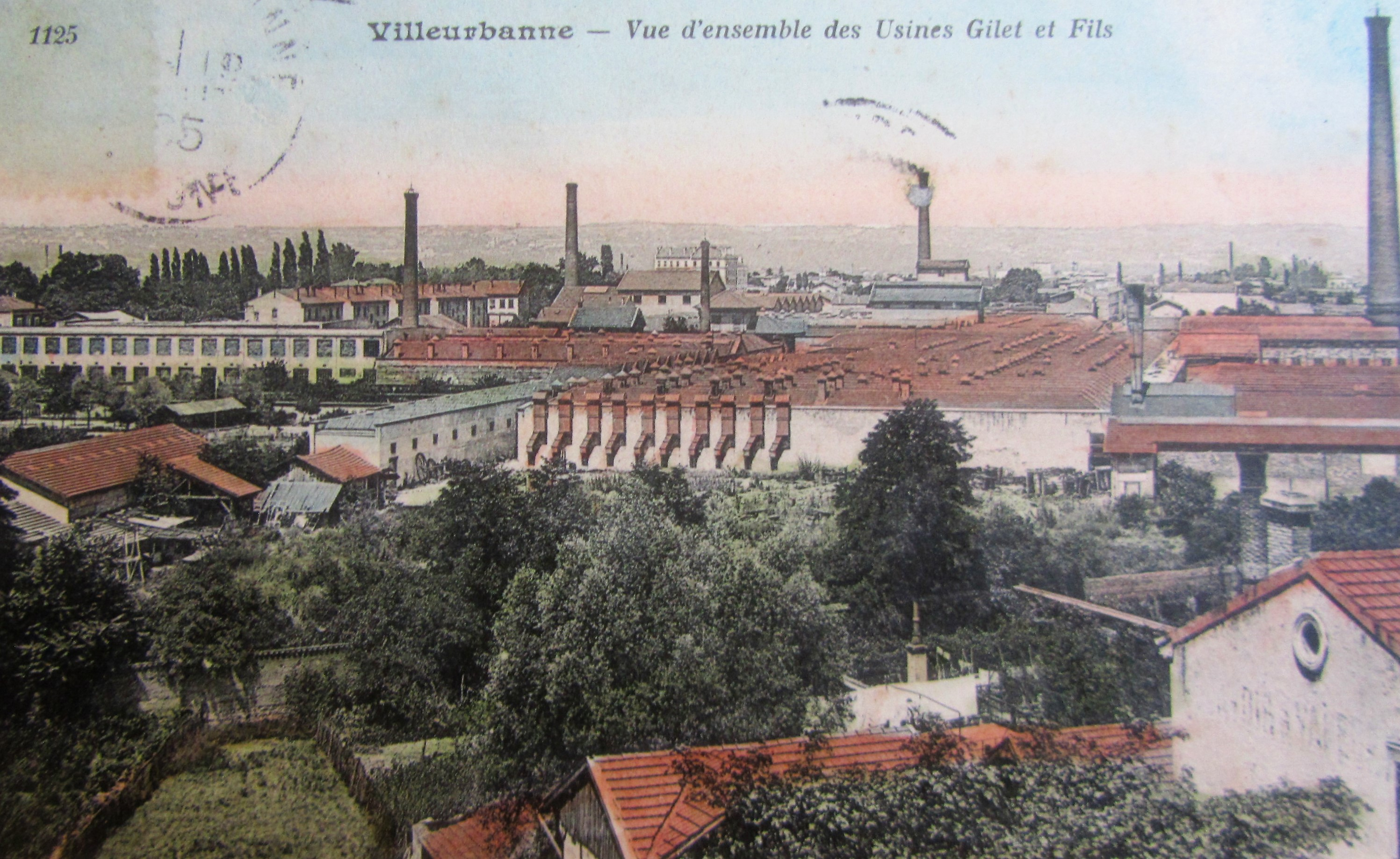
Établissements Gillet à La Perralière

Les industries découlent de la tradition textile de la soierie lyonnaise mais ont dû s'adapter à l'évolution de la mode et des marchés. La fabrication des tulles et dentelles dominera jusqu'en 1914. Elle emploie une importante main-d'œuvre féminine. Elle évolue peu à peu d'une structure artisanale vers le travail en usine et reste essentiellement concentrée dans le quartier des Charpennes. L'autre activité principale est la teinturerie. Sa structure est plus diversifiée. Si, au début, de petits ateliers artisanaux ont pu prospérer dans le quartier des Charpennes, de plus en plus l'évolution technique, avec la substitution de la teinture en pièces à la teinture en flotte, exige davantage d'espaces plus éloignés dans le quartier de la Cité (Vuillod-Ancel) et en bordure de la Rize où Gillet s'installe comme en front pionnier sur 8 ha et emploie plus de 1 500 personnes.
Les tissages ont tendance à se concentrer en véritables usines et essaiment aussi vers l'est. C'est le cas en particulier de Bertrand dès 1898. L'entreprise Villard mérite une mention spéciale. Par sa situation en position avancée vers l'est sur la route de Vaulx, elle appartient elle aussi en quelque sorte à ce front pionnier ; par les centaines de personnes employées, elle a déterminé le développement d'un véritable quartier surnommé de la filature : on y peignait et tissait la schappe c'est-à-dire les déchets de soie. On peut d'autant plus s'étonner du retour à cette fibre que, après la révolte des canuts en de 1831-34, Villeurbanne avait échappé à la migration du travail de la soie vers les campagnes alentour et tout particulièrement dans l'ensemble du Velin en relation avec une plantation généralisée de mûriers. Cette phase n'a laissé d'autre trace sur la commune que le nom de la rue des Mûriers non loin de l'usine Gillet. Mais leur plantation n'avait guère été accompagnée de l'élevage du bombyx : il s'agissait d'une activité essentiellement agricole et les feuilles étaient vendues dans les ateliers du voisinage comme ceux de Meyzieu. Autre sujet d'étonnement : la création de l'usine Villard en 1898 ne résulte pas d'un transfert à partir de Lyon mais d'un retour en milieu urbain depuis la commune d'Artemare, dans la cluse des Hôpitaux (01) qui s'en était fait à l'époque une véritable spécialité à Saint-Rambert-en-Bugey, Tenay et Argis.
Des quelques autres branches industrielles présentes avant 1914, certaines ont des liens avec la tradition du cuir qui survivra en évoluant dans la chaussure avec Bally dans le quartier de Bonneterre mais elles auront dans l'ensemble peu d'avenir. Très différent est le cas du secteur de la mécanique et de la métallurgie au service des industries textiles comme Johnson au cœur des Charpennes. Leurs débuts sont modestes mais elles préfigurent l'avenir.

#### La traduction spatiale du développement industriel
Le développement industriel n'a pu s'opérer que grâce à un apport de main-d'œuvre en provenance pour une bonne part du voisinage bas-dauphinois mais aussi, de plus en plus, de l'Italie. Était posé le problème de son logement dont la traduction spatiale a été déterminée par le rôle des différents acteurs. Dans le quartier des Charpennes, les petits maîtres tulliers et teinturiers majoritaires ont manifesté peu d'exigences et sont allés souvent, à la limite, jusqu'à se satisfaire pour eux-mêmes et leurs ateliers sous le même toit du patrimoine hérité de la paysannerie. La municipalité et les Hospices civils de Lyon étaient seuls en mesure d'envisager la question dans toute sa dimension. Tous deux se sont accomplis de cette tâche a minima. Les Hospices avaient fini par s'assurer au nord des Charpennes le contrôle de l'ensemble du quartier de la Cité Tête d'Or, qui devait prendre plus tard le nom de Tonkin. Ils ont limité leur rôle à l'élaboration d'un plan d'urbanisme sur ces 50 hectares. Dans le quadrillage ainsi établi les acquéreurs d'un lot devaient se contenter d'un bail emphytéotique toujours révocable avec libération obligatoire du terrain selon les intérêts du propriétaire foncier. C'est pourquoi la règle s'est imposée de constructions précaires en pisé. La municipalité de son côté, héritait d'un plan élaboré sous le Second Empire dans le quartier de Bellecombe jouxtant vers l'est celui des Charpennes. Il incluait tout l'espace jusqu'à l'actuel cours de la République entre les actuelles rue Émile Zola et Lafayette. De cette origine ancienne ont été conservés certains noms de rues à la gloire du régime impérial (rues Magenta, d'Inkermann, de Sébastopol). La pression démographique restant très modérée, les acquéreurs de lots avaient été peu nombreux et beaucoup d'espace étant disponible, la densification restait possible. De fait, le quartier se remplira bien pendant une trentaine d'années mélangeant les immeubles haussmanniens de rapport, les maisons plus modestes, les ateliers d'artisans et les usines.

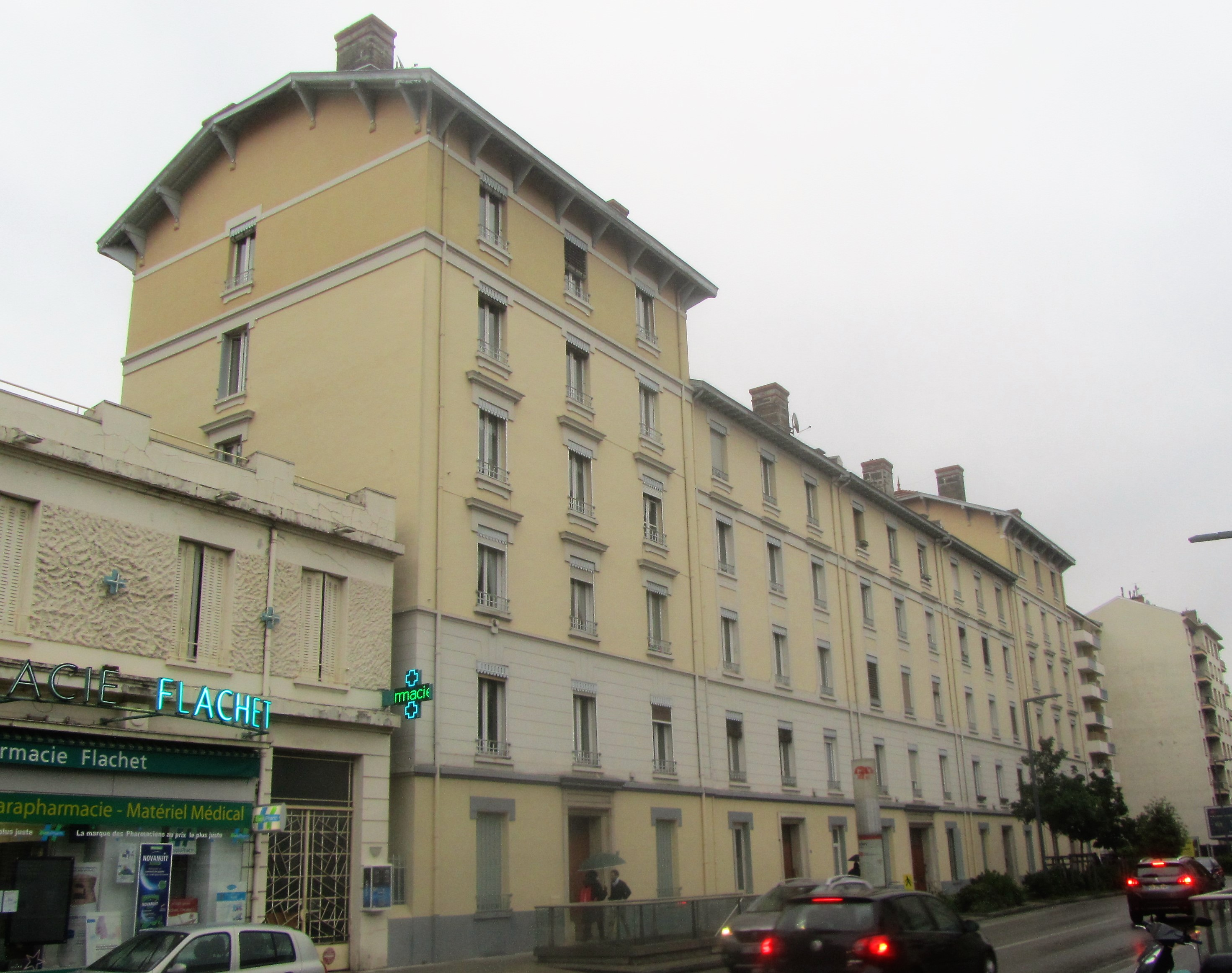
Immeuble Mangini cours Émile-Zola

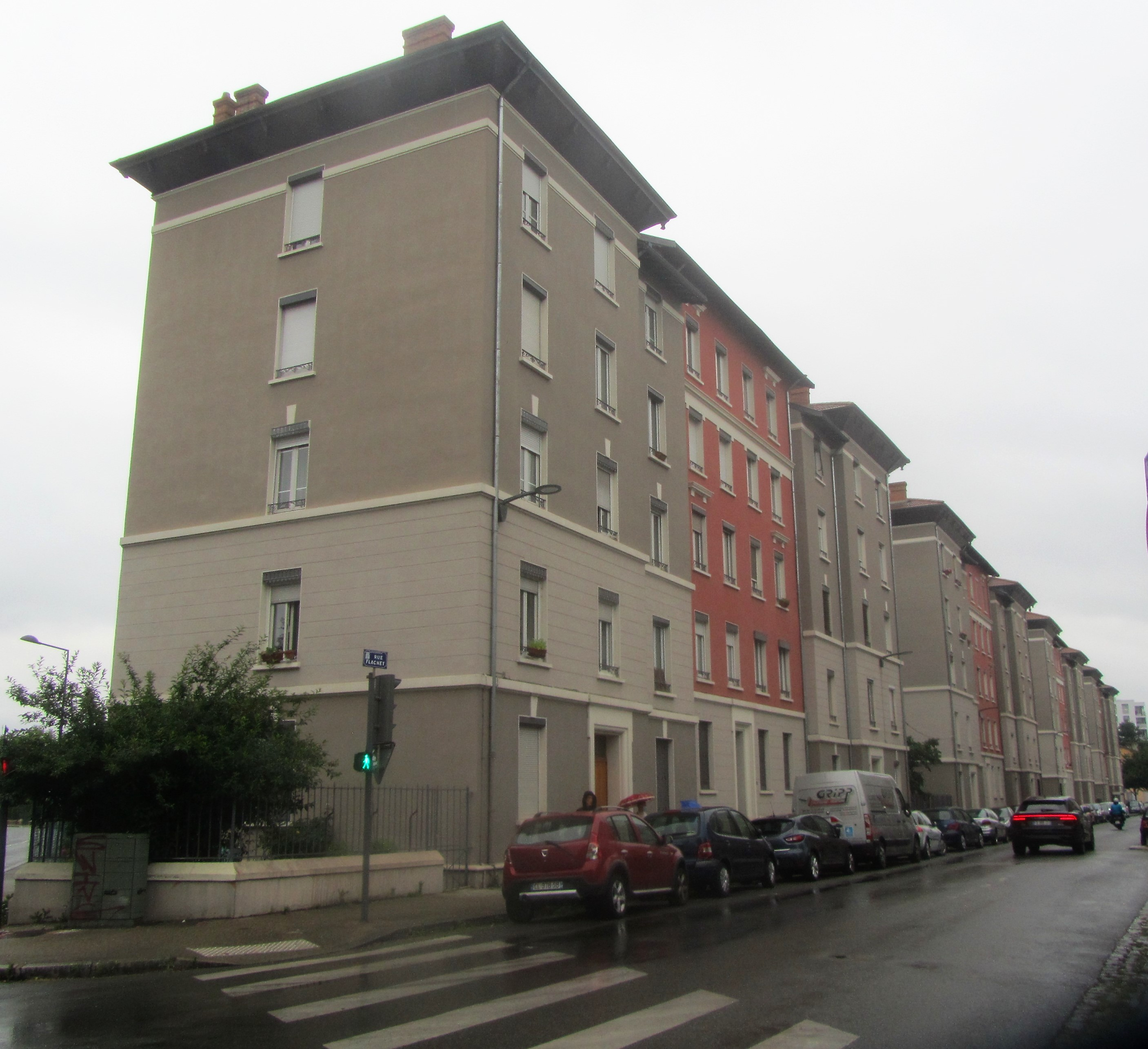
Cité ouvrière rue Flachet

Sur le front pionnier de l'urbanisation, deux exemples opposés montrent l'absence d'une politique systématique pour le logement de la main-d'œuvre. Sur la route de Vaulx, le quartier des Poulettes s'édifie ou se transforme sans intervention de l'entreprise Villard. De petites maisons ouvrières s'ajoutent aux fermes et sont souvent construites par des familles italiennes. Certains propriétaires aménagent des fermes en garnis et dès 1900 un particulier édifie une petite cité. Tout autre est la situation autour des teintureries Gillet. Le patronat lyonnais avait fondé dès 1886 la SA des logements économiques qui construisit avant 1900 sept immeubles à proximité de l'usine. En 1913, la Fondation Gillet réserve ses constructions à son seul personnel et se montrera très active après acquisition non loin de là du parc de la Ferrandière. L'industriel Mangini contribue à l'accueil de la main-d'œuvre en construisant aussi à proximité.

#### Enfin l'électricité
Avec la tullerie, la teinturerie et le tissage, Villeurbanne avait intégré le monde de la Première révolution industrielle fondée sur la trilogie du charbon, de l'acier et du textile mais alors sur son déclin. Car les temps étaient venus de la Deuxième révolution fondée sur les nouvelles sources d'énergie du pétrole et de l'électricité. C'est dans ce contexte mondial qu'il convient d'apprécier l'énorme progrès représenté par le projet révolutionnaire d'aménagement du canal de Jonage sur le cours du Rhône à l'amont immédiat de la commune. Il fallait tirer profit de la conjonction d'une forte pente du fleuve et de son important débit par la création d'une centrale hydroélectrique au fil de l'eau d'une puissance encore inégalée dans le monde. La prise d'eau aurait lieu sur la commune de Jonage et la centrale serait installée à Cusset en limite des communes de Villeurbanne et de Vaulx-en-Velin avant restitution des eaux au Rhône un kilomètre en aval. Au total un parcours de 19 km. L'entreprise était gigantesque pour l'époque et on emploiera jusqu'à 5 000 personnes à sa réalisation. Seule une puissante communauté comme Lyon pouvait en prendre la responsabilité et la mener à bonne fin. Villeurbanne devait seulement se prêter à l'opération en rendant disponibles les cinq hectares occupés par les emprises du canal de restitution. Car, pour le reste, l'affaire était bien lyonnaise. Lyonnaise la Société des Forces motrices du Rhône capable de placer les 24 000 actions de 500 francs pour le financement des travaux ! Lyonnais l'ingénieur Johannes Raclet chargé de mettre au point le projet et de diriger les travaux ! Lyonnais les actionnaires, patronat et les artisans de la soie, conscients de l'intérêt de l'entreprise et premiers clients intéressés. La municipalité de Villeurbanne n'y était pas hostile mais posait ses conditions dans l'espoir d'en tirer le maximum de profit financier par la vente de ses terrains communaux. La déclaration d'utilité publique fut obtenue sans trop d'opposition après enquête du 4 au 20 février 1893 et les travaux purent commencer en 1894. Ils furent achevés en un temps record de cinq ans dès 1899. La centrale de Cusset toujours en fonctionnement a été équipée pour turbiner 600 m3 s−1 sous une chute de 12 mètres soit une puissance installée de 70 MW et un productible annuel de 200 GW. Grâce à cet équipement, la commune s'enrichit des taxes perçues au titre du foncier et du fonctionnement. La Compagnie des Omnibus et Tramways de Lyon, la fameuse OTL, put ainsi électrifier la ligne 7 de son réseau prolongée jusqu'à Cusset. Cependant, le canal de restitution a isolé le quartier Saint-Jean du corps de la commune, la coupure étant d'autant plus marquée que celui-ci avait été surdimensionné car calibré pour satisfaire au besoin de la navigation alors envisagée et pour laquelle une écluse avait été installée au droit de la centrale.

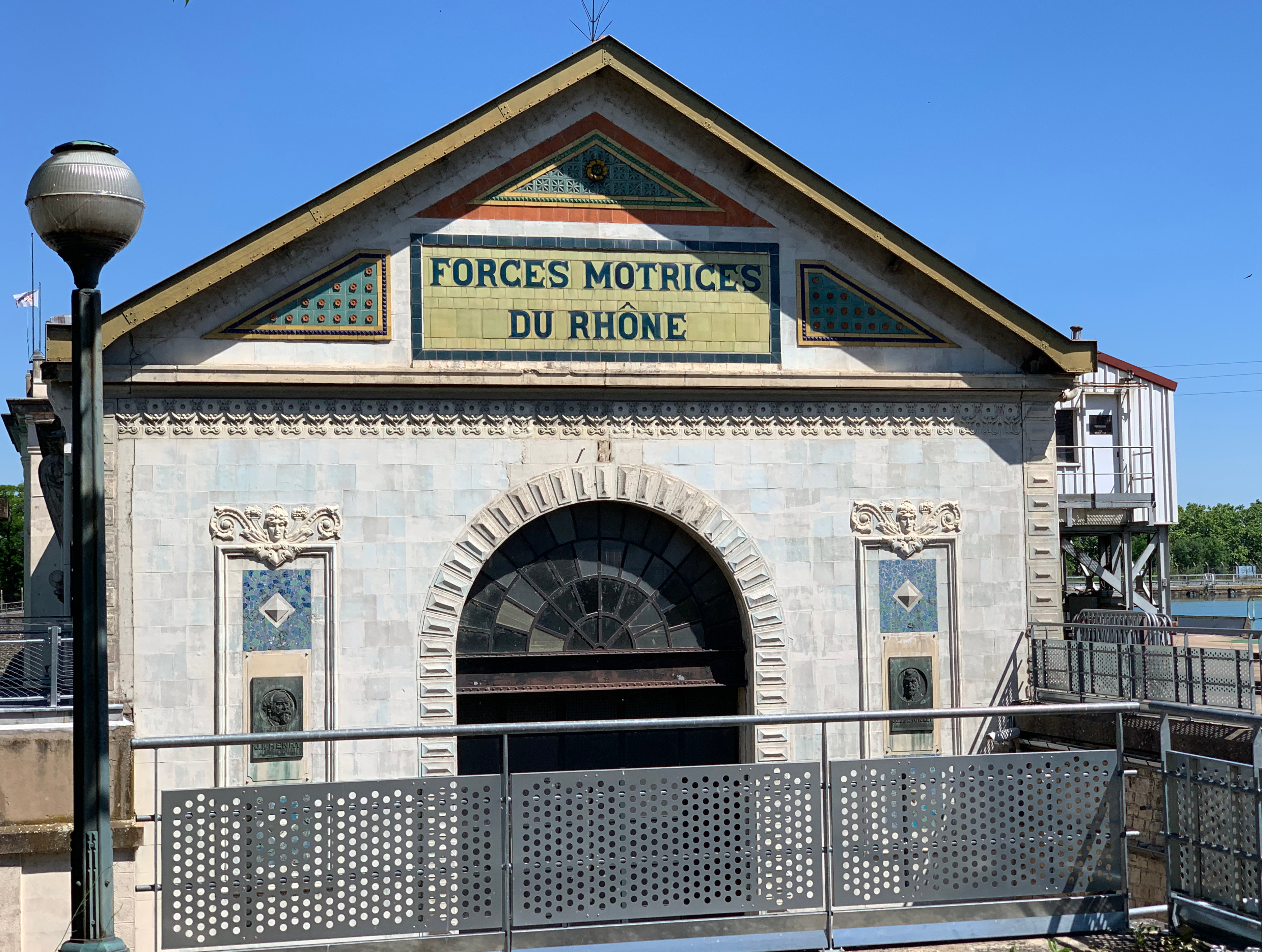
Centrale hydroélectrique de Cusset
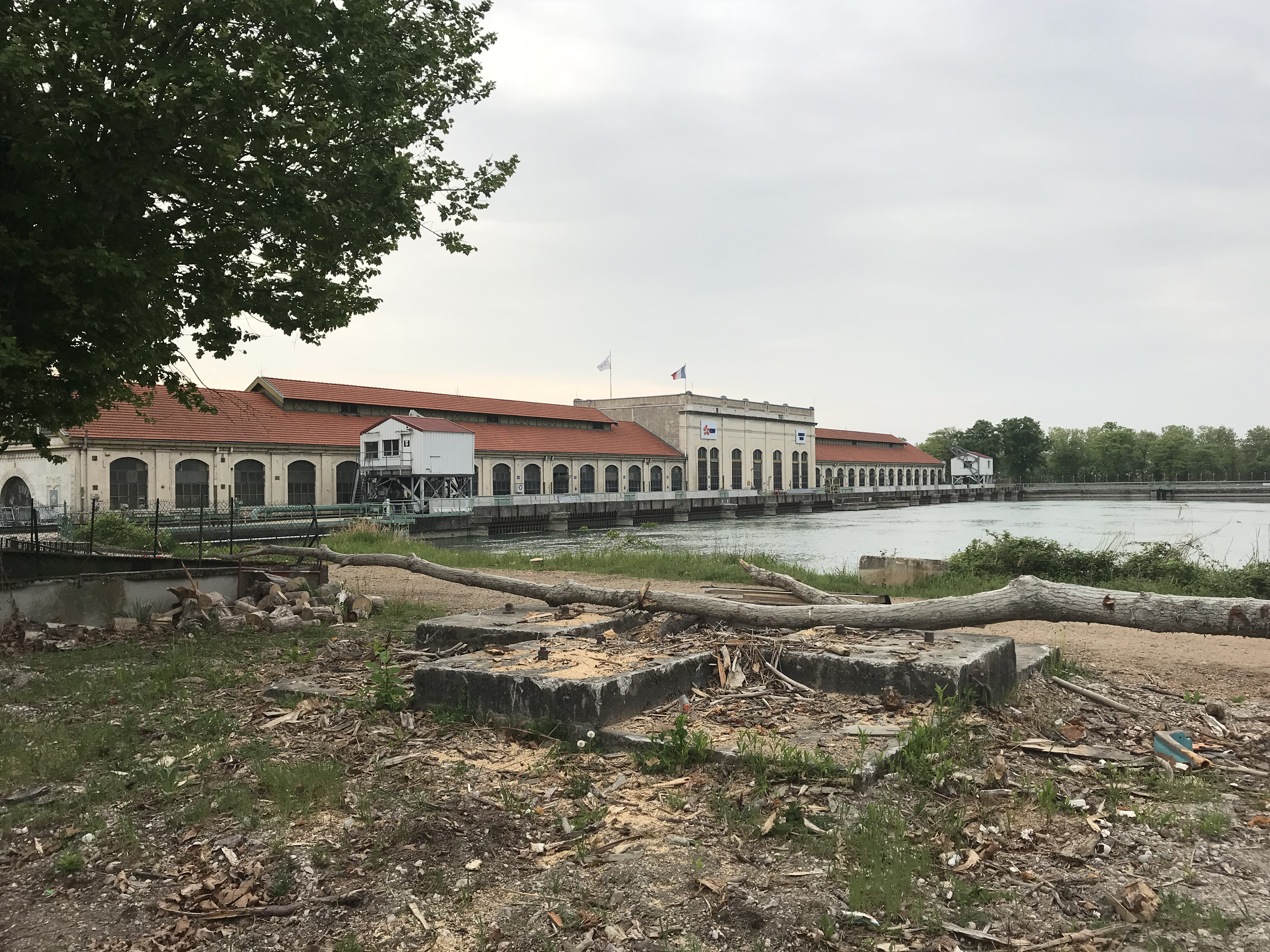
Centrale hydroélectrique de Cusset
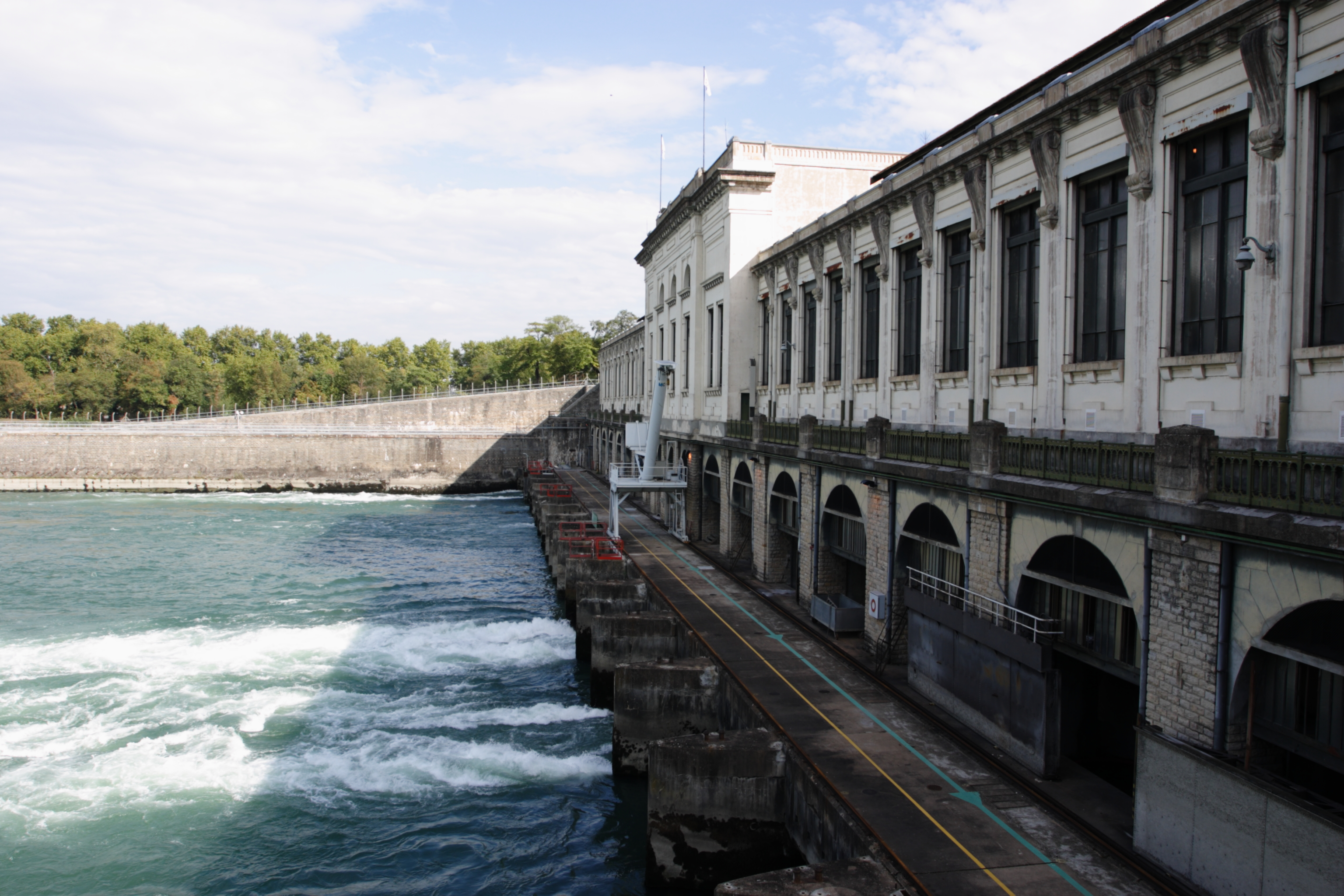
Centrale hydroélectrique de Cusset
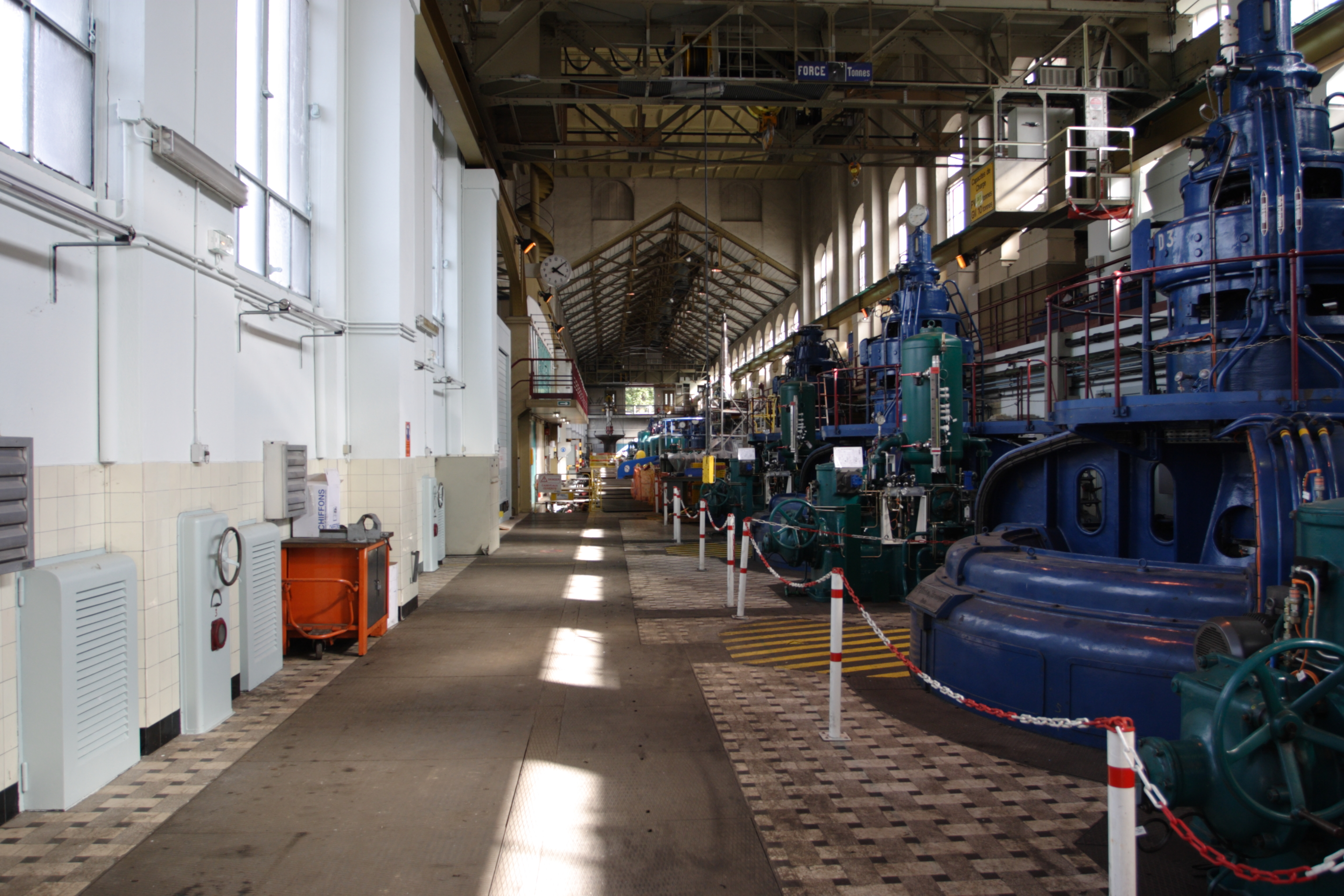
Centrale hydroélectrique de Cusset

#### Une identité renforcée
Il apparaissait en ce début du XXe siècle que la commune de Villeurbanne ne maîtrisait plus son destin mais était condamnée à se soumettre aux décisions de sa puissante voisine en passe de contrôler l'ensemble de la plaine alluviale. Seule la haute terrasse restait sous son contrôle. C'est là que sa politique avait concentré au fil des années tous les attributs d'une communauté, tous les services accompagnant les citoyens aux différents âges de la vie. Depuis déjà 1837 elle avait son église de la Nativité, la plus belle grâce à la générosité des donateurs et bien en évidence sur la place du Plâtre (future place Grandclément) : elle avait remplacé la vénérable Saint-Julien trop exiguë et trop isolée sur le promontoire de Cusset. Pitoyable par comparaison l'église de la Madeleine dont, dix ans plus tard, avaient été dotés les Charpennes avec sa nef unique construite en pisé. La vie religieuse du quartier s’était animée également lorsque les religieuses de l’ordre de la Providence, sur l’incitation de l’évêque de Grenoble, fondèrent une école sur un vaste terrain attenant à l’église. Les travaux débutent en 1850. Ce pensionnat de demoiselles accueille ses premières élèves en 1854 et prend le nom de l’Immaculée Conception dont le dogme est proclamé précisément cette même année par le pape Pie VII. Les bâtiments seront agrandis à la fin du siècle et accueilleront, en 1907, 248 élèves dont 74 internes. L’institution survivra à la fermeture en 1907 et accueillera les blessés pendant la Grande guerre pour renaître avec promotion en lycée.

À la fin du XIXe siècle, les Villeurbannais se devaient d'avoir une mairie digne de ce nom avec son bureau d'état civil où l'enregistrait les naissances et célébrait les mariages. À l'évidence, il n'était plus possible de se contenter de l'ancienne habitation reconvertie, plusieurs fois réparée et réaménagée mais impossible à agrandir. Une solution alternative imaginée par le maire Frédéric Faÿs ayant échoué c'est sous son successeur Émile Dunière (1903-1908) qu'on s'est résolu à détruire le vieux bâtiment pour en reconstruire un nouveau mieux adapté à la fonction. On avait soigné les aspects extérieurs et on n'avait pas lésiné non plus sur la décoration intérieure, le tout pour une somme relativement modique. Une école primaire avait été bâtie à Cusset, bien avant, donc, que Jules Ferry n'en fasse une obligation. La même histoire que pour la mairie s'était renouvelée, à la même période, à propos de la construction d'un hospice pour malades incurables et personnes indigentes , population de plus en plus nombreuse jusqu'alors confiée à l'hospice de la Charité de Lyon moyennant finances. Le projet avait été lancé en 1896, le terrain acheté et l'architecte choisi par Frédéric Faÿs mais l'exécution des travaux ayant été retardée c'est encore Émile Dunière qui devait l'inaugurer en 1907. Le bâtiment principal avait été orné d'un dôme dans le style de l'Hôtel-Dieu de Lyon. Au terme d'une histoire compliquée les bâtiments seront plus tard reconvertis en lycée et justice sera alors rendue à Frédéric Faÿs, choisi comme éponyme. Au terme de l'existence, pour le respect des défunts, un grand soin devait être apporté à l'aménagement du cimetière. De temps immémoriaux, c'est encore à Cusset un peu en retrait par rapport à la vieille église qu'ils trouvaient le repos éternel. Mais il était devenu trop exigu et son agrandissement après 1860 ne suffisait plus. Trente ans plus tard, on a fait l'acquisition d'un vaste terrain agricole sur la route de Crémieu. Ce cimetière n'était pas tellement éloigné de l'ancien.

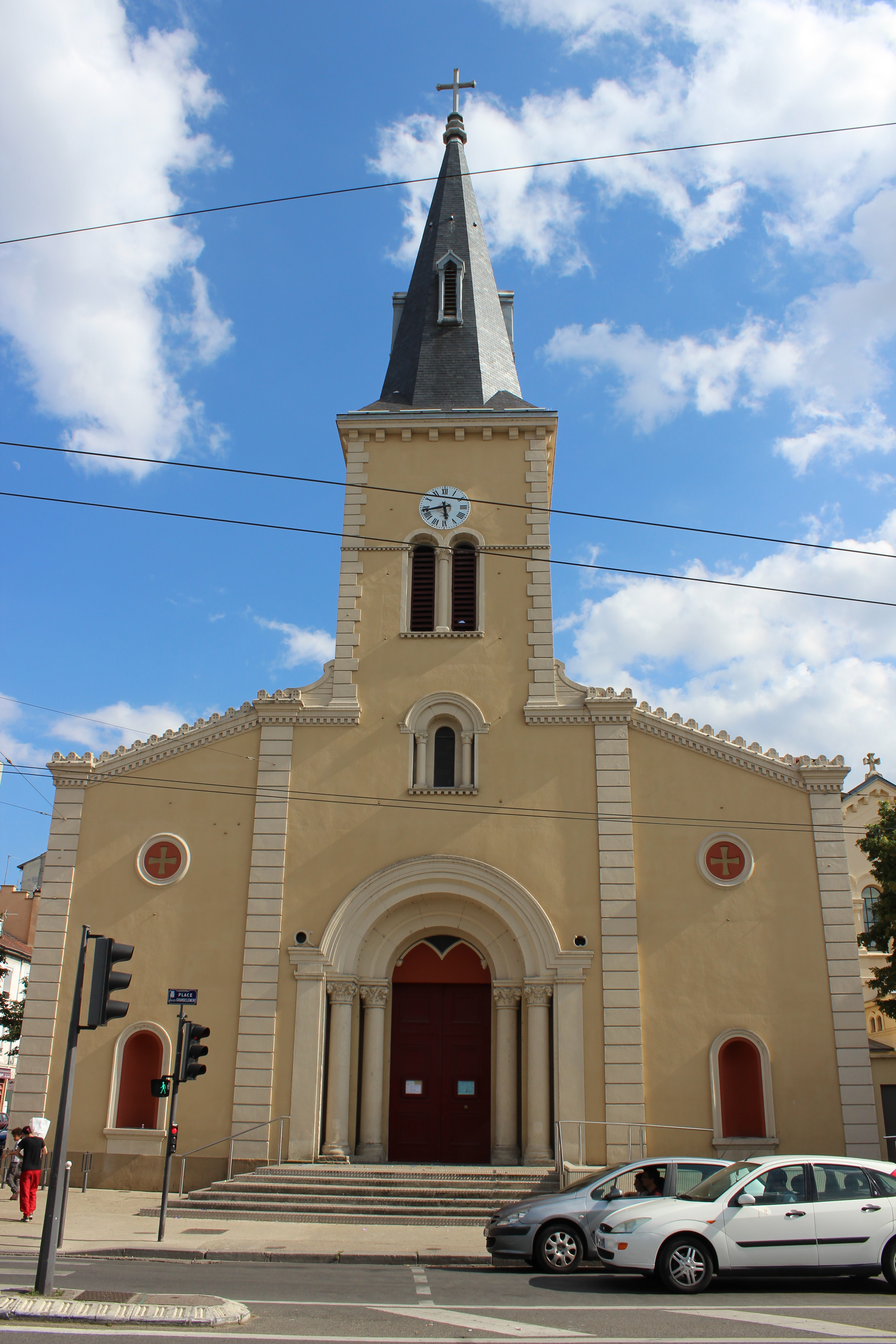
Église de la Nativité
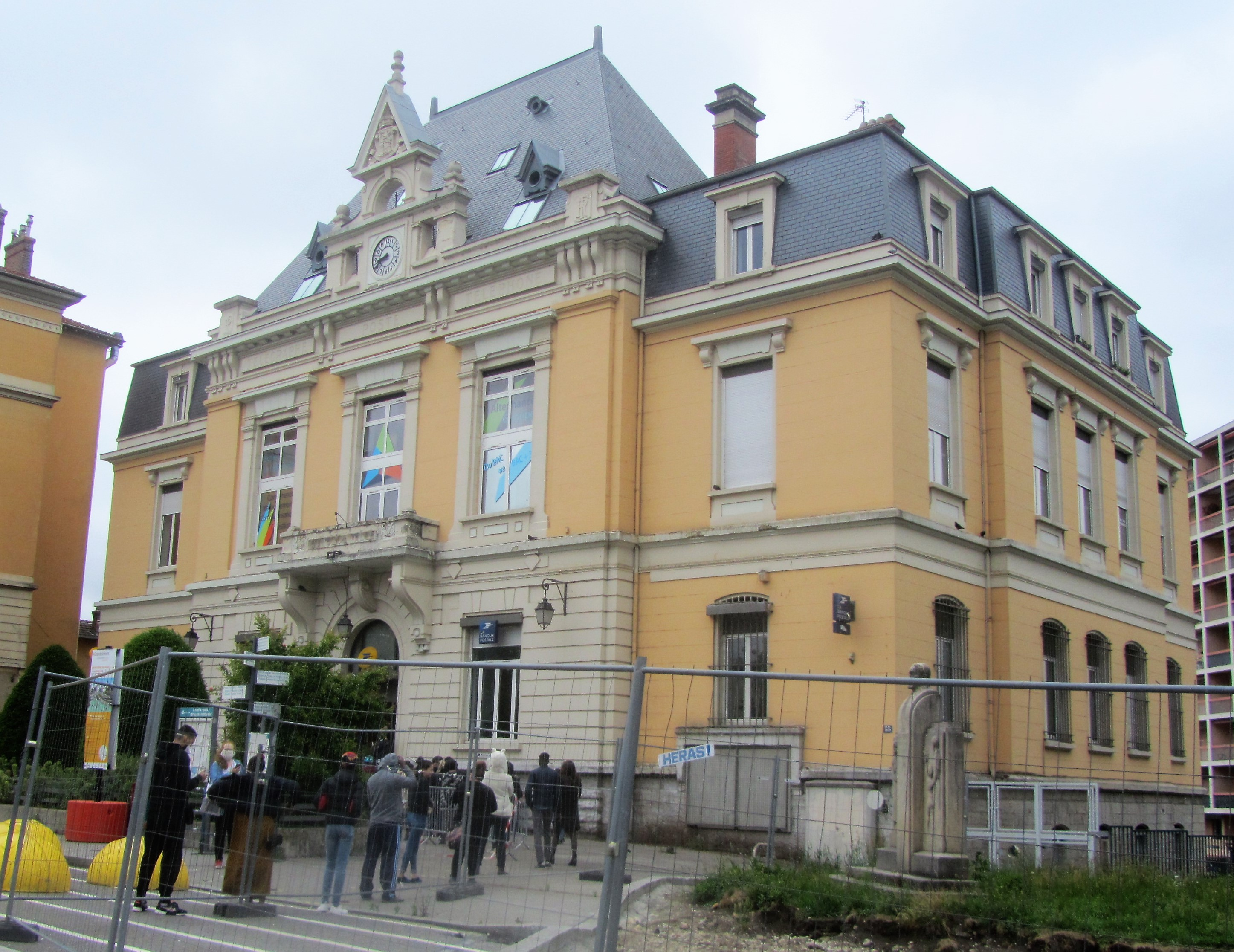
Poste place Grandclément ancienne mairie
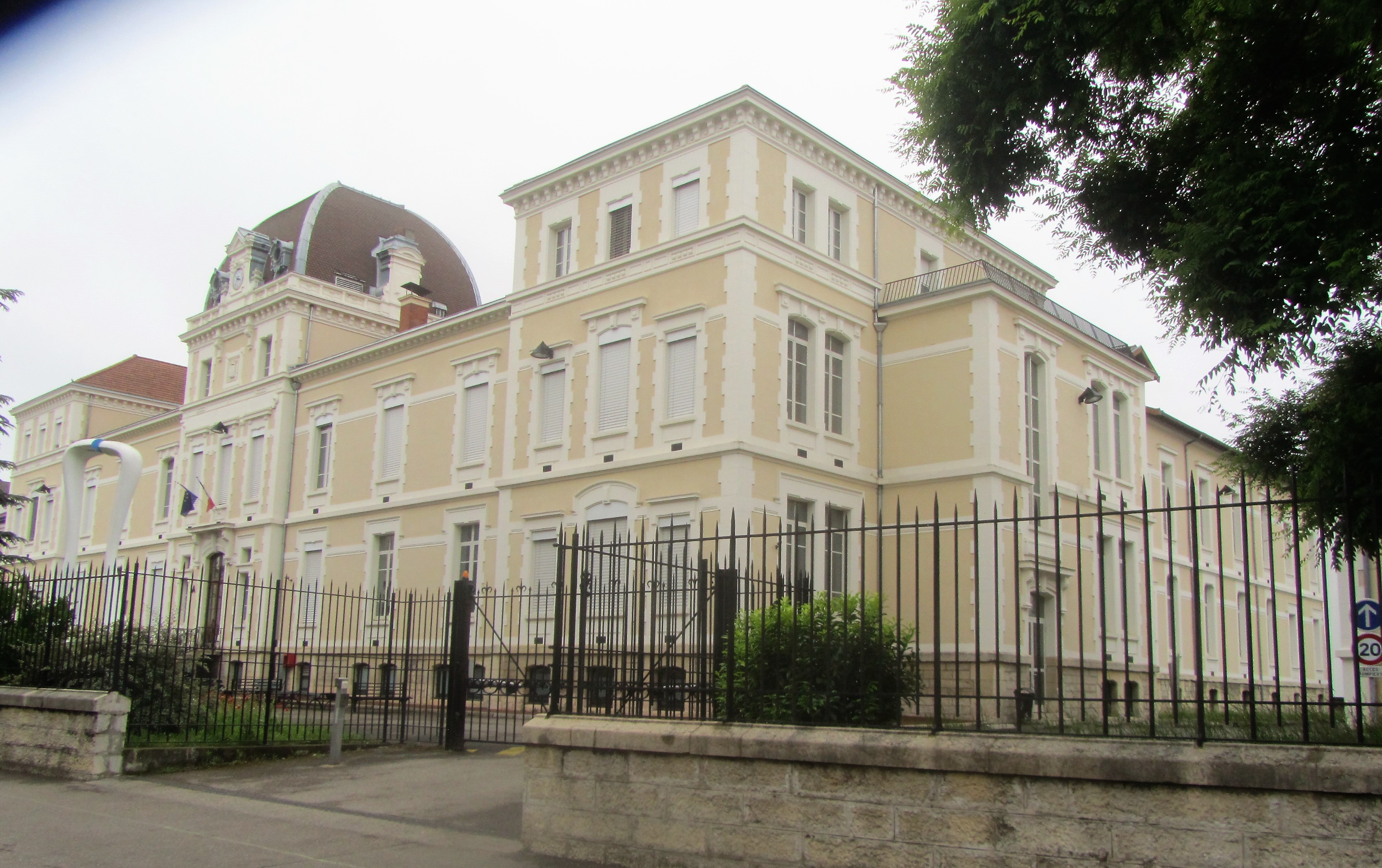
Lycée Frédéric Faÿs ancien hôpital
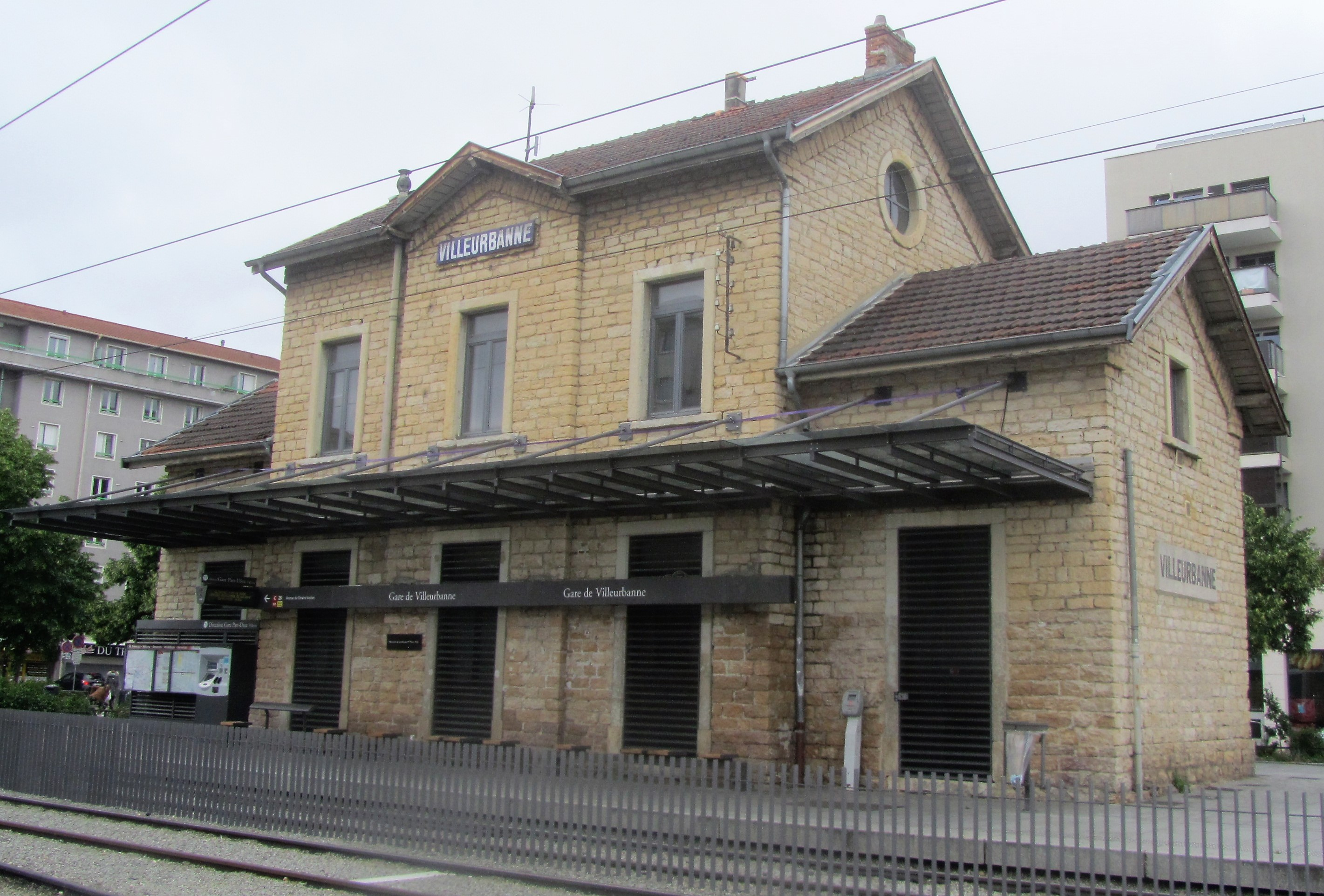
Gare de Villeurbanne

Le rassemblement sur la haute terrasse de cet ensemble de services officiels avait une haute valeur symbolique mais n'induisait aucun développement économique. D'où le grand intérêt porté à la réalisation d'une voie ferrée. Après le renoncement en 1865 des frères Mangini, pourtant experts en la matière, le projet de l'ingénieur Bachelier en 1877 avait été repris par une société belge qui l'avait mené à bien. La ligne avait été mise en service en 1881 entre Lyon-est, près de l'actuelle Part-Dieu, où elle se raccordait au réseau PLM, et Saint-Genix-sur-Guiers, en Savoie. Elle traversait sur 1,62 kilomètre le territoire de Villeurbanne qui y avait sa gare sur la terrasse dans le quartier du Bon Coin. Établissant une liaison commode avec l'ensemble du Velin, elle devait devenir une véritable gare de banlieue pour les voyageurs et surtout favoriser la naissance d'un pôle industriel consacré à la construction électrique. Dès 1917 la firme Delle, donnera l'exemple en s'installant sur 7 ha. Son effectif montera vite à plus de 1 000 salariés.

#### L'échec de la tentative d'annexion par Lyon
Dès le rattachement de Villeurbanne au département du Rhône en 1852, la question avait été posée de son annexion par la commune de Lyon, le maintien de son autonomie étant considéré comme une anomalie car son « agglomération est confondue avec cette ville [de Lyon] dont elle forme un faubourg compact sans aucune interruption » déclare le conseil municipal de Lyon en 1860. Le conseil d'arrondissement avait déjà manifesté son étonnement quatre ans plus tôt : « Il paraît étrange [ ] que son [de Lyon] Hôtel de ville et son quartier des Terreaux se trouvent placés à la lisière nord et nord-est de son territoire...Le jardin public [futur parc de la Tête d'or].. se trouve pour les deux tiers de sa surface sur la commune de Villeurbanne. À six ou sept cents mètres de l'Hôtel de ville, ce n'est plus sur le territoire lyonnais ». Cette même remarque restera toujours valable pour le quartier des Charpennes après la rectification des limites du côté du parc de la Tête d'Or. Ce désir d'annexion reste récurrent pendant toute la deuxième moitié du XIXe siècle comme en témoigne la tentative de 1873-74. Parmi les arguments avancés par les annexionnistes lyonnais revient avec le plus d'insistance celui de la fraude à la perception des taxes à l'octroi, principale ressource des finances communales. On se méfie du côté villeurbannais du poids des nouvelles taxes à supporter. Le conseil municipal de Lyon sollicite le préfet qui mandate une commission de trois enquêteurs lesquels concluent en faveur de l'annexion. Le refus du conseil municipal de Villeurbanne est le reflet d'une opinion quasi unanime de la population. Il reçoit le soutien du conseil d'arrondissement tandis que le conseil général préfère ajourner son vote sur la question. Dans ces conditions le préfet préfère enterrer l'affaire.
Lorsque la question revient à l'ordre du jour, au début du XXe siècle, la situation a profondément évolué et la société villeurbannaise a quasiment perdu ses derniers traits de cellule paysanne. Avec le développement de l'industrie, la population ouvrière est devenue majoritaire. Ses votes ont porté à la mairie une municipalité socialiste dirigée par le maire Frédéric Faÿs (1892-1903). Du côté lyonnais, Victor Augagneur maire depuis 1900, bien qu'il se prévale lui aussi des valeurs socialistes (il a été élu principalement par la rive gauche ouvrière du Rhône) se comporte avant tout comme un ambitieux au service de sa grande ville. Son plan d'agrandissement concerne six communes limitrophes. S'agissant de Villeurbanne, il a pris prétexte de l'affaire du cirque Barnum qui évite l'interdiction de s'installer à Lyon en se faisant accueillir par la municipalité de Villeurbanne et a obtenu de son conseil municipal un vote par lequel l'ensemble de la commune à l'exception du quartier Saint-Jean est annexé à la grande ville. La municipalité de Villeurbanne vient alors d'élire son nouveau maire Emile Dunière pour succéder à Frédéric Faÿs démissionnaire pour raisons de santé. Elle oppose immédiatement un refus sans appel dès le 25 mars 1903. Jules Grandclément, rapporteur du projet lyonnais qui s'est montré particulièrement combatif dans cette lutte, y a sans doute gagné la popularité qui lui vaudra d'être porté à la magistrature suprême en 1908. Le préfet n'en a pas moins ouvert une enquête et son rapporteur conclut par un chaleureux plaidoyer en faveur de l'annexion (juillet 1903). Le conseil d'arrondissement puis le conseil général du département émettent également des avis favorables malgré les manifestations hostiles vivement soutenue par le député de la circonscription Francis de Pressensé. Le gouvernement d'Emile Combes soumet alors l'affaire à l'avis de la Chambre des députés où elle va rester en souffrance pendant toute l'année 1904. Cette dernière propose des modifications dont Augagneur ne se satisfait pas et les débats traînent en longueur pendant l'année 1905. Augagneur se désintéresse alors de l'affaire et donne sa démission de la mairie de Lyon. Son ambition trouve mieux à se satisfaire du poste de gouverneur de Madagascar qui lui est proposé en remplacement de Galliéni (3 novembre 1905). Son successeur, le jeune professeur Édouard Herriot, tout en prenant position en faveur des annexions projetées, spécifie bien « à condition que la ville ne soit pas perdante ». Les rôles sont désormais inversés et la réponse est attendue de la commission qui regroupe les six communes intéressées dont les avis sont discordants. L'affaire s'enlise donc et sa lettre au maire de Lyon du 14 mars 1909, Jules Grandclément, nouvellement élu à la tête de la commune de Villeurbanne vaut constat d'échec. On ne reparlera désormais plus d'annexion.

### D'une guerre à l'autre
La Première Guerre mondiale a ouvert une parenthèse dans l'essor de la commune. La mobilisation de la population a été exemplaire : les usines ont été reconverties pour l'armement de nos troupes, 13 hôpitaux auxiliaires ont été créés pour recueillir les blessés, le camp de La Doua a fonctionné à plein pour le cantonnement des troupes et le champ de courses a été reconverti pour l'accueil des chevaux. Il faut toutefois signaler que des entreprises lyonnaises et d'autres repliées se lancent dans le matériel radio, d'abord rue Racine ainsi que diverses affaires de sous-traitances innovantes comme l'électricité automobile. Un émetteur radiotélégraphique faisant la liaison entre l'Amérique et la Russie est installé en 1914 sur le terrain militaire de La Doua ; l'infrastructure compte alors huit pylônes de 120 m de haut. La main-d'œuvre manque, les traitements sont modestes mais les promotions rapides. Outre les ouvriers réformés ou rappelés du front, on embauche des femmes, puis des coloniaux ou des étrangers. Le quartier du Tonkin loge de nombreux ouvriers vietnamiens, requis pour les industries chimiques lyonnaises. Villeurbanne voit également s'installer une importante colonie italienne.

#### Le renouvellement des activités industrielles

##### Le déclin inexorable du textile
Jusque vers 1930, toutes les branches d'activité prospèrent à commencer par les diverses industries textiles. Il en est ainsi des tulles et dentelles. On peut s'en étonner car sur le plan national cette activité régresse mais Villeurbanne apparaît comme une zone de repli depuis les bases lyonnaises elles-mêmes en recul. C'est dans le secteur du tissage des soieries qu'on observe le plus vigoureux essor avec une main-d'œuvre de plus en plus nombreuse, les grandes sociétés embauchant davantage que les ateliers artisanaux. La teinturerie et les apprêts ne donnent pas non plus de signes d'essoufflement.
La situation va être totalement différente pendant les années 1930 où l'on assiste au déclin inexorable des différentes branches du textile. Sur fond mondial de récession économique et de fermeture des marchés, le secteur est accablé de tous les maux : concurrence étrangère, évolution des goûts et de la mode. La mécanisation réduit l'emploi aggravant le problème du chômage. Les industriels tentent de résister en réduisant les salaires. Le contexte social devient explosif et les grèves se multiplient. En réalité, tout le secteur doit se reconvertir. L'avenir appartient aux fibres artificielles à la fabrication fortement mécanisée au prix de lourds investissements. « La structure financière et technique beaucoup plus mécanisée de la teinturerie a permis aux grands établissements de s'intéresser à la production de fils ».
Un exemple particulièrement tangible est celui de la firme Gillet qui disposait en particulier de la teinturerie de la Perralière. En 1922, elle s'était installée sur 75 ha à Vaulx-en-Velin sur la haute terrasse juste en limite de la commune de Villeurbanne. Le vaste bâtiment de trois niveaux consacré à la fabrication de la rayonne était entouré de ses propres cités ouvrières où logeait l'essentiel de ses 3 000 salariés.

##### Les nouvelles industries
Le déclin du textile a été compensé par de nouvelles activités. La confection et la bonneterie représentées par quelques grosses affaires comme Wyler-et-Guichers et Coste en était comme le prolongement. On peut en dire autant de la chimie dont certaines fabrications étaient apparues dès la fin du XIXe siècle pour le service du textile (acides, colorants, vernis) mais apparaissent aussi de nouvelles spécialisations comme le caoutchouc. La tradition du cuir née avec la tannerie sur les bords de la Rize se perpétue par l'industrie de la chaussure (Bally). Il faudrait ajouter encore l'imprimerie et l'industrie alimentaire. Mais cette diversification est surtout le fait des industries mécaniques et métallurgiques et des industries électriques.
Parmi les industries mécaniques et métallurgiques, celles qui étaient nées pour le service du textile n'ont souvent dû leur survie qu'à une reconversion vers d'autres fabrications, le cycle par exemple. Mais les plus nombreuses n'avaient pas d' attaches avec ce passé. La mécanique de précision se spécialise dans les machines-outils pour lesquelles Villeurbanne se classera plus tard aux premiers rangs. Citons encore la fonderie, la chaudronnerie, le travail des métaux, le tréfilage. La CAM (Compagnie d'Applications Mécaniques) mérite une mention particulière car par sa fermeture, elle libérera la place pour l'édification de la cité des Gratte-ciel. L'histoire des industries électriques, elle, commence avec la mise en service de la centrale hydroélectrique de Cusset en 1899 mais par un détour vers Lyon car elle s'inscrit dans la stratégie nationale de la puissante Compagnie Générale d'Électricité. Celle-ci venait d'absorber la Société Françaises des Câbles Électriques installée dans le quartier de Gerland. Lorsque les Ateliers de Delle, dans le territoire de Belfort, se sont trouvés trop exposés à proximité du front, la CGE, qui en avait le contrôle, a choisi comme position de repli en 1916 le quartier villeurbannais du Bon Coin, desservi par le Chemin de Fer de l'est lyonnais dans un souci de regroupement géographique de ses implantations. L'usine emploie très vite plus du millier de personnes à une large gamme de fabrications. S'étalant à l'aise sur 7 hectares, elle apparaît comme le pôle d'un nouveau quartier industriel où elle avait été précédée ou suivie par plusieurs établissements de la même branche. Citons la CGEE appartenant au même groupe de la CGE ; le groupe de la CEM avec l'usine Fibre et Mica dès 1905. D'autres fabricants de pièces ou de moteurs sont venus s'ajouter au complexe ou l'ont précédé : l'Ebenoïd, Sovel, Gervais-Schindler, Roux-Combaluzier. Les Lyonnais reconnaîtront dans ces deux dernières sociétés les deux grands ascensoristes de leurs immeubles. L'importance du secteur ne doit pas s'apprécier seulement en fonction du nombre d'emplois venant ainsi en relais du textile mais aussi qualitativement car il faisait appel à un personnel aux spécialisations très variées et était beaucoup moins cantonné dans l'emploi féminin à faible qualification. C'est en ce sens qu'il faut comprendre l'affirmation de Marc Bonneville : « L'essor des industries électriques (et particulièrement celles relevant des grands établissements) a contribué de manière décisive à la diversification de la société villeurbannaise issue de l'industrialisation ».

#### La fièvre immobilière: les Gratte-ciel

##### De solides motivations
La forte croissance démographique exigeait un effort de construction exceptionnel pour loger une population ouvrière à faibles moyens financiers. Dans le contexte local, en ce début des années 1920 l'exemple venait de Lyon, où l'architecte Tony-Garnier, en concertation avec le maire Edouard Herriot, commençait la création de la Cité ouvrière des États-Unis. Sur l'autre commune mitoyenne de Vaulx-en-Velin Gillet édifiait autour de son usine un vrai modèle de cités patronales. La municipalité de Villeurbanne se devait de montrer qu'elle était à la hauteur de la situation. Elle était tenue depuis 1922 par le parti socialiste SFIO né de la scission de 1921 au congrès de Tours. Lazare Goujon était alors entré au conseil avant d'accéder à la magistrature suprême en 1924. Il était aiguillonné par le parti communiste auquel avait adhéré son ancien maire Jules Grandclément avant sa démission en 1922 et qui devait être son grand concurrent auprès de l'électorat populaire.
Lazare Goujon a fait preuve d'un engagement total dans cette politique. On pourrait même parler d'apostolat. Tout son passé répondait de sa détermination. Fils d'un ouvrier aux Aciéries du Creusot où il était né en 1869 et ouvrier lui-même avant d'être instituteur, il était très sensibilisé aux difficultés des travailleurs. Devenu docteur en médecine en 1895, il avait fait siennes les thèses hygiénistes très en vogue à cette époque et il avait eu l'occasion d'exercer son art au service de la nation pendant la Grande Guerre avant de rouvrir son cabinet à Villeurbanne une fois démobilisé. Il se devait aussi de mettre en pratique ses convictions de socialiste réformiste face à la pression du parti communiste.
Son objectif était à la fois social et politique. D'une part rendre à la classe ouvrière sa dignité par l'amélioration des conditions de vie grâce la construction de logements dotés du confort moderne et l'accession à la culture dans un cadre associatif. D'autre part, renforcer l'autonomie de sa commune face aux tentatives d'annexion encore dans toutes les mémoires par la ville de Lyon.

##### Maîtrise foncière et financement
La réalisation de cet ambitieux programme supposait de vaincre bien des difficultés. Il fallait d'abord acquérir la maîtrise foncière d'un territoire suffisamment vaste et en position centrale. Car le risque d'annexion ou à tout le moins de démembrement par la grande voisine résultait du fait de l'écartèlement du territoire communal entre le pôle historique sur la haute terrasse avec sa nouvelle mairie et le faubourg ouvrier qui avait bourgeonné à partir du quartier lyonnais des Brotteaux. La conscience de ce danger n'était pas nouvelle et déjà en 1897 Frédéric Faÿs avait négocié avec la famille Montaland. Le domaine de Bonneterre dont elle était propriétaire était suffisamment vaste (plusieurs hectares) pour se prêter à des courses de chevaux et la position était assez centrale. Mais l'affaire avait capoté. La chance sourit à Lazare Goujon car la Compagnie d'Applications Mécaniques accepta de lui céder gratuitement en 1925 un terrain de 1,92 ha dont elle n'avait pas l'utilité avant de lui vendre en 1930 pour cause de fermeture les 2,2 ha de son usine. Les établissements Dognin vendirent 4,4 ha mis en réserve pour un lotissement jamais construit. Avec les 0,32 ha acquis d'un particulier on parvenait à un total de 85,2 ha idéalement placés en bordure du cours Emile Zola à équidistance des deux pôles de peuplement.
Le problème du financement se posait avec encore beaucoup plus d'acuité. Il paraissait impossible d'inscrit au budget de la commune un investissement immobilier important et dans un premier temps Lazare Goujon pensa tourner la difficulté d'une part en limitant ses ambitions à la seule construction d'un Palais du travail, d'autre part en créant une association selon la loi de 1901 qui ferait appel à des participants volontaires sensibles à la noblesse du projet. On fit appel à un jury qui fixa son choix sur un certain Môrice Leroux. On mobilisa l'ancien ministre Albert Thomas pour la cérémonie de la pose de la première pierre en mai 1928. Malgré un intense battage publicitaire, la collecte était loin de réunir les cinq millions de francs nécessaires et force fut d'abandonner le projet. Mais Goujon n'était pas homme à renoncer. Il reprit un second souffle après les élections municipales de mai 1929, remportées de haute lutte face au parti communiste qui l'avait talonné au premier tour. Il n'avait dû sa reconduite pour un deuxième mandat que grâce à son alliance dans une Union des gauches avec le parti radical-socialiste.
Entre-temps, sous l'incitation pressante de Môrice Leroux, le projet avait pris une tout autre envergure et des esprits critiques auraient pu parler de fuite en avant ; Il ne s'agissait de rien moins que de construire en outre du Palais du travail une nouvelle mairie et un ensemble immobilier de 1 400 logements. Par son vote du 20 janvier 1930, le conseil municipal entérina le projet. L'énormité de l'investissement programmé supposait un montage financier inédit mais l'imagination ne manquait pas au couple Goujon-Leroux. On constituerait une société qui allierait la collectivité publique aux participations privées. Ces dernières seraient intéressées par un bail leur garantissant le retour sur investissement par la perception des loyers. Les banques apporteraient leur concours en consentant de gros emprunts. Une telle formule qui anticipait sur la législation autorisant les sociétés d'économie mixte était sans précédent et ne pouvait recevoir sa légitimation que par un décret du Conseil d'État. Cette grande victoire fut acquise par le vote de celui-ci le 18 avril 1931. La Société Villeurbannaise d'Urbanisme (SVU) était née. Les travaux pouvaient commencer,!

##### La réalisation du projet

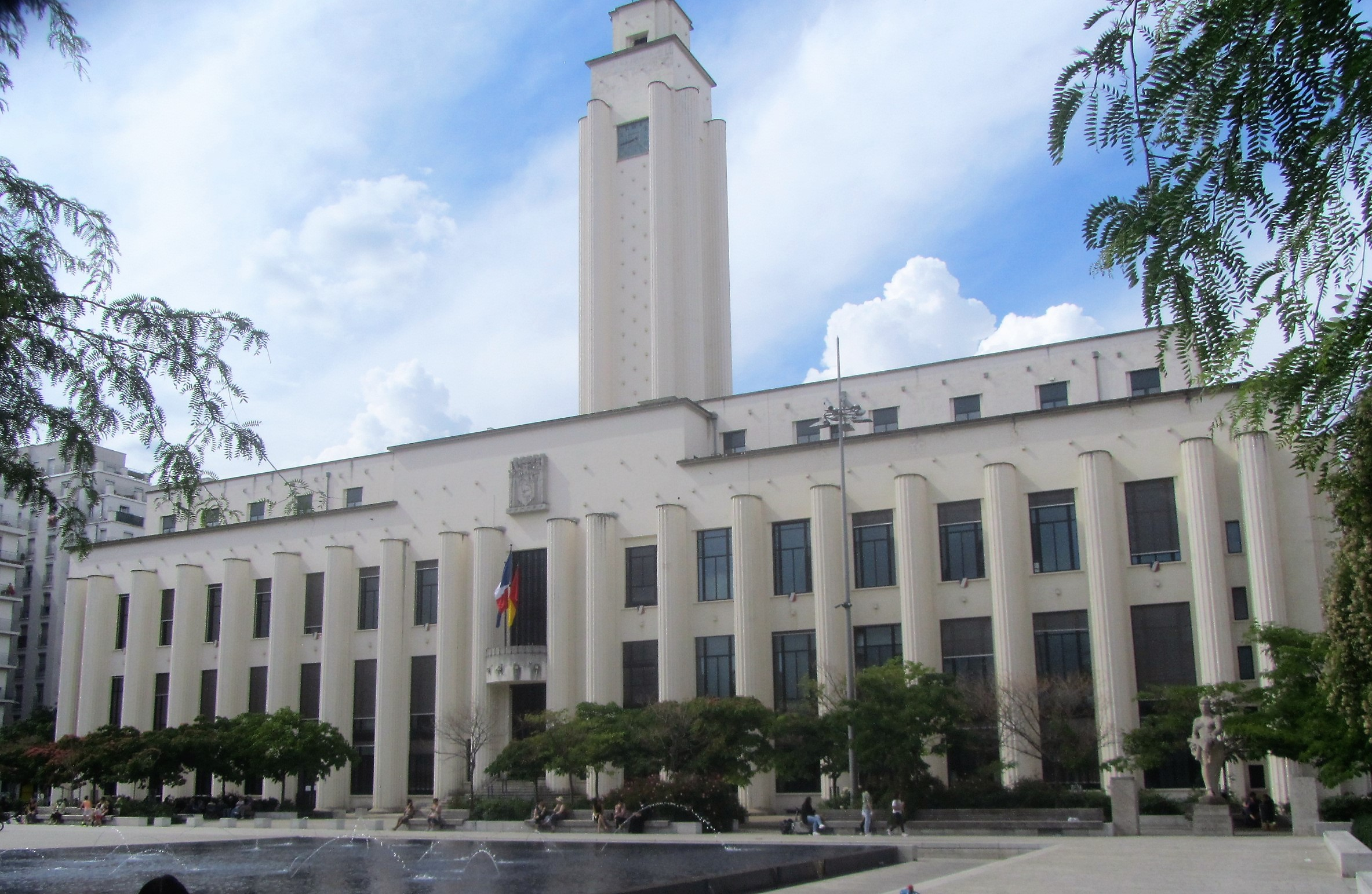
Hôtel de ville de Villeurbanne façade sud

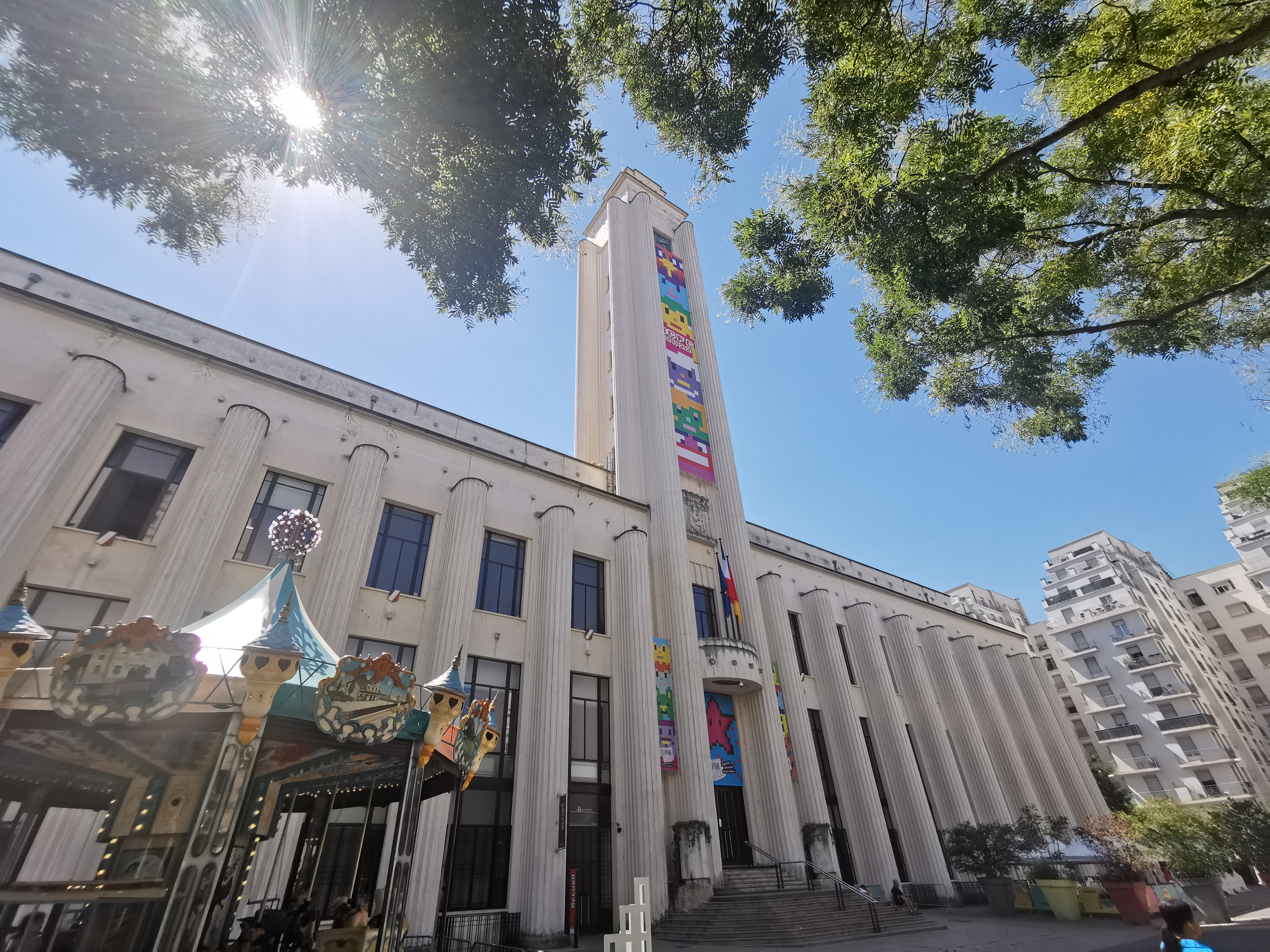
Hôtel de ville, façade nord

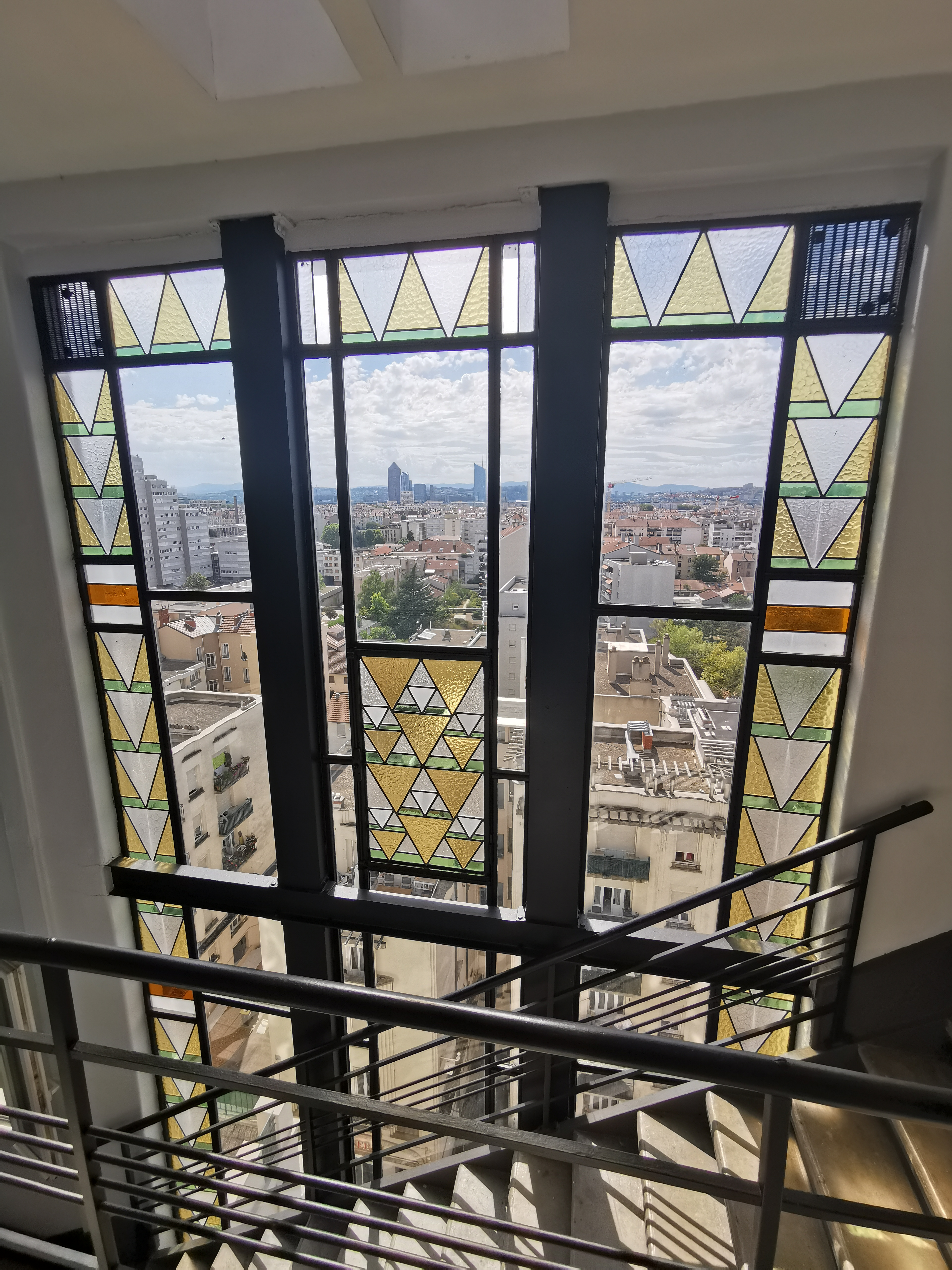
Vue de l'intérieur d'une des immeubles de gratte-ciel.

Le plan de la cité obéit à une géométrie rigoureuse. Au départ du cours Émile-Zola sont édifiés en direction sud deux groupes d'immeubles de part et d'autre d'une avenue large de 28 mètres (la rue Barbusse actuelle). À son extrémité se dresse la mairie dont la construction avait été confiée le 7 juillet 1931 à l'architecte lyonnais Robert Giroud. Dans le prolongement de ce premier ensemble s'articule perpendiculairement une place : au bâtiment de la mairie en face nord donne la réplique côté sud le fameux Palais du Travail. Cette place devait être fermée tant à l'est qu'à l'ouest par deux autres groupes d'immeubles d'habitation mais seuls les groupes ouest ont été construits car priorité fut donnée à l'édification d'un stadium 500 mètres plus à l'est sur le cours Émile-Zola. Au total six groupes d'habitations et 1 700 logements. À une époque où un bâtiment de dix étages passait pour un prodige, la cité méritait le nom de gratte-ciel (ce nom traduit de l'américain skyscraper apparaît pour la première fois en mai 1932 en remplacement de l'inélégant râpe-ciel) la norme étant de 11 étages. Les tours dressées au départ de la rue Barbusse comporteraient 19 étages. Comme en écho se dressent le beffroi sur l'hôtel de ville et deux tours sur le palais du travail.
La technique de construction a permis de tenir des délais très courts. Seule la mairie a été bâtie selon la méthode devenue classique du béton armé. « Les énormes blocs des groupes d'habitation se composent d'une charpente en acier forgé, très solide, dont les intervalles sont simplement remplis par des murs de brique très légers ». Plus tard viendra le temps du béton précontraint. Pour la pratique quotidienne, les spécialistes français (ici Roux-Combaluzier) avaient parfaitement maîtrisé la technique des ascenseurs mise au point par Otis aux États-Unis. Alors que les travaux avaient commencé le 1er juillet 1931, les premiers appartements des groupes 1 et 2 ont été proposés à la location à l'automne 1932 et ceux des groupes 3 et 4 à l'automne 1933. L'inauguration officielle de l'ensemble fut marquée par des festivités exceptionnelles le 17 juin 1934. On a beaucoup discuté du style architectural de la cité. La filiation avec l'Amérique où la tradition des gratte-ciel avait commencé à Chicago avant de gagner New-York à la fin du XIXe siècle était évidente et Ledoux devait s'en prévaloir lorsque des doutes ont été émis sur la pérennité de l'œuvre. Selon leur humeur, les critiques y allaient de comparaisons avec les ziggourats babyloniennes du fait de la superposition d'étages en retrait ; Édouard Herriot soulignait dans les colonnades de la mairie ou du palais du travail une filiation avec la tradition de l'Antiquité grecque ; d'autres établissaient une ressemblance avec la monumentalité des palais de la culture soviétique et longtemps après, c'est à Villeurbanne que devaient être tournées certaines scènes du film sur le martyre du Polonais Popieluszko).
Les appartements étaient dotés de bien des éléments de confort qui manquaient encore parfois dans les meilleures maisons bourgeoises de tradition haussmannienne. Ils étaient tous dotés du chauffage central grâce à une centrale thermique construite à proximité qui brûlait les ordures ménagères collectées par vide-ordures dans chaque cuisine avec deux réseaux de distribution distincts pour les habitations et pour les entreprises industrielles. Pas besoin de château d'eau car la pression était obtenue sur chaque évier ou lavabo depuis le haut des deux tours transformés en réservoirs. On pouvait noter, certes, quelques insuffisances par exemple dans la petite superficie des F1 et F2 mais il serait possible d'y remédier en faisant tomber les cloisons qui remplaçaient les murs porteurs des constructions traditionnelles. Il sera plus difficile, en revanche, de remédier à la mauvaise isolation phonique.

##### Un bilan contesté

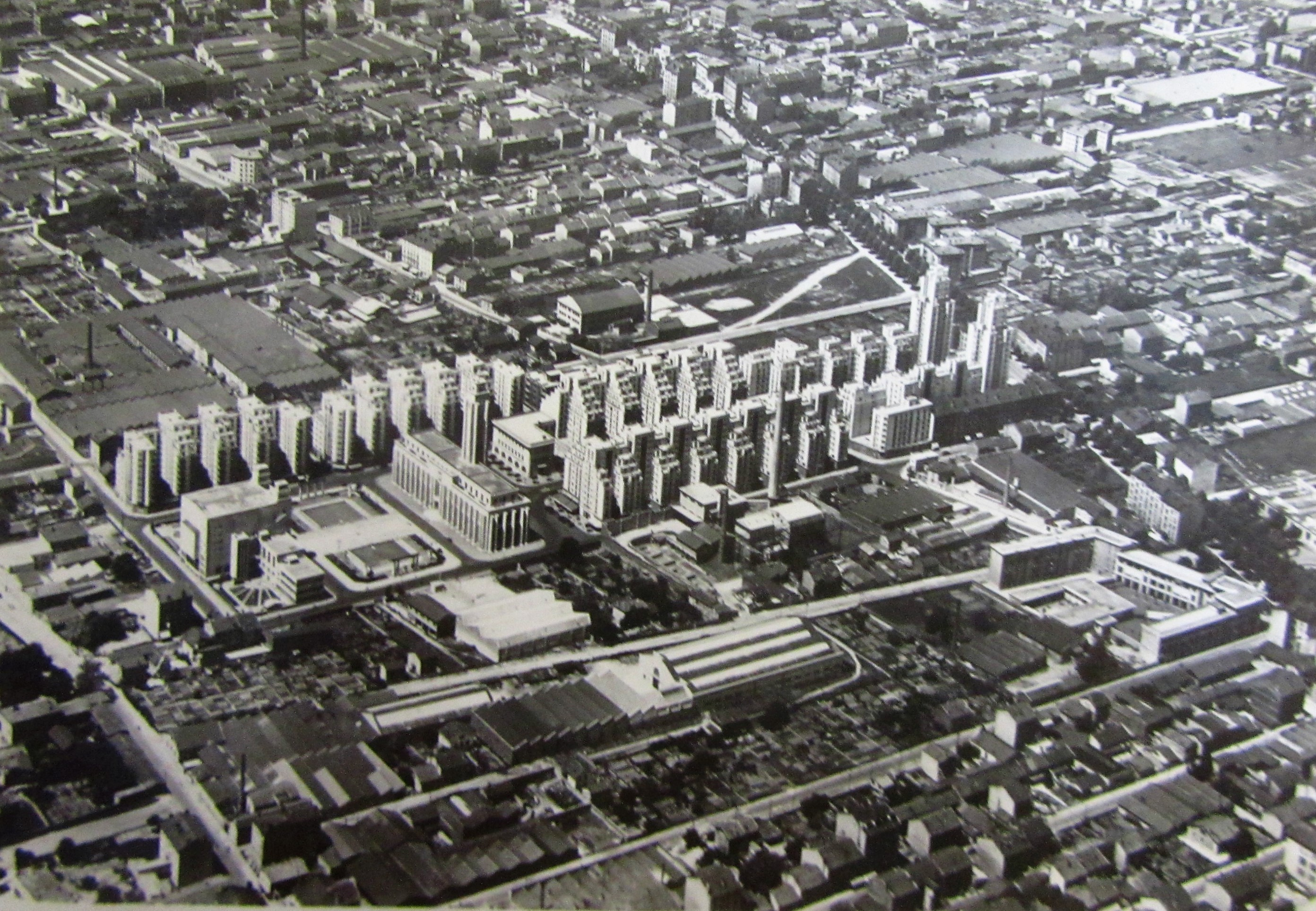
Vue aérienne des gratte-ciel en 1936

Les éloges ne manquèrent pas et Lazare Goujon se montrait fier de son entreprise audacieuse. Son élection au siège de député d'arrondissement en 1932 avait encore sanctionné cette réussite. Mais les critiques ne tardèrent pas. Dans le climat de grave crise économique de ces années 1930 la condition des travailleurs s'était aggravée et beaucoup étaient au chômage. Seule une aristocratie ouvrière était en mesure d'acquitter les loyers dans la cité des gratte-ciel et de profiter au mieux des services sanitaires du dispensaire, intellectuels des salles de conférences, du théâtre et de la bibliothèque ainsi que de la piscine, tous services concentrés dans le Palais du travail. Vu de l'environnement immédiat fait d'un tissu encore très lâche d'usines, de logements de fortune voire de terrains vagues, la cité apparaissait comme une forteresse dont les habitants privilégiés, repliés sur eux-mêmes, vivaient coupés du reste de la commune. En des temps où, sur le plan national, la montée du fascisme poussait les forces de gauche à l'union, à Villeurbanne le monde du travail était profondément divisé. Par ailleurs, profondément attaché aux valeurs de la laïcité, Lazare Goujon n'avait certes pas inclus d'édifice religieux dans le plan de la cité, mais il n'en avait pas moins donné son accord pour la construction dans la proximité de l'église Sainte-Thérèse-de-l'Enfant-Jésus consacrée par Alexandre Caillot, évêque de Grenoble le 17 mai 1931. Il répondait ainsi à la demande du chanoine Boursier las de voir que les fidèles devaient aller dans l'église de Notre-Dame-de-Bellecombe (diocèse de Lyon !) pour participer à la messe dominicale. Mais l'électorat catholique pesait fort peu dans un monde ouvrier déchristianisé et les croyants eux-mêmes étaient sans doute sensibles aux sirènes de la droite. En 1935, c'est donc la masse des travailleurs venus nombreux des lotissements qui ont assuré le triomphe de l'instituteur Camille Joly qui conquiert la mairie pour quatre ans sous les couleurs du parti communiste (1935-1939),.

#### La fièvre immobilière: HBM et lotissements
Si la cité des Gratte-Ciel, par son caractère exceptionnel pour ne pas dire unique en Europe a justifié une étude détaillée, elle n'a apporté qu'une solution très limitée au problème du logement à Villeurbanne qui a suscité de multiples initiatives.

##### Le logement patronal

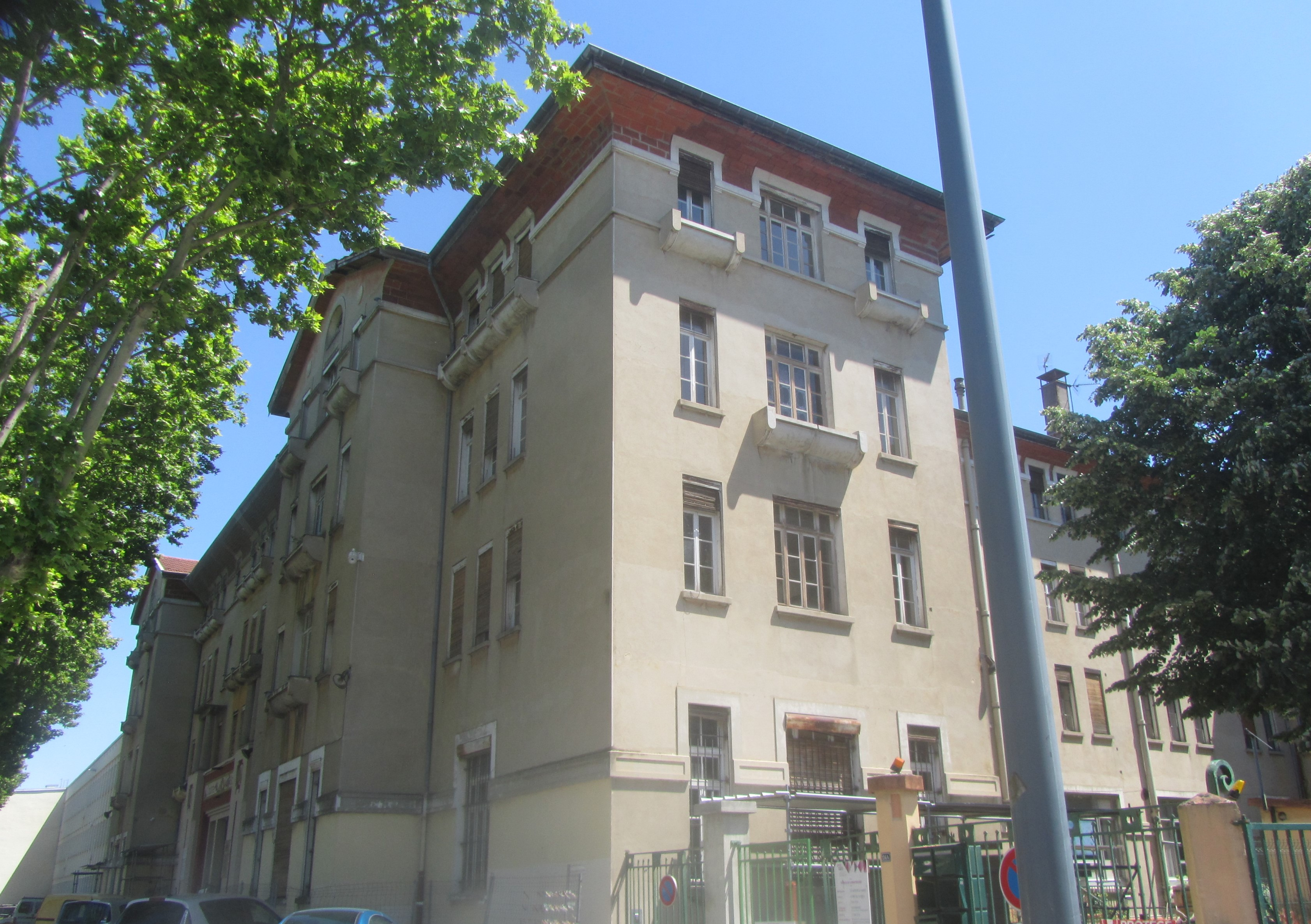
ancien hôtel Jeanne d'Arc de la TASE

Les plus anciennes initiatives, forcément lyonnaises, sont celles du patronat. Le rôle de la Société Anonyme des Logements Economiques fondée en 1886 par deux grands industriels Félix Mangini et Joseph Gillet et par le banquier Edouard Aynard a déjà été signalé. Au gré des disponibilités foncières d'autres immeubles devaient être édifiés par les mêmes acteurs dont un petit lotissement en marge du quartier de Château-Gaillard. Gillet devait faire à nouveau en 1922 la démonstration exemplaire de cette politique patronale sur la commune de Vaulx-en-Velin, en limite immédiate de Villeurbanne, sur 75 ha, un tel espace n'étant pas disponible sur Villeurbanne. Il s'agissait de loger la main-d'œuvre - pas moins de 3 000 personnes ! - de l'usine de la SASE (Soie Artificielle du Sud-Est - plus tard TASE, comme Textile), vaste bâtiment de trois niveaux consacré à la fabrication de la rayonne. Dans le même périmètre ont été concentrés les immeubles des Grandes Cités (20 immeubles de 4 étages, 491 appartements avec commerces en rez-de-chaussée) et le lotissement des Petites Cités (des villas pour 97 contremaîtres et cadres) ainsi qu'un stade. La commune de Villeurbanne n'a été concernée que par le foyer-hôtel Sainte-Jeanne-d'Arc pour le logement en chambres individuelles des 300 jeunes ouvrières célibataires et les services collectifs. Au lendemain de la terrible hémorragie de la Grande Guerre la plus grande partie du personnel avait été recruté à l'étranger. De toutes façons, l'usine était à l'écart de la ville et le tramway avait son terminus au cimetière d'où son surnom de corbillard!

##### Les promoteurs sociaux
Par cette expression, il faut entendre tous les organismes qui ont par nature vocation à participer à la mise en œuvre de la politique du logement dans un but non lucratif. Les pouvoirs publics ont tardé à prendre conscience de la gravité de cette question pour les masses ouvrières et la législation s'est mise en place très progressivement (loi Siegfried (1894) ; Strauss (1906) ; Ribot (1908) ; Bonnevay (1912), ce dernier créateur des offices d'HBM départemental du Rhône, et, pour finir, la loi Loucheur (1928). Les collectivités locales ont été incitées de plus en plus vivement à intervenir en particulier par des exonérations fiscales et des facilités d'emprunt contractés à faible taux d'intérêt auprès de la Caisse des Dépôts et Consignations. À Villeurbanne, on peut distinguer en fonction de leur champ d'intervention l'Office municipal des Habitations Bon Marché, créé en 1919, actif sur le seul territoire de la commune où il réalisera cinq opérations ; l'Office Départemental d'HBM qui interviendra dans le quartier des Brosses ; les sociétés d'HBM dont le champ d'intervention correspondait à celui des associations dont elles étaient le prolongement (la Société Coopérative des HBM Foyers et Jardins aux Buers ; le Domaine du Combattant à Cyprian ; la Société Villeurbannaise d'HBM, rue de Pressensé.

##### Les initiatives spontanées
L'initiative est venue - et c'est le cas le plus fréquent - des intéressés eux-mêmes : on a pu parler d'autopromotion. L'exemple de la Cité familiale dans le quartier des Poulettes aux confins des Charpennes en est une bonne illustration. Des particuliers organisés en association et acquéreurs du foncier s'étaient chargés avant 1914 de toutes les démarches auprès des financiers ou des entreprises de construction jusqu'à la mise à disposition des lots à leurs membres, à charge pour chacun de construire sa maison selon sa convenance. La mairie ne pouvait qu'encourager de telles initiatives et finit par prendre à sa charge tous les travaux de viabilisation voire l'assistance aux particuliers pour la constitution des dossiers leur permettant de bénéficier des meilleurs dispositions législatives y compris celles de la loi Loucheur de 1928. Au total, cette expérience réussie a profité à 147 familles sur un espace de 5,5 ha. Autre exemple : Jardins et Foyers. L'initiative est venue d'un groupe d'employés de mairie organisés en coopérative. Entre 1921 et 1924 ils s'étaient assurés de la maîtrise foncière de 6 ha dans le quartier des Buers et avaient tracé un réseau de voies rayonnant. À l'inverse de la méthode employée pour la Cité Familiale, le sociétaire devait soumettre plan et devis de son habitation au Conseil d'Administration : ceux-ci devaient se conformer aux caractéristiques architecturales établies par l'architecte de la société. C'est seulement après que les travaux pouvaient être soumis à adjudication et confiés à un entrepreneur. Tous les intéressés n'étaient pas prêts à se soumettre à de telles exigences et il fallut en rabattre sur les prétentions initiales : des 6 ha initiaux seuls 5,3 ont été lotis et 101 lots construits sur les 180 lots prévus. Ces deux exemples ont été choisis parmi une quarantaine de réalisations du même genre globalisant un millier de constructions dans tous les quartiers périphériques. En revanche, elle ne put empêcher l'apparition de lotissements sauvages.

##### Bilan territorial
Au terme de cette vingtaine d'années, la physionomie de la commune de Villeurbanne apparaît profondément transformée. L'agriculture a disparu. La suppression de la foire aux bestiaux de Cusset le 1er décembre 1930 a valeur symbolique. Dans l'ensemble une majorité d'agriculteurs paraît avoir, par cette mutation; saisi l'occasion d'empocher une généreuse rente foncière. Quant aux établissements industriels, en constante croissance avant 1914, ils représentaient alors l'essentiel de la consommation d'espace. Bien que cette emprise ait continué à être un élément moteur de l'urbanisation, elle est devancée par la croissance résidentielle dans une commune marche vers l'est. L'industrie n'a certes pas déserté le quartier des Charpennes où on a même assisté à un certain bourrage par adjonction d'appentis et de dépendances. Cependant la tendance générale a été de quitter le quartier et de construire des locaux plus grands et mieux adaptés dans des secteurs où l'urbanisation plus lâche laissait subsister de nombreux vides. C'était sans préjudice pour les anciennes grandes entreprises qui trouvaient suffisamment d'espaces pour s'agrandir en compagnie d'autres grandes affaires qui viennent s'y installer. Le cas du quartier de Bonneterre, où s'érigent les gratte-ciel n'est qu'un exemple parmi d'autres. Mais dans ce mouvement vers l'est, c'est l'habitat qui s'octroie la part du lion, surtout sous forme de lotissements intégrant des jardins. Marc Bonneville évalue leur part à 9 % de la superficie communale entre 1919 et 1939, essentiellement entre 1925 et 1935. Et de conclure : « Le lotissement constitue bien la forme privilégiée d'urbanisation entre les deux guerres. L'idéal de la cité-jardin et la célébration des valeurs familiales s'épanouissant dans la maison individuelle se sont imposés très largement ».
Mais Villeurbanne n'est qu'une des parties prenantes dans l'agglomération lyonnaise ce qui ne va pas sans contraintes, en particulier celles qui résultent de la croissance du trafic routier. À l'enceinte fortifiée des années 1830 qui passait en limite de Villeurbanne avait succédé une ligne de fortifications adaptée aux conditions nouvelles posées par les progrès de l'artillerie en exécution du plan du général Serré de Rivière de 1874. Villeurbanne n'avait été en rien concerné par la ceinture de forts avancés courant, dans l'est de l'agglomération, de la batterie de Décines au fort de Corbas mais seulement par l'ouvrage en remblais formant une ceinture en deuxième ligne de défense renforcée de bastions. Ce système défensif était devenu obsolète à son tour au lendemain de la Première Guerre mondiale alors qu'il devenait de plus en plus urgent de faire face au développement du trafic automobile par la création d'un boulevard périphérique. Il a donc été déclassé par la loi du 29 juillet 1920 et les terrains ont été rachetés par l'État, le département et les municipalités. Le projet de boulevard a été déclaré d'utilité publique en 1931. À sa commande aux côtés du maire de Lyon Edouard Herriot figurait Laurent Bonnevay alors président du Conseil général du département. Il se vit confier la charge de sa réalisation. 6,7 des 13 kilomètres était sur la commune de Villeurbanne avec une emprise de 70 hectares. La double chaussée aurait 55 mètres de large réduit à 46 au niveau de la digue insubmersible. Il ne faut pas l'imaginer tel qu'il est devenu aujourd'hui où il a été transformé en véritable élément d'un réseau autoroutier. Il comportait en particulier un terre-plein central de 11 mères de large avec arbres et jardins ; aux croisements avec les voiries radiales étaient aménagés des ronds points et des espaces paysagés. Les travaux furent achevés en 1931. La coupure n'était donc pas aussi rigoureuse avec les quartiers de Saint-Jean et des Brosses. Les nuisances n'étaient pas non plus celles qu'on observe aujourd'hui après suppression de la bande centrale et des croisements et la croissance du trafic (il faudra après la Deuxième Guerre mondiale construire des murs anti-bruit !)

### 2èmeGuerre Mondiale (1939-1945)

#### Envahissement de lazone libre(novembre 1942)
Le 1er mars 1943, la SS avec la Wehrmacht aidés par la Milice française rafle près de 300 hommes de 16 à 60 ans dans le cadre de l'opération Meerschaum. Sous couvert de traquer les "oisifs", il s'agit d'envoyer en camp de concentration (non au STO), des hommes "aptes au travail" qui ne doivent pas revenir.

### Les Trente Glorieuses (1945-1977)
On peut nuancer la validité de cette expression appliquée à Villeurbanne si l'on prend comme référence les données démographiques. La population de la commune est passée de 82 399 habitants en 1946 à 116 535 en 1975, soit une augmentation de 41% et un taux de croissance annuel de 1,4 %. Pendant ces mêmes trente années les sept communes de la banlieue est de Lyon sont passées de 60 453 à 250 120 habitants soit un quadruplement de la population avec un taux de croissance annuel de 10,8 %.

#### Une industrie en question
La prééminence de l'industrie s'était largement maintenue jusqu'en 1968 avec 66 % des emplois dans la commune. Cette apparente stabilité ne devait pas dissimuler une profonde évolution. Certains aspects étaient positifs. Avec 44 % des emplois en 1968, les industries d'avenir dans les secteurs de la mécanique et de la construction électrique avaient renforcé leur importance alors que le textile et ses annexes comme la confection ne représentaient plus que 14 % car il y avait eu de nombreuses fermetures. Le maintien global de l'emploi industriel était d'autant plus remarquable que la mécanisation et l'automatisation entraînaient un allègement de l'effectif salarié. D'autres aspects étaient plus inquiétants. De plus en plus le pouvoir de décision échappait aux entrepreneurs locaux car bien des affaires devenaient filiales de sociétés extérieures à la ville et même à l'agglomération. Ce phénomène s'accentuait avec la venue de groupes étrangers beaucoup plus libres de leurs décisions d'extension hors de la commune voire de fermeture. Un bilan établi six ans plus tard confirmait ces tendances négatives auxquelles il faut ajouter des réalités locales contraignantes : le manque de place pour le développement ou pour une organisation plus rationnelle de la production ; la perspective d'empocher une rente substantielle du fait de la pression immobilière ; enfin la mise en place de zones industrielles aux marges de l'agglomération, celle de Meyzieu plus particulièrement dans le même couloir d'emploi (on s'explique le quasi décuplement de la population de cette commune entre 1946 et 1975). Au total, les secteurs des métaux, de la mécanique et surtout de la construction électrique continuaient à faire preuve d'une grande vitalité au point même de devoir se développer par transferts d'activités hors de la commune. Les industries de l'alimentation avaient toujours leur place en ville et même celles de la chaussure (pour combien de temps ?). En revanche, les industries textiles, les plus anciennes mais aux techniques dépassées et soumises à la plus grande concurrence apparaissaient vouées à une totale disparition.

#### Des quartiers à vocation inchangée
Au terme des Trente Glorieuses, certains quartiers ne sont guère sortis de leur vocation traditionnelle. Tel est le cas de celui des Charpennes qui a conservé ses caractéristiques de faubourg de la banlieue lyonnaise. Sans doute a-t-il connu une sévère désindustrialisation du fait de sa spécialisation dans les activités textiles mais cette déprise est relativement peu perceptible dans le paysage de la rue car les ateliers étaient souvent intégrés dans les immeubles d'habitation ou les prolongeaient sous forme d'appentis ou dans l'arrière-cour. La rénovation d'un bâti vétuste s'est heurtée à la difficulté d'acquérir la maîtrise foncière à partir d'une mosaïque de petites parcelles et à la résistance d'une population enracinée dans les lieux depuis des générations et menacée d'expulsion. Les Charpennes ont donc conservé leur vocation résidentielle par le maintien dans les lieux des familles pourvoyeuses d'emplois des anciens établissements.
Le quartier du Bon Coin, lui, persévère dans son activité industrielle axée en majeure partie sur la construction électrique. Avec 2 080 salariés la société Delle prospère plus que jamais dans des bâtiments agrandis depuis son entrée dans le groupe Alsthom en 1965. Elle a acquis une réputation internationale avec son centre d'essai et de recherches (CERDA, 1959), le plus important d'Europe dans le matériel de disjonction. La visite que le président du conseil des ministres soviétique Kossyguine lui a consacrée en décembre 1966 lui a apporté une publicité internationale. Sur le même site la C.G.E.E emploie 600 personnes, Gervais-Schindler : 800 et il faudrait ajouter entre autres l'Ebenoïd et la CEM.

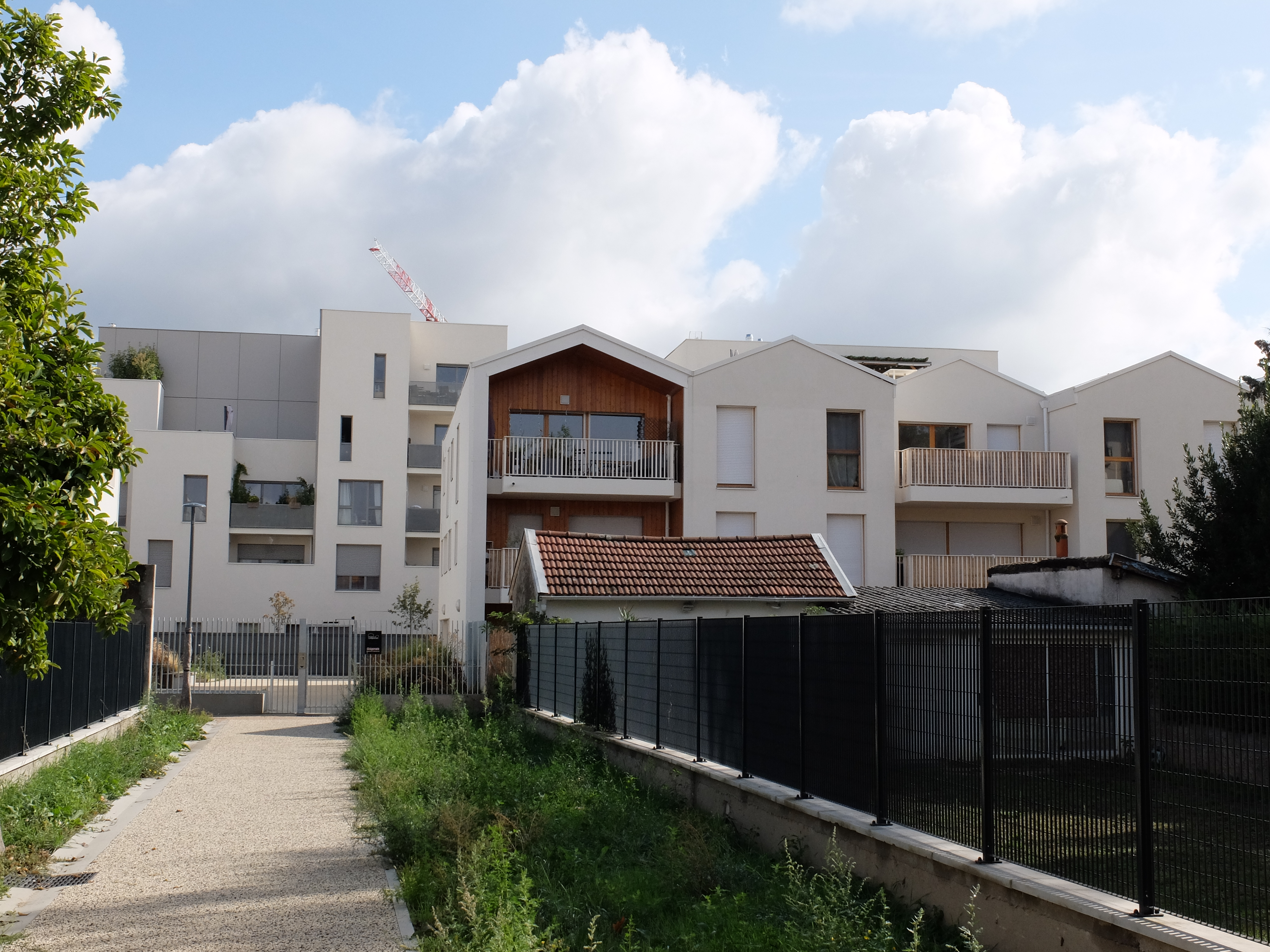
Quartier des Buers.

Le phénomène majeur est la confirmation de la vocation résidentielle des quartiers orientaux. Jusqu'en 1963, pendant la période de Reconstruction, pour remédier à la grave crise du logement, un effort considérable a été consenti par l'État pour le logement social soit directement par la prise en charge des programmes dans le cadre des offices d'HLM soit par l'octroi de primes. Les réserves foncières laissées par les cités pavillonnaires qui avaient été la marque de l'Entre-deux-Guerres ont été ainsi comblées par la construction de petits ensembles immobiliers en particulier dans les secteurs de Château-Gaillard et des Buers. Au-delà du boulevard périphérique, le quartier Saint-Jean s'est vu confirmer sa vocation pour le logement social, mais sous la forme du dernier grand ensemble de la commune. Grâce à l'Office communal d'HLM, depuis 1969, un ensemble de tours et barres impose sa présence en bordure du canal à l'aval de la centrale de Cusset. C'est enfin sur un mode plus classique qu'a été enfin repris et achevé le projet esquissé par Gillet avant la guerre dans le quartier de la Ferrandière mais le patronat y a joué un rôle discret s'effaçant pour l'essentiel derrière les organismes publics comme la Société villeurbannaise d'HLM. Lorsque les pouvoirs publics se sont mis en retrait une fois achevée la phase de Reconstruction, les derniers vides ont été comblés par la construction de petits ensembles de moins de 100 logements à l'initiative de petits promoteurs locaux ou promoteurs sociaux suivant un plan assez aéré et même articulés autour d'espaces verts, parkings et cours.

#### La reconversion des quartiers centraux

##### Les facteurs favorables
Le terme de reconversion peut paraître exagéré mais les données chiffrées le justifient. En 1968, dans le secteur central, le long du cours Emile-Zola près de 300 hectares étaient possédés par les sociétés industrielles dont 100 à proximité des gratte-ciel au milieu desquels leur présence paraissait insolite ! La transformation de cet espace en faveur d'activités tertiaires et résidentielles était programmée par les pouvoirs publics qui les avaient inscrites de longue date dans la politique générale de l'ensemble de l'agglomération. Dès le plan directeur de 1961 les urbanistes lyonnais voyaient dans cette direction la solution rationnelle au développement de l'agglomération et les édiles villeurbannais abondaient dans le même sens afin de valoriser ces espaces centraux. Le Plan d'Urbanisme Directeur de 1970 avait renforcé encore cette orientation en prévoyant des densités de logements encore supérieures. Et la COURLY, en relais depuis 1969, entérinera ces objectifs en inscrivant dans le POS de 1977, des taux élevés d'occupation des sols. Si besoin était de renforcer encore cette conviction, l'arrivée du métro devait renforcer la centralité des lieux : ligne A Perrache-Laurent Bonnevay inaugurée en avril 1978 avec ses six stations dans la commune et ligne B branchée sur celle-ci de la station Charpennes à la Part-Dieu dont le centre commercial avait ouvert en 1975.
Cette orientation recevait de la part des industriels un accueil très favorable. Ils pourraient tirer un grand profit de la vente de leurs terrains tandis que la structure de la propriété en grandes parcelles conviendrait aux groupes immobiliers désireux de lancer des opérations de grande taille. Il s'agissait « peu ou très peu de terres agricoles ou de propriétés bourgeoises dont les sociétés souhaitent se dessaisir. L'intérêt du capital industriel est en effet de vendre ces patrimoines inadaptés, peu productifs, d'un entretien coûteux dont la localisation ne répond plus aux impératifs de la logique industrielle alors qu'ils se sont fortement valorisés ». Il n'y a pas davantage de rétention sentimentale de la part d'entreprises pour la plupart aux attaches nationales voire internationales. En outre, ils disposent, s'ils le souhaitent, de positions de repli dans les communes de la deuxième couronne où ont été aménagées des zones industrielles bien achalandées dont la plus proche, celle de Meyzieu est desservie par la voie ferrée de l'est. De son côté la population résidente ne voit que des avantages au départ de ces entreprises qu'elles accusent de polluer l'atmosphère , d'y ajouter des nuisances sonores et d'encombrer la voie publique.
Deux secteurs ont été le théâtre de ce processus de reconversion lié à la désindustrialisation. Ils correspondent à deux des axes majeurs de circulation : le cours Emile-Zola dans sa partie centrale entre les stations République et Flachet en passant par les Gratte-Ciel ; la rue Roger Salengro qui fait le lien entre les quartiers des Charpennes et de Croix-Luizet. Si leur transformation a la même origine, leur évolution présente tout de même quelques différences qui justifie une étude distincte.

##### Le pôle des Gratte-Ciel
C'est dans ce secteur que les usines occupaient le plus de place avec des tènements de plusieurs hectares : 2 ha pour Dognin, 4 pour J-B Martin, 13 pour Gillet. Cette structure était la plus favorable aux grandes opérations immobilières que seules pouvaient maîtriser de puissants promoteurs d'envergure nationale liés souvent à des banques. La municipalité ne pouvait se désintéresser de leurs projets car elle devait veiller à ce qu'ils soient en cohérence avec la structure urbaine dans sa globalité. Cependant la substitution à une usine d'un ensemble immobilier ne justifiait pas son intervention systématique. Le Fil Dynamo spécialisé dans le bobinage de fils électriques était implanté rue du 4-août depuis 1919. Il employait 400 personnes. Lorsque cette société décide son transfert dans la zone industrielle de Meyzieu en 1978, le promoteur parisien érige un immeuble de logements sur les 1,6 ha ainsi libérés. La situation devient, en revanche, conflictuelle lorsque la SOFIMEG, autre grand promoteur national, jette son dévolu sur les 4 ha libérés en 1975 par J-B Martin, spécialiste du velours et de la peluche en réinstallation à Saint-Chamond, dans la Loire. Le promoteur pense tirer un maximum de profit en y construisant, grâce à un coefficient de construction généreux autorisé par le POS, un ensemble immobilier de standing de 764 logements et 20 000 m2 de bureaux. L'emplacement est idéal, en façade sur le cours Emile-Zola à hauteur de la station de métro Flachet, à deux pas du centre des gratte-ciel. Il laisse à la collectivité la charge de tous les équipements correspondants. Mais le projet n'aboutira pas. Engagé sous Étienne Gagnaire en fin de mandat, il sera rejeté par la nouvelle municipalité sortie des urnes en 1977. Il sera repris après 1977 par la nouvelle équipe municipale.
La situation est beaucoup plus complexe s'agissant de la fermeture en 1968 de la grande usine de teinture de la Perralière par la société Gillet qui y employait encore 400 salariés contre 2 000 autrefois. Les seuls bâtiments industriels occupaient 13 ha et il fallait y ajouter le territoire des logements tout autour. Le promoteur SOFIMEG, toujours lui, prévoit la construction d'un véritable quartier comprenant 1 200 logements, 20 000 m2 de bureaux et 3 800 m2 de surfaces commerciales. Loin d'être hostile au projet, la municipalité avait dès 1963 pressé l'industriel de libérer les lieux dans les meilleurs délais. L'objectif était d'édifier un nouveau quartier parfaitement intégré dans l'ensemble communal, par agrandissement, en somme, du proche centre des gratte-ciel et qui aurait réalisé la liaison avec le quartier de Cusset. La population y jouirait d'un nouvel art de vivre. Les travaux, rondement menés, étaient terminés en 1975.
Des jugements assez critiques ont été portés sur une réalisation très éloignée du projet initial. Sur le plan financier d'abord. C'est la collectivité qui avait, dès le départ, supporté les frais d'expropriation de parcelles contiguës et participé pour une part disproportionnée au financement des équipements publics (groupe scolaire et centre médico-social). Sur le plan humain, ensuite. Le promoteur ayant usé de tous les prétextes pour se soustraire à ses engagements, proposait à la location des appartements de standing. Seule pouvait s'acquitter de loyers élevés une clientèle dans laquelle les catégories professionnelles supérieures étaient sur-représentées. Une très faible partie de cette population était originaire de Villeurbanne et s'installait à titre transitoire sur la commune, sans souci de s'y intégrer. Elle était d'ailleurs employée majoritairement hors de la commune et la vie de la Perralière s'apparentait à celle d'une cité-dortoir. Les bureaux principaux pourvoyeurs d'emplois, dépendaient de sociétés extérieures et leurs services ne répondaient que fortuitement à la demande locale.

##### La route de Vaulx
Les conditions étaient assez différentes sur l'axe de l'ancienne route de Vaulx renommée rue Roger Salengro. La présence de l'industrie était moins despotique, les ambitions plus limitées et moindres étaient les contraintes d'insertion dans le tissu urbain. Mais tout au long de cette artère, les agences immobilières ont été à l'œuvre et les lotissements de maisons individuelles ont fait place aux immeubles sur un rythme qu'on a pu comparer à un véritable raz-de-marée. En s'éloignant du quartier des Charpennes à la sortie duquel Guicher-et-Coste employait encore des centaines de salariés à l'habillement haut de gamme sous la prestigieuse marque Bayard, un premier exemple est fourni par l'ensemble Courteline avec ses 136 logements. Pour libérer l'hectare nécessaire correspondant à une ancienne cité ouvrière, il a fallu tout de même reloger 48 ménages. L'opération Lyon II est de plus grande ampleur. La fermeture de l'usine de teinture Pervilhac n'a pas suffi à libérer les 3,2 hectares dans lesquels ont été inclus 7 000 m2 d'anciens lotissements. Dans cet ensemble Jardin des Arts, treize petits immeubles ont accueilli près de 400 ménages, 2 000 m2 de bureaux et une surface commerciale équivalente. En poursuivant vers l'est dans le quartier Croix-Luizet , l'insertion dans le projet urbain global a été plus compliqué pour le cas des Tamaris où le promoteur Paribas entendait œuvrer sur plus de 5 hectares et construire 675 logements. En plus des jardins, petits pavillons et terrains vagues l'exécution du projet supposait de mordre sur une place publique et la mairie était donc forcément impliquée sans parler de la traversée projetée d'une voie rapide. Après avoir envisagé le montage d'une ZAC, l'entente a pu se faire à l'amiable sur un espace plus réduit dont 2 hectares ont été récupérés pour la construction d'un Collège technique.

##### À l'ouest du nouveau

###### Le Grand Camp devient Campus
C'est dans la partie occidentale de la commune que cette évolution vers le tertiaire a été particulièrement spectaculaire. L'armée qui avait fait l'acquisition de ce vaste espace au milieu du XIXe siècle au temps de la cavalerie n'en avait plus l'utilité, ni comme terrain de manœuvres ni pour le maintien d'un champ de tirs en pleine agglomération. Dans l'Entre-deux- guerres avait été créée une station pour les communications hertziennes avec l'Outremer. Ses huit gigantesques pylônes étaient visibles de toute l'agglomération et leur emprise mobilisait la moitié du Grand Camp sans trop gêner le maintien d'un stand de tirs pour sportifs. De cet héritage ne devait plus subsister qu'à l'extrême est un cimetière militaire national installé en 1945. L'utilisation par l'armée d'un tel espace est apparu encore plus anachronique lorsque a été rasée la caserne de la Part-Dieu pour faire place à un grand centre d'affaires au début des années 1960. À la même époque l'Université, à l'étroit sur le quai Claude Bernard au cœur de Lyon, était à la recherche de terrains assez vastes pour faire face à l'afflux d'étudiants. La mode était aux Campus, à l'américaine. L'État était propriétaire des 40 hectares du Grand Camp et pour la première fois, sans doute, la municipalité de Villeurbanne ne pouvait que se féliciter d'une opération de décentralisation hautement valorisante. C'est cependant par l'installation du CREPS (Centre Régional d'Éducation Physique et Sportive) sur le terrain de l'hippodrome fermé en 1964 que la reconversion a commencé du côté ouest tandis qu'à l'est s'installait un des premiers INSA (Institut National des Sciences Appliquées) de France. En 1965 commença dans la partie centrale la construction des grandes barres de l'Université des Sciences Claude Bernard. Le site du Grand Camp devait au fil des ans héberger plusieurs institutions vouées à la recherche.

###### Le Tonkin

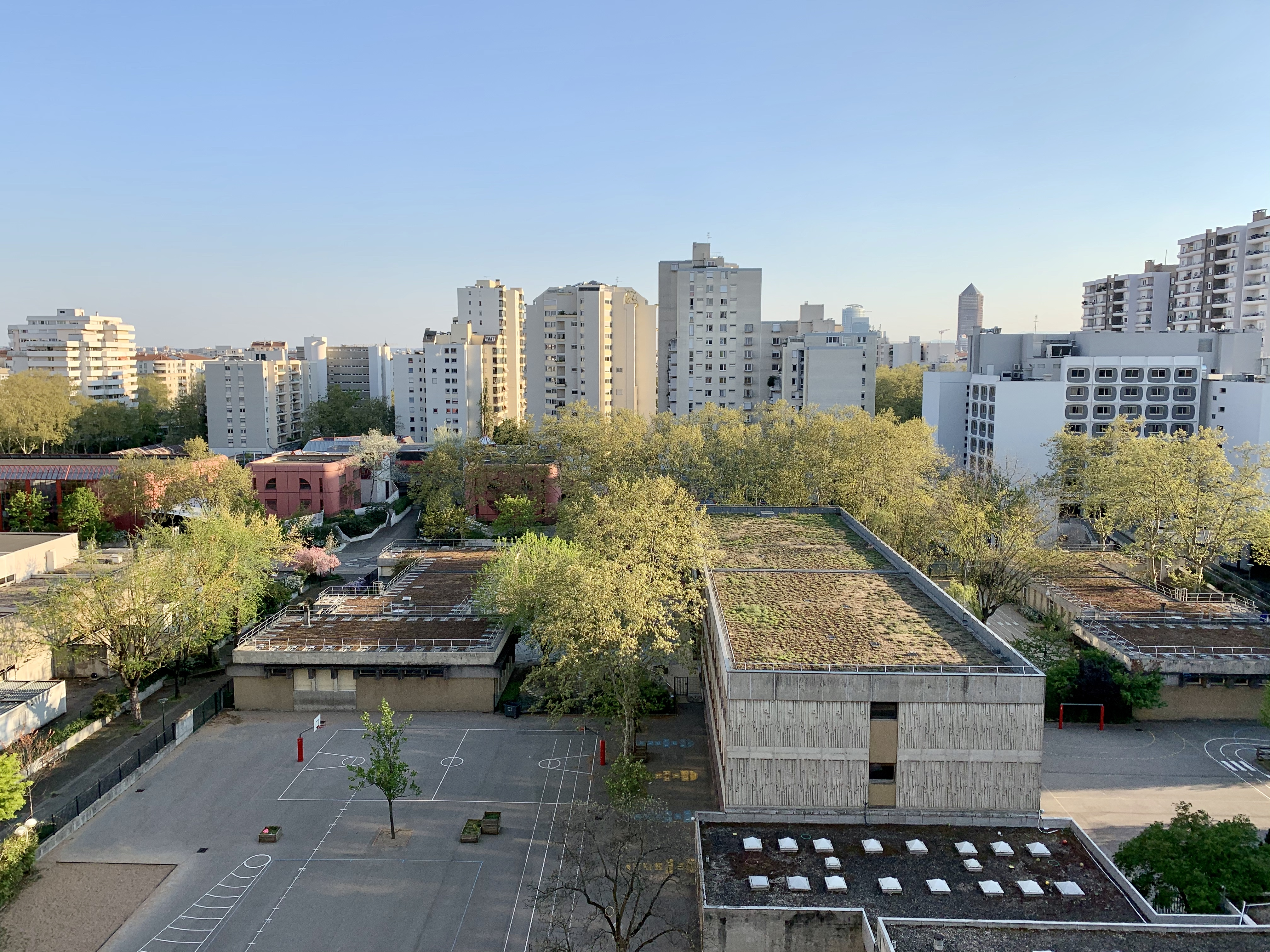
Quartier du Tonkin.

La présence du Tonkin intercalé entre le quartier lyonnais très bourgeois des Brotteaux et le pôle universitaire de la Doua est apparue de plus en plus paradoxale. Une exposition universelle avait été organisée par la Chambre de commerce de Lyon en 1895 dans les années qui suivaient la conquête du Tonkin par la France à une époque où les soyeux entretenaient des relations très suivies avec l'Extrême-Orient. La voie ferrée étant encore facile à franchir vers le parc de la Tête d'Or dont le quartier portait alors le nom, y avait été construit un village imitant ceux de cette conquête coloniale. En témoigneraient également des noms de rues (du Tonkin, Son-Tay, Hanoï) et celui de la place du commandant Rivière. Rien ne contrastait plus avec cette appellation exotique que la vie en vase clos de ses 5 000 habitants. Dans la trame viaire géométrique imposée par les Hospices civils, propriétaires, vivait une population misérable dans de précaires bicoques en pisé. Peu de choses avait changé au milieu du XXe siècle. En 1973, les ouvriers dont la moitié d'OS, compteraient encore pour près des trois quarts des catégories sociales à quoi s'ajoutaient 17 % de retraités et invalides. Les étrangers, surtout d'origine italienne mais installés de longue date représentaient 38 % de la population. On ne s'aventurait pas sans appréhension dans ce milieu malfamé si ce n'est pour son marché aux puces.
La faible densité d'occupation et le mauvais état des constructions plaidaient en faveur d'une révision de l'affectation de ce territoire. Étienne Gagnaire, élu maire en 1954 sous l'étiquette socialiste en était pleinement conscient et, pour répondre à l'inquiétude de la population et de son Comité de Défense du Tonkin constitué en 1953, il déclarait en tout début de mandat, le 1er juillet 1954 : « Le choix est fait de construire des habitations convenables et de supprimer les taudis. Le secteur concerné est celui qui compte le moins d'habitants à reloger, sachant qu'il a toujours été entendu qu'aucun locataire ne serait évincé sans que lui soit offert un logement ». Plus positivement, il présentait le projet de rénovation comme « destiné à développer la prospérité de ce quartier et à lui rendre sa vocation essentielle de résidence de choix ». Ces belles promesses présupposaient résolu le problème de la maîtrise du foncier . Quand le temps fut venu de les concrétiser, le pouvoir de décision n'appartenait plus à la seule municipalité de Villeurbanne. Dans un premier temps, les négociations avec les Hospices Civils de Lyon avaient été entreprises par la Société d'Equipement de la Région Lyonnaise (SERL), dès sa fondation en 1957, au nom des collectivités locales dont elle était le bras opérationnel. C'est elle qui avait procédé aux premiers achats de terrains en 1963. En 1966 la loi avait fait obligation aux communes de l'agglomération de se constituer en communauté urbaine et cette obligation était devenue effective en 1969. Elle seule désormais avait compétence pour la réalisation des grandes opérations d'aménagement. La propriété des terrains acquis par la SERL lui a été transférée à cette date.
La construction du nouveau Tonkin devait se dérouler en trois phases. Pendant la première, entre 1967 et 1973, ont été construits des immeubles de grand standing le long de rues portant des noms d'artistes du monde du cinéma (Charlie Chaplin, John Ford, Louis Malle, Roberto Rosselini, Buster Keaton, Georges Mélies) ou évocateurs d'aventure comme les Vikings. Dans ces immeubles cossus il n'y avait plus place pour les anciens habitants relogés dans des logements sociaux en périphérie de la commune ou dans les ZUP de l'est lyonnais. Les nouveaux venus appartenaient aux catégories socio-professionnelles favorisées : cadres supérieurs (34 %) ; cadres moyens (26 %) employés (18 %). La classe ouvrière qui ne comptait plus que pour 7 % avait été pratiquement exclue ainsi que les personnels de service. Ateliers et usines ont disparu au profit des bureaux. Mesurés en mètres carrés et sur l'ensemble de la commune, ils étaient concentrés au Tonkin pour un cinquième et, ils y compteront pour la moitié dans les années 1980.
Le quartier a été pourtant doté de tous les équipements prévus pour toutes les commodités de la vie. C'est vrai pour les équipements publics déjà édifiés ou programmés en matière d'enseignement avec deux groupes scolaires primaires et un CES et le patronat n'est pas en reste puisqu'il y construit une annexe de sa Société d'Enseignement Professionnelle du Rhône (SEPR). Il en est ainsi également sur le plan social et médical : dès 1974, la clinique du Tonkin acquiert une réputation de haute qualité tandis qu'est entreprise, à proximité, une extension de l'hôpital des Charpennes. De tels investissements ont été financés grâce à la générosité des collectivités communale ou communautaire qui ont consenti un effort très supérieur à celui réservé aux grands ensembles de banlieue.

### Le temps du partenariat (1977-2020)

#### Le tournant politique: un départ favorable (1977-1990)
Les élections municipales du 13 mars 1977 marquent un tournant décisif dans l'histoire de Villeurbanne avec la victoire du Parti socialiste et l'élection à la mairie de la forte personnalité de Charles Hernu. Après son décès intervenu lors de son deuxième mandat en 1990, le parti socialiste a su conserver le pouvoir sous les mandatures de Gilbert Chabroux (1990-2001, interruption Terracher de 1997 à 1998) et de Jean-Paul Bret qui cède sa place au terme de son quatrième mandat en 2020 à Cédric Van Styvendael. Le parti socialiste entendait mettre fin par une nouvelle politique volontariste aux 23 ans de centrisme gestionnaire qui avaient caractérisé la politique d'Étienne Gagnaire. « Une page d'histoire [serait ainsi] tournée qui avait vu s'estomper la différenciation voulue et consciente » grâce à la municipalité socialiste. Deux leviers étaient disponibles pour retrouver les chemins perdus de la différenciation : sur le plan économique, tenter de contrarier le mouvement de désindustrialisation ; sur le plan social, revenir à une politique du logement en faveur des classes à revenus modestes. Par ces deux moyens serait évitée la fuite de la population ouvrière qui était son support électoral traditionnel. C'est à l'aune de la réussite de cette politique qu'il convient de juger du succès ou de l'échec de cette politique.
On pouvait augurer favorablement du succès de cette réorientation à partir des moyens mis en œuvre sous le premier mandat de Charles Hernu (1977-1981). Un faisceau de mesures visait à la relance de l'industrie. Le plan d'Occupation des Sols élaboré au temps de Gagnaire, a été révisé de telle sorte que les anciens terrains occupés par l'industrie lui soient obligatoirement réaffectés. Six parcs industriels ont été ainsi aménagés : quatre municipaux et deux privés. Par leurs dimensions modestes et leur localisation judicieusement répartie entre la Doua et Château Gaillard au cœur des quartiers populaires ils devaient être à même de faciliter les déplacements de la main-d'œuvre. Les entreprises nouvellement installées feraient l'objet d'une sélection en fonction de critères établis par le B.V.R.D (Bureau villeurbannais de développement industriel) : refus des industries polluantes, priorité à celles des secteurs de pointe, porteuses d'emplois nouveaux dont les capacités tant technologiques que sociales sont évidentes. Un grand soin serait apporté également à la formation professionnelle des jeunes selon les règles élaborées par le PIL (Programme d'intérêt général).
La reprise de la politique du logement social s'est traduite par un certain nombre d'opérations. On citera comme particulièrement exemplaires deux d'entre elles dans les secteurs centraux de la ville. Premièrement celle conduite sur le terrain de l'ancienne usine J-B Martin après son rachat par la ville : y ont trouvé place non seulement des logements sociaux mais le jardin public des Droits de l'Homme ; y a été relocalisée l'École des déficients visuels tandis que la maison du directeur était transformée en centre d'accueil pour personnes âgées. De même, la suppression de la centrale de chauffage urbain a permis la création de constructions sociales en même temps que d'une nouvelle poste, de la Trésorerie Générale ainsi que l'agrandissement d'un groupe scolaire. Le développement du Tonkin en voie de gentrification devait également être infléchi dans le sens de la diversification sociale. Au bas de la butte de Cusset, il a fallu procéder à la démolition des immeubles de la cité Simon à l'état de taudis pour une complète rénovation dans la verdure du jardin « des Mille-Couleurs ». En limite de la ville, un nouveau programme de logements sociaux a été lancé dans le quartier des Brosses.

#### Dans la durée: des données contraignantes

##### L'essor démographique
Avec 116 872 habitants en 1990 contre 116 535 en 1975, on peut parler de stagnation pendant les mandatures d'Étienne Gagnaire. L'essor démographique accéléré surtout depuis le début du XXIe siècle n'était pas prévisible. Avec 149 019 habitants en 2016, Villeurbanne est passé du 27e au 20e rang des communes françaises. Lorsque Victor Augagneur, nouvellement élu en 1901 à la mairie de Lyon décidait d'annexer Villeurbanne, Frédéric Faÿs faisait figure de David face à Goliath : sa ville comptait 29 000 habitants qui ne pesaient qu'un seizième des 459 000 Lyonnais. Si nous nous reportons à la période contemporaine, la population actuelle de Villeurbanne est 3,5 fois moins nombreuse que celle de Lyon (516 000). L'écart est encore allé en se réduisant depuis 1975 où le rapport était de 1 à 4 (116 000 Villeurbannais pour 457 000 Lyonnais).

##### La réorganisation administrative
L'intercommunalité sur le territoire a commencé par des collaborations syndicales puis via la loi de 1967, une communauté urbaine : la COURLY (COmmunauté Urbaine de la Région Lyonnaise) est créée en 1969 renommée par la suite Grand Lyon. En 2014, Le Grand Lyon devient la Métropole de Lyon par laquelle lui sont transférées toutes les compétences jusqu'alors réservées au département.

##### Transports en commun
Dès 1969, en application de la loi de 1966, l'organisation des transports relevait de la COURLY . Le réseau TCL (Transports en Commun de Lyon) fonctionne sous l'autorité du SYTRAL (Syndicat des Transports de l'Agglomération Lyonnaise). La logique radiale a été classiquement adoptée lors de la mise en service du métro à partir de 1978. C'est la ville de Lyon qui est au centre du système avec la particularité d'un double cœur. À cette date, en effet, la ligne A, de Perrache à Bonnevay sur le boulevard de ceinture qui reprend le tracé de l'ancienne ligne de tramway n°7 traverse de part en part la commune de Villeurbanne où elle est jalonnée par six stations dont celle des Gratte-Ciel. La ligne B ouverte, à la même date, établit la liaison entre le centre d'affaires de la Part-Dieu, ce deuxième cœur de Lyon nouvellement créé en 1975, et Villeurbanne par un court embranchement greffé sur la ligne A au niveau de la station des Charpennes. Vingt ans plus tard, les villes françaises ont redécouvert les vertus du tramway qui allie les avantages de la desserte d'un grand nombre de passagers et d'un coût modéré des infrastructures par rapport au métro. Le tracé de la première ligne créée en 2001 Debourg-La Feyssine obéit à la même logique radiale qui privilégie la relation entre le centre lyonnais de la Part-Dieu et le Campus universitaire en desservant au passage le quartier du Tonkin entièrement rénové. En 2020, le réseau s'est étoffé, dans notre secteur, de deux nouvelles lignes de tramway. Le tracé de la ligne T4, va de La Doua à l'Hôpital de Feyzin-Vénissieux. Sa partie nord, parallèle au départ avec la ligne T1, est au cœur du Tonkin dont elle renforce la relation avec le secteur de la gare de la Part-Dieu ouverte en 1983. La ligne T3 l'avait précédé de trois ans (2006). Elle conduit de la Part-Dieu à Meyzieu dans la deuxième couronne de la banlieue est. Elle emprunte le tracé de l'ancienne ligne de chemin de fer de l'est lyonnais fermée au trafic depuis 1954 et traverse donc Villeurbanne sur sa marge orientale. Le Rhône-Alpes express qui dessert l'aéroport de Lyon-Saint-Exupéry profite des mêmes infrastructures depuis 2010. Il ressort de cette énumération que les lignes de force du réseau de transport de l'agglomération sont bien des radiales à partir des deux cœurs de Lyon, Presqu'île ou Part-Dieu. L'examen du réseau d'autobus ne vient pas infirmer cette conclusion : la ligne maîtresse n° 3 prend naissance aussi au cœur de Lyon, du Vieux Lyon cette fois, puisqu'elle a son départ à la gare Saint-Paul en direction de Vaulx-en-Velin. Elle reprend le trajet d'une autre ancienne ligne de tramway par les cours Lafayette et Tolstoï et la place Grandclément.
Cette forte polarisation vers le cœur de Lyon, dans le sens ouest-est donc, contraste avec le sous-équipement du réseau en voies transversales nord-sud. La masse compacte des constructions n'est aérée par aucune grande artère reliant basse et haute terrasse. L'avenue Barbusse, la prestigieuse artère du quartier des Gratte-Ciel, ce cœur de la ville vient butter au nord contre le cours Emile-Zola et se termine en cul-de-sac devant la mairie. Ce n'est pas vers elle que convergent les rues des quartiers alentour dont le canevas est en quadrillage. En fait de transports en commun, la seule ligne d'autobus 38 sinue dans le lacis des rues qui conduisent vers le troisième arrondissement de Lyon avec aboutissement devant l'hôpital de Grange-Blanche. En 1976, un service "spontané" d'autobus fut même mis sur pied par les usagers du quartier des Buers en direction du centre, après de multiples tentatives infructueuses du comité de quartier auprès des TCR.

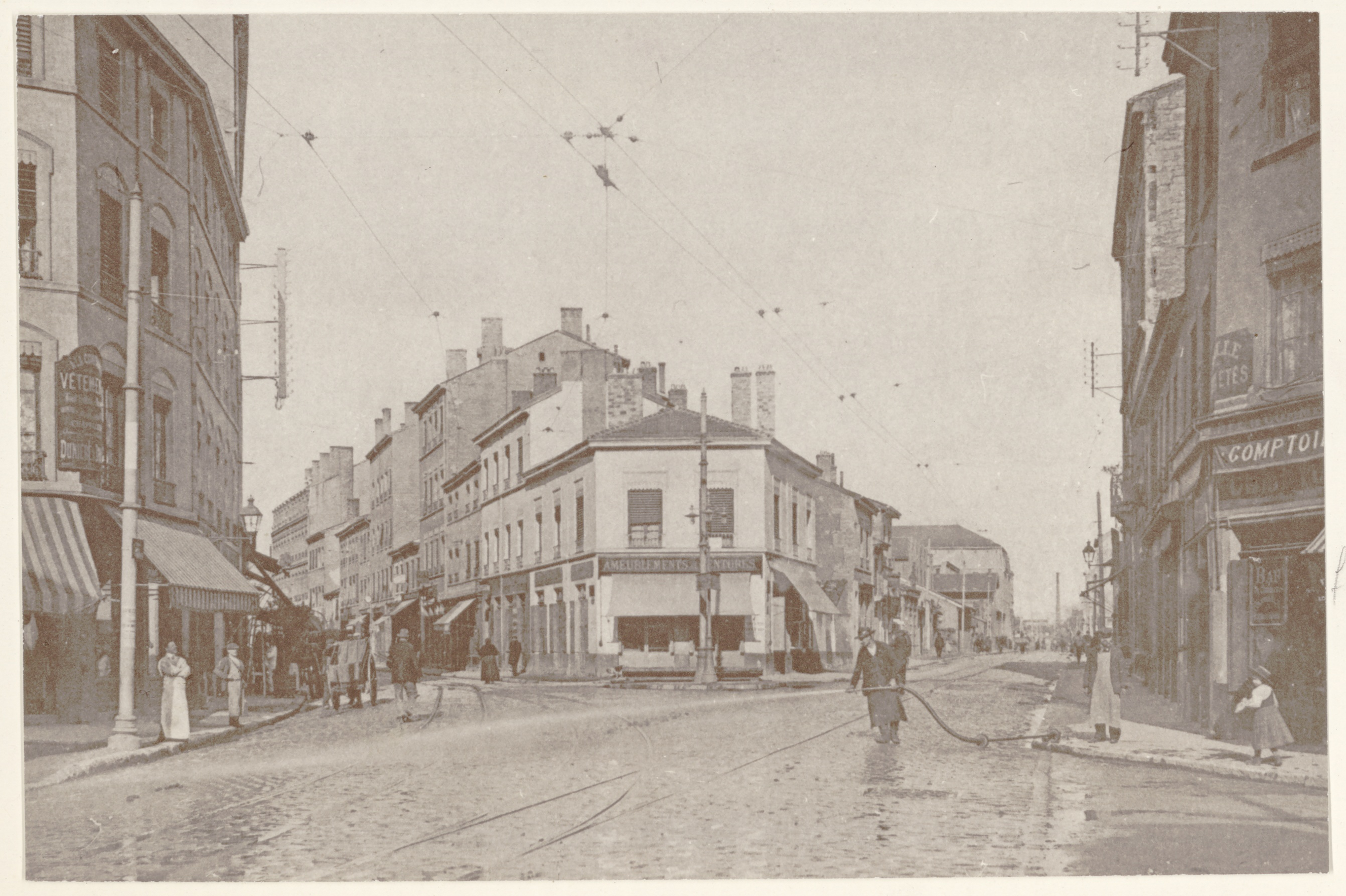
Ancienne Place de la Bascule, à l'emplacement de l'actuelle place Charles-Hernu

##### Divers
En 1927, Lazare Goujon lance la construction du quartier gratte-ciel. C'est à la fois un programme social et un programme urbanistique créant un nouveau centre, en vue d'accélérer la fusion des villages constitutifs. Ce quartier accueille en 1934 l'hôtel de ville en remplacement de l’ancien situé place Jules-Grandclément, inauguré le 2 février 1904. Dans les années 1930 , Henri Seguin, fils de tué de Verdun crée son entreprise de bronzes d'Art, qui fournira les éclairages de nombreuses Mairies par la suite, après la guerre de 1939/45, époque où il se terre à Lyon, au bout du cours Henri (devenu cours du Docteur Long), artisan le jour et FFI la nuit avec son beau-frère ancien marin.
En 1944, lors de l'insurrection de Villeurbanne, la ville est libérée par les FTP-MOI et l'Union des juifs pour la résistance peu avant l'arrivée des troupes débarquées en Provence, puis reprise par les Allemands, et de nouveau libérée. Pendant la Seconde Guerre mondiale, de nombreux Résistants furent arrêtés par une Gestapo criminelle dirigée par Barbie, entre Villeurbanne et Montchat (tel le Docteur Long), les réseaux résistants ayant des antennes dans tous les quartiers de la métropole.
L'action des municipalités dans le développement de l'enseignement primaire et professionnel à Villeurbanne lors de la première moitié du XXe siècle joue un rôle important dans les carrières ultérieures des enfants de la commune.

## Politique et administration

### Rattachements administratifs et électoraux

#### Rattachements administratifs
La commune se trouve depuis 1852 dans l'arrondissement de Lyon du département du Rhône.
Elle faisait partie de 1801 à 1852 du canton de Meyzieu, puis, de 1852 à 1854 du canton de la Guillotière, année où la ville devient le chef-lieu du canton de Villeurbanne. Celui-ci est scindé par le décret du 10 janvier 1964, avec la création des cantons de Villeurbanne -Sud et de Villeurbanne-Nord. Un nouveau découpage intervient par le décret du 20 janvier 1982, qui crée un troisième canton, celui de Villeurbanne-Centre. Dans le cadre de la création de la métropole de Lyon, cette circonscription électorale disparaît le 1er janvier 2015.
Villeurbanne dispose d'un tribunal de proximité (tribunal d'instance) dans le quartier de Gratte-Ciel.
Cinq consulats étrangers sont installées sur le territoire de la commune : la Suisse, l'Espagne, le Japon, le Togo et l'Irlande.

#### Rattachements électoraux
Pour les élections métropolitaines, la commune fait partie de la circonscription de Villeurbanne.
Pour l'élection des députés, elle fait constitue la sixième circonscription du Rhône.

### Métropole de Lyon
Villeurbanne était membre de la Communauté urbaine de Lyon (dite Grand Lyon et antérieurement COURLY), créée le 1er janvier 1969 par la loi 66-1069 du 31 décembre 1966 et qui succédait à des syndicats de communes créés antérieurement.
La loi du 27 janvier 2014 de modernisation de l'action publique territoriale et d'affirmation des métropoles (loi MAPTAM) crée au 1er janvier 2015 la métropole de Lyon, une collectivité à statut particulier issue d'une fusion entre la communauté urbaine et la partie du département du Rhône située dans le territoire de la COURNY. Cette nouvelle collectivité, dont est désormais membre la ville, remplace la communauté urbaine avec des compétences beaucoup plus étendues, avec notamment tout ce qui concerne l'action sociale, la petite enfance ou la gestion des collèges, qui étaient des compétences du département.

### Tendances politiques et résultats

#### Récapitulatif de résultats électoraux récents
| Scrutin              | 1er tour | 1er tour  | 1er tour | 1er tour | 1er tour     | 1er tour | 1er tour | 1er tour | 1er tour | 1er tour | 1er tour | 1er tour | 2d tour     | 2d tour     | 2d tour     | 2d tour     | 2d tour      | 2d tour     | 2d tour     | 2d tour     | 2d tour     | 2d tour     | 2d tour     | 2d tour     |
| Scrutin              | 1er      | 1er       | %        | 2e       | 2e           | %        | 3e       | 3e       | %        | 4e       | 4e       | %        | 1er         | 1er         | %           | 2e          | 2e           | %           | 3e          | 3e          | %           | 4e          | 4e          | %           |
| -------------------- | -------- | --------- | -------- | -------- | ------------ | -------- | -------- | -------- | -------- | -------- | -------- | -------- | ----------- | ----------- | ----------- | ----------- | ------------ | ----------- | ----------- | ----------- | ----------- | ----------- | ----------- | ----------- |
| Municipales 2014     |          | PS        | 41,50    |          | UMP          | 22,55    |          | FN       | 17,54    |          | EELV     | 15,81    |             | PS          | 45,46       |             | UMP          | 24,98       |             | FN          | 15,88       |             | EELV        | 13,65       |
| Européennes 2014     |          | PS        | 19,79    |          | FN           | 18,75    |          | UMP      | 17,75    |          | EELV     | 13,49    | Tour unique | Tour unique | Tour unique | Tour unique | Tour unique  | Tour unique | Tour unique | Tour unique | Tour unique | Tour unique | Tour unique | Tour unique |
| Régionales 2015      |          | PS        | 34,78    |          | UCD          | 22,14    |          | FN       | 21,05    |          | EELV     | 10,11    |             | UGE         | 51,70       |             | UCD          | 31,73       |             | FN          | 16,56       | Pas de 4e   | Pas de 4e   | Pas de 4e   |
| Présidentielles 2017 |          | EM        | 27,73    |          | LFI          | 26,48    |          | LR       | 16,59    |          | FN       | 13,11    |             | EM          | 79,50       |             | FN           | 20,50       | Pas de 3e   | Pas de 3e   | Pas de 3e   | Pas de 4e   | Pas de 4e   | Pas de 4e   |
| Législatives 2017    |          | LREM      | 36,69    |          | PS           | 16,54    |          | LFI      | 14,71    |          | LR       | 10,67    |             | LREM        | 60,18       |             | PS           | 39,82       | Pas de 3e   | Pas de 3e   | Pas de 3e   | Pas de 4e   | Pas de 4e   | Pas de 4e   |
| Européennes 2019     |          | LREM      | 22,87    |          | EELV         | 20,23    |          | RN       | 14,57    |          | PS       | 8,15     | Tour unique | Tour unique | Tour unique | Tour unique | Tour unique  | Tour unique | Tour unique | Tour unique | Tour unique | Tour unique | Tour unique | Tour unique |
| Municipales 2020     |          | PS        | 33,29    |          | EELV         | 27,48    |          | LREM     | 14,90    |          | RN       | 7,62     |             | UGE         | 70,37       |             | LREM         | 29,62       | Pas de 3e   | Pas de 3e   | Pas de 3e   | Pas de 4e   | Pas de 4e   | Pas de 4e   |
| Régionales 2021      |          | EELV      | 24,20    |          | LR           | 21,90    |          | PS       | 18,56    |          | LREM     | 12,91    |             | UGE         | 54,52       |             | LR           | 35,24       |             | RN          | 10,25       | Pas de 4e   | Pas de 4e   | Pas de 4e   |
| Présidentielles 2022 |          | LFI       | 37,88    |          | LREM         | 25,83    |          | RN       | 11,75    |          | REC      | 6,97     |             | LREM        | 75,98       |             | RN           | 24,02       | Pas de 3e   | Pas de 3e   | Pas de 3e   | Pas de 4e   | Pas de 4e   | Pas de 4e   |
| Législatives 2022    |          | LFI-NUPES | 41,30    |          | HOR-ENSEMBLE | 26,90    |          | RN       | 10,90    |          | PRG      | 6,57     |             | LFI-NUPES   | 55,54       |             | HOR-ENSEMBLE | 44,46       | Pas de 3e   | Pas de 3e   | Pas de 3e   | Pas de 4e   | Pas de 4e   | Pas de 4e   |

Villeurbanne est un bastion de la SFIO puis du Parti Socialiste depuis 1947[réf. nécessaire].
Lors du second tour des élections municipales de 2014 à Villeurbanne, la liste PS-PCF menée par le maire sortant Jean-Paul Bret obtient la majorité des suffrages exprimés, avec 16 662 voix (45,46 %, 41 conseillers municipaux élus dont 13 communautaires), devançant largement les listes menées respectivement par : 

- Jean-Wilfried Martin (UMP, 9 157 voix, 24,98 %, 7 conseillers municipaux élus dont 2 communautaires) ;

- Stéphane Poncet (FN, 5 823 voix 15,88 %, 4 conseillers municipaux élus dont 1 communautaire) ;

- Béatrice Vessiller (EELV-PG, 5 004 voix, 13,65 %, 3 conseillers municipaux élus dont 1 communautaire).

Lors de ce scrutin, 53,17 % des électeurs se sont abstenus.
Lors du second tour des élections municipales de 2020 à Villeurbanne, la liste PS-PCF-G.s- PP-LFI-PRG menée par Cédric Van Styvendael — qui bénéficiait du soutien du maire sortant  Jean-Paul Bret et de la fusion de la liste EELV du 1er tour menée par Béatrice Vessiller — obtient la majorité absolue des suffrages exprimés, avec 14 115 voix (70,37 %, 47 conseillers municipaux élus), devançant très largement celle LREM-MoDem-UDI-Agir menée par Prosper Kabalo (maire-adjoint sortant de J-P. Bret, 5 941 voix, 29,62 %,	8 conseillers municipaux élus).

Lors de ce scrutin marqué par la pandémie de Covid-19 en France, 75,11 % des électeurs se sont abstenus,.
Pour l'élection métropolitaine de 2020, les électeurs de Villeurbanne élisaient leurs représentants dans la circonscription de Villeurbanne. Au second tour, la liste EÉLV menée par Bruno Bernard — qui bénéficiait de la fusion de la liste PS-PCF-G.s-ND-PP du 1er tour menée par Cédric Van Styvendael — a obtenu la majorité absolue des suffrages exprimés, avec 13 157 voix (66,79 %, 15 conseillers métropolitains élus), devançant très largement celle LREM dissident-PRG menée par Prosper Kabalo (6 541 voix, 33,21 %, 2 conseillers municipaux élus).

Lors de ce scrutin, tenu dans les mêmes conditions sanitaires que le scrutin municipal, 75,55 % des électeurs se sont abstenus.

### Administration municipale
Compte-tenu de l'importance de la population de la ville, supérieure 150 000, le conseil municipal de Villeurbanne est constitué à partir des élections municipales de 2020 de 59 membres, y compris le maire et ses adjoints.

### Liste des maires
| Période      | Période                      | Identité              | Étiquette     | Qualité |
| ------------ | ---------------------------- | --------------------- | ------------- | --- |
| 1944         | 1944                         | Joanny Berlioz,.      | PCF           | Professeur d'allemand Député de la Seine (1936 → 1940) Maire d’Épinay-sur-Seine (1935 → 1940 et 1945 → 1947) |
| octobre 1944 | octobre 1947                 | Georges Lévy,         | PCF           | Médecin Député du Rhône (1919 → 1924 et 1936 → 1940) Conseiller général de Villeurbanne-Sud (1935 → 1940) |
| octobre 1947 | mai 1953                     | Lazare Goujon,        | SFIO          | Médecin Député du Rhône (1928 → 1936) Démissionnaire |
| mai 1953     | mars 1977                    | Étienne Gagnaire,     | SFIO puis PSD | Ouvrier métallurgiste Député du Rhône (1re circ) (1956 → 1958) Député du Rhône (6e circ) (1973 → 1978) Conseiller général de Villeurbanne (1961 → 1964) Conseiller général de Villeurbanne-Sud (1964 → 1979)                                                                    |
| mars 1977    | janvier 1990                 | Charles Hernu,        | PS            | Journaliste Député du Rhône (6e circ.) (1978 → 1986 puis 1988 → 1990) Député du Rhône (1986 → 1988) Ministre de la Défense (1981 → 1985) Décédé en fonction |
| janvier 1990 | mars 1997                    | Gilbert Chabroux,     | PS            | Professeur agrégé de sciences physiques Sénateur du Rhône (1995 → 2004) Conseiller régional de Rhône-Alpes (1992 → 1995) Conseiller général de Villeurbanne-Centre (1982 → 1992) Mandat 1995-2001 écourté pour « infraction à la législation sur le financement des campagnes » |
| mars 1997    | février 1998                 | Raymond Terracher     | PS            | Ingénieur Conseiller général de Villeurbanne-Centre (1992 → 2010) Démissionnaire |
| mars 1998    | mars 2001                    | Gilbert Chabroux,     | PS            | Professeur agrégé de sciences physiques Sénateur du Rhône (1995 → 2004) |
| mars 2001    | juillet 2020                 | Jean-Paul Bret        | PS            | Maître de conférence en botanique Député du Rhône (6e circ.) (1990 → 1993 puis 1997 → 2002) Conseiller régional de Rhône-Alpes (1986 → 1990) Vice-président de la Métropole de Lyon (2015 → 2020)                                                                               |
| juillet 2020 | En cours (au 5 juillet 2021) | Cédric Van Styvendael | PS            | Cadre dirigeant dans le secteur du logement social Vice-président de la Métropole de Lyon (2020 →) Chevalier de l’Ordre national du mérite |

### Démocratie participative
Conformément aux dispositions de la loi du 27 février 2002, dite loi Vaillant, relative à la démocratie de proximité et afin de rationaliser son organisation administrative, à compter de 1997, la ville a regroupé la gestion des quartiers en huit conseils : Charpennes / Tonkin, Buers / Croix-Luizet, Cusset / Bonnevay, Cyprian / les-Brosses, Perralière / Grandclément, Ferrandière / Maisons-Neuves, Saint-Jean et Gratte-ciel / Dedieu / Charmettes et à mettre en place des instances inter-quartiers thématiques.

### Sécurité

#### Police
Les effectifs de la police municipale de Villeurbanne sont de 39 agents en 2018.
Réticent à l'égard de l'efficacité alléguée de la vidéosurveillance, l'ancien maire Jean-Paul Bret avait doublé les effectifs de la police municipale, qui sont passés de 18 en 2001 à 40 en [2010. Parallèlement, l'État a réduit les effectifs de la police nationale (200 agents dans la commune en 2002, 152 en 2010).
Dans la ville, le nombre de procès-verbaux pour stationnement est en hausse, avec pas moins de 64 000 procès-verbaux dressés à Villeurbanne en 2016, mais le niveau de délinquance est marqué par une recrudescence, notamment dans certains quartiers.

#### Secours
Le service départemental métropolitain d'incendie et de secours du département du Rhône et de la métropole de Lyon (SDMIS) est chargé de la protection des personnes, des biens et de l'environnement sur la commune de Villeurbanne. Deux casernements sont établis à Villeurbanne : la caserne de la Doua et la caserne de Cusset.

### Jumelages
| \| Villeurbanne Altenbourg Moguilev Bat Yam Abanilla Abovyan El Eulma \| Localisation de Villeurbanne, Altenbourg · Moguilev, Bat Yam, Abanilla, Abovyan et El Eulma. |
| Villeurbanne Altenbourg Moguilev Bat Yam Abanilla Abovyan El Eulma |

Au 3 février 2010, Villeurbanne est jumelée avec :
- Altenbourg (Allemagne) depuis 1971[119]
- Moguilev (Biélorussie) depuis 1978[119]
- Bat Yam (Israël) depuis 1979[119]
- Abanilla (Espagne) depuis 1980[119]
- Abovian (Arménie) depuis 1990[119]
- El Eulma (Algérie) depuis 1990[119]

Par ailleurs, Villeurbanne a signé des accords de coopération avec les communes de Radom en Pologne en 2000, de Sfax en Tunisie en 2001, de la province de Ganzouzour au Burkina Faso et de la commune de Dire Dawa en Éthiopie en 2009.

## Population et société

### Démographie

#### Évolution démographique
L'évolution du nombre d'habitants est connue à travers les recensements de la population effectués dans la commune depuis 1793. Pour les communes de plus de 10 000 habitants les recensements ont lieu chaque année à la suite d'une enquête par sondage auprès d'un échantillon d'adresses représentant 8 % de leurs logements, contrairement aux autres communes qui ont un recensement réel tous les cinq ans,.

En 2022, la commune comptait 162 207 habitants, en évolution de +8,85 % par rapport à 2016 (Rhône : +3,93 %, France hors Mayotte : +2,11 %).
| 1793  | 1800  | 1806  | 1821  | 1831  | 1836  | 1841  | 1846  | 1851  |
| ----- | ----- | ----- | ----- | ----- | ----- | ----- | ----- | ----- |
| 1 617 | 1 654 | 1 834 | 2 136 | 2 826 | 2 998 | 3 677 | 4 252 | 5 395 |

| 1856  | 1861  | 1866  | 1872  | 1876  | 1881   | 1886   | 1891   | 1896   |
| ----- | ----- | ----- | ----- | ----- | ------ | ------ | ------ | ------ |
| 5 339 | 5 850 | 6 663 | 7 474 | 9 033 | 11 176 | 14 715 | 17 940 | 21 714 |

| 1901   | 1906   | 1911   | 1921   | 1926   | 1931   | 1936   | 1946   | 1954   |
| ------ | ------ | ------ | ------ | ------ | ------ | ------ | ------ | ------ |
| 29 220 | 33 890 | 42 526 | 56 110 | 63 775 | 82 038 | 81 322 | 82 399 | 81 769 |

| 1962    | 1968    | 1975    | 1982    | 1990    | 1999    | 2006    | 2011    | 2016    |
| ------- | ------- | ------- | ------- | ------- | ------- | ------- | ------- | ------- |
| 105 416 | 119 879 | 116 535 | 115 960 | 116 872 | 124 215 | 136 473 | 145 034 | 149 019 |

| 2021    | 2022    | - | - | - | - | - | - | - |
| ------- | ------- | - | - | - | - | - | - | - |
| 156 928 | 162 207 | - | - | - | - | - | - | - |

La ville de Villeurbanne est la deuxième commune de la métropole de Lyon et de la circonscription départementale du Rhône, la quatrième commune de la région Auvergne-Rhône-Alpes, la 20e commune la plus peuplée de France, et appartient à la deuxième unité urbaine de France. C'est aussi la plus grande commune française à n'être que chef-lieu de canton et à ne pas être une ville-centre.

#### Pyramide des âges
La population de la commune est relativement jeune. En 2020, le taux de personnes d'un âge inférieur à 30 ans s'élève à 45,8 %, soit un taux supérieur à la moyenne départementale (40 %). Le taux de personnes d'un âge supérieur à 60 ans (17,9 %) est inférieur au taux départemental (22,1 %).
En 2020, la commune comptait 75 334 hommes pour 79 447 femmes, soit un taux de 51,33 % de femmes, inférieur au taux départemental (51,9 %).
Les pyramides des âges de la commune et du département s'établissent comme suit :
| Hommes | Classe d’âge | Femmes |
| ------ | ------------ | ------ |
| 0,5    | 90 ou +      | 1,4    |
| 4,7    | 75-89 ans    | 7,3    |
| 9,7    | 60-74 ans    | 12,1   |
| 14,9   | 45-59 ans    | 15     |
| 21,6   | 30-44 ans    | 20,9   |
| 30,6   | 15-29 ans    | 26,9   |
| 17,8   | 0-14 ans     | 16,4   |

| Hommes | Classe d’âge | Femmes |
| ------ | ------------ | ------ |
| 0,7    | 90 ou +      | 1,7    |
| 6,2    | 75-89 ans    | 8,4    |
| 13     | 60-74 ans    | 14,2   |
| 18,4   | 45-59 ans    | 17,7   |
| 20,3   | 30-44 ans    | 19,5   |
| 21,8   | 15-29 ans    | 21,1   |
| 19,6   | 0-14 ans     | 17,4   |

### Enseignement

#### Primaire et secondaire

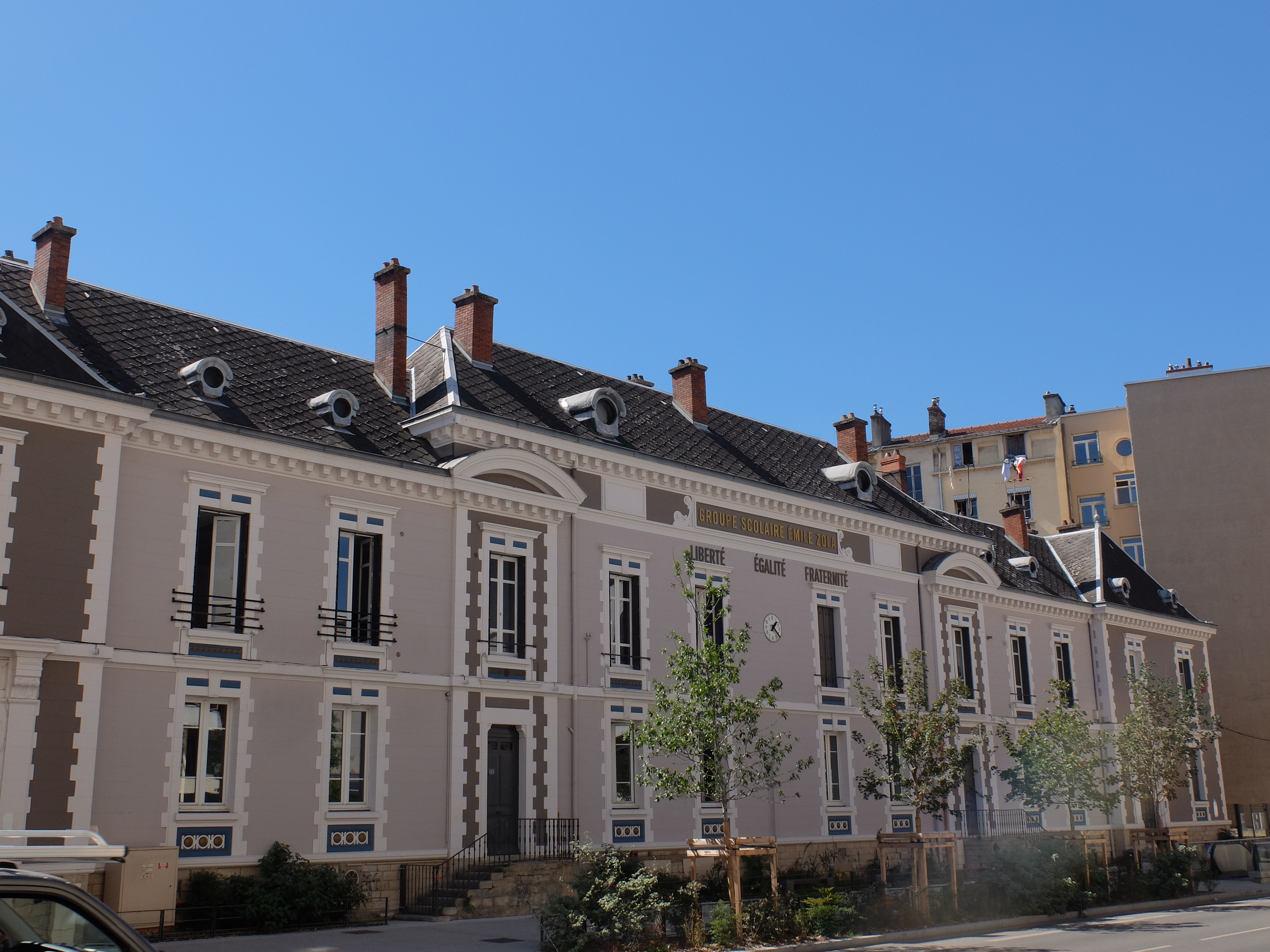
Groupe scolaire Emile Zola

Villeurbanne comporte 26 écoles maternelles, 24 écoles élémentaires, 9 collèges et 5 lycées.

#### Enseignement supérieur

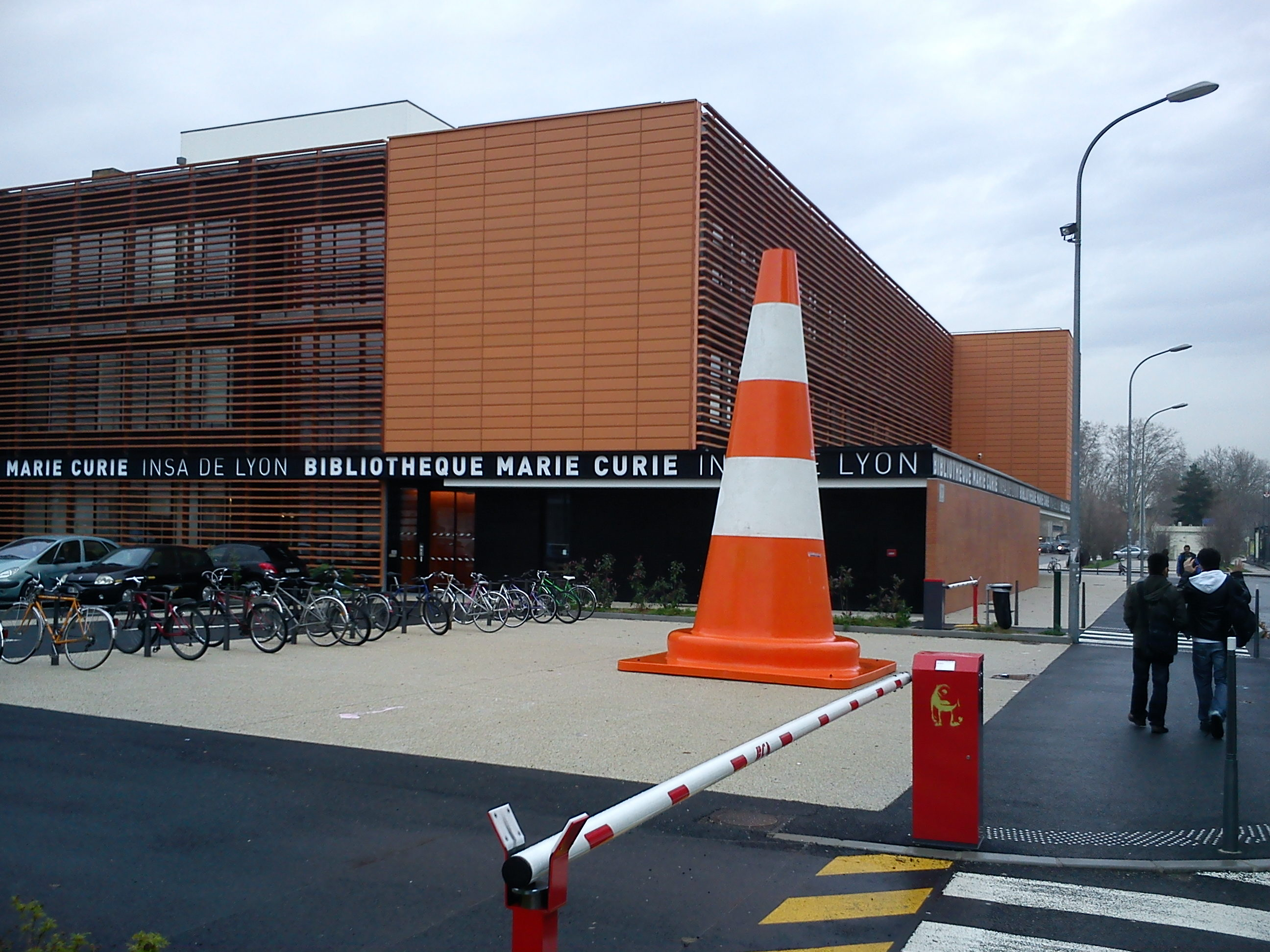
Bibliothèque de l'INSA de Lyon sur le campus de la Doua

Villeurbanne abrite le campus de la Doua, qui est le plus important site universitaire de l'agglomération lyonnaise. S'y trouvent notamment :
- l'Institut national des sciences appliquées de Lyon (INSA Lyon)
- l’Université Claude-Bernard-Lyon-I (UCBL)
- l’École nationale supérieure des sciences de l'information et des bibliothèques (ENSSIB)
- l’École polytechnique universitaire de l'université Lyon-I (EPU - Polytech Lyon)
- l’École supérieure de chimie, physique, électronique de Lyon (CPE)
- l'Institut universitaire de technologie (IUT)

Et hors du campus de la Doua :
- l'École Nationale de Musique de Danse et D'art Dramatique De Villeurbanne (ENM).
- l'École de Cinéma Factory, à Cusset.
- Un des cinq instituts régionaux d'administration (IRA), au Tonkin.

#### Institution Immaculée-Conception
L'institution Immaculée-Conception est créée en 1846 par la congrégation des Sœurs de la Providence de Corenc et selon les plans de la mère Sainte-Céleste, accueillant en 1854 un pensionnat catholique de jeunes filles jusqu'en 1905, date de la loi de séparation des Églises et de l'État où l'institution deviendra laïque. À la suite d'un accord avec l’État entre 1959 et 1962, l'institution redevient catholique. L'« Immac » est aujourd'hui un ensemble scolaire constitué d'une école primaire, un collège et un lycée.

### Manifestations culturelles et festivités

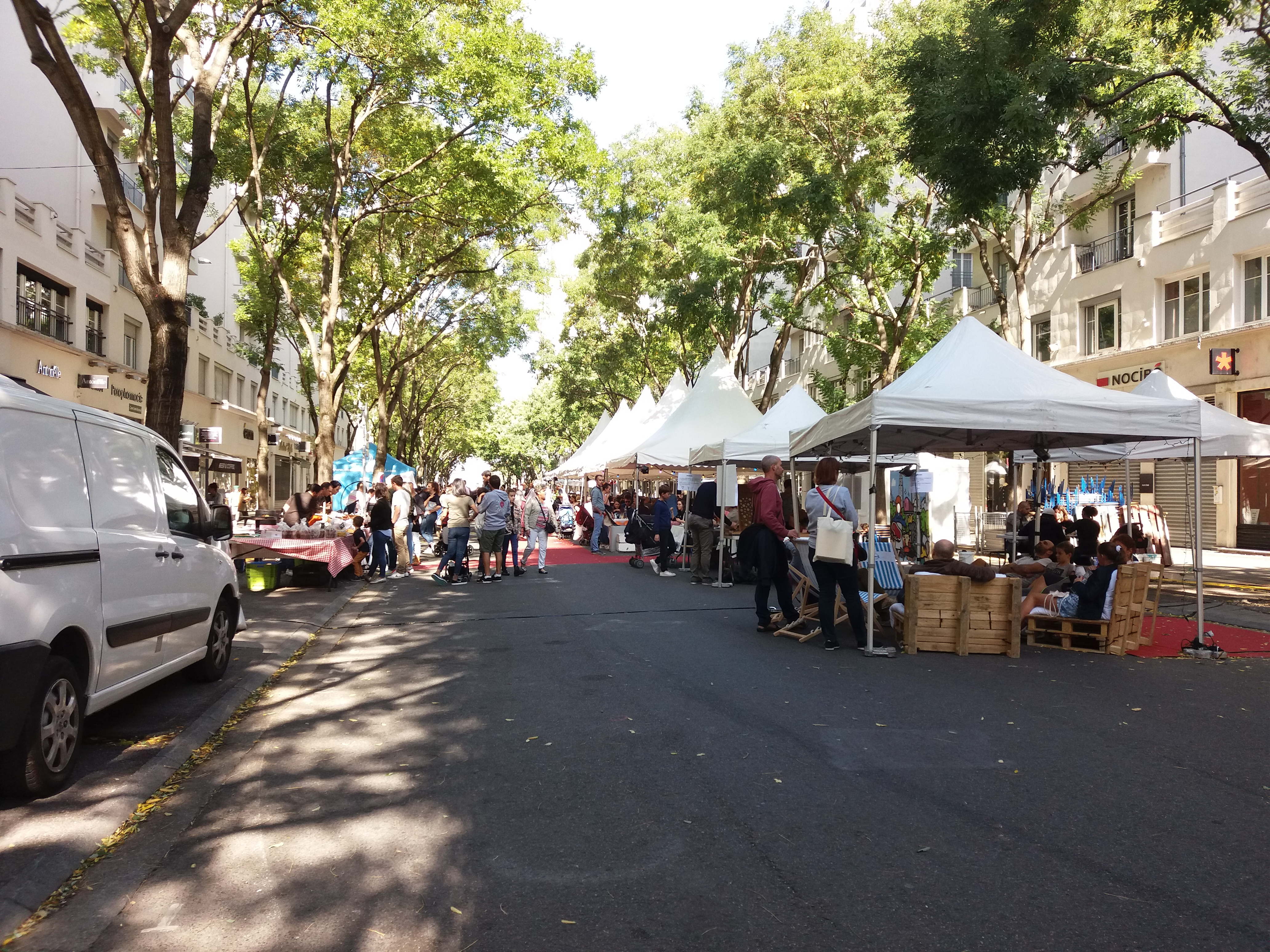
Événement sur l'avenue Henri Barbusse

- Événement sur l'avenue Henri BarbusseMars : Reflets du Cinéma ibérique et latino-américain, au Zola, cinéma d'art et d'essai d'architecture 1930
- Mars : les foulées de Villeurbanne, course pédestre
- Mars : Le Karnaval Humanitaire, festival solidaire sur le campus de la DOUA[125]
- Avril : Fête du livre jeunesse
- Avril : Le Reperkusound, festival de musique électronique[126]
- Mai : les bons plants de Villeurbanne, journées de découverte de l'environnement local
- Mai : Les 24 heures de l'INSA de Lyon, week-end de festivités diverses sur le campus de la Doua
- Mi-juin : Les Invites de Villeurbanne, festival de théâtre de rue
- Octobre : Festival Un Doua de Jazz
- Mi-novembre : Festival du film court de Villeurbanne

La ville est la première à bénéficier du label Capitale française de la culture, valable pour l'année 2022.

### Sports
La municipalité possède dix-neuf stades, treize salles de sports (dont trois de plus de mille cinq cents places), quatre boulodromes, trois piscines, cinq murs d’escalade et une dizaine de terrains de proximité. La ville compte plus de 200 clubs sportifs.

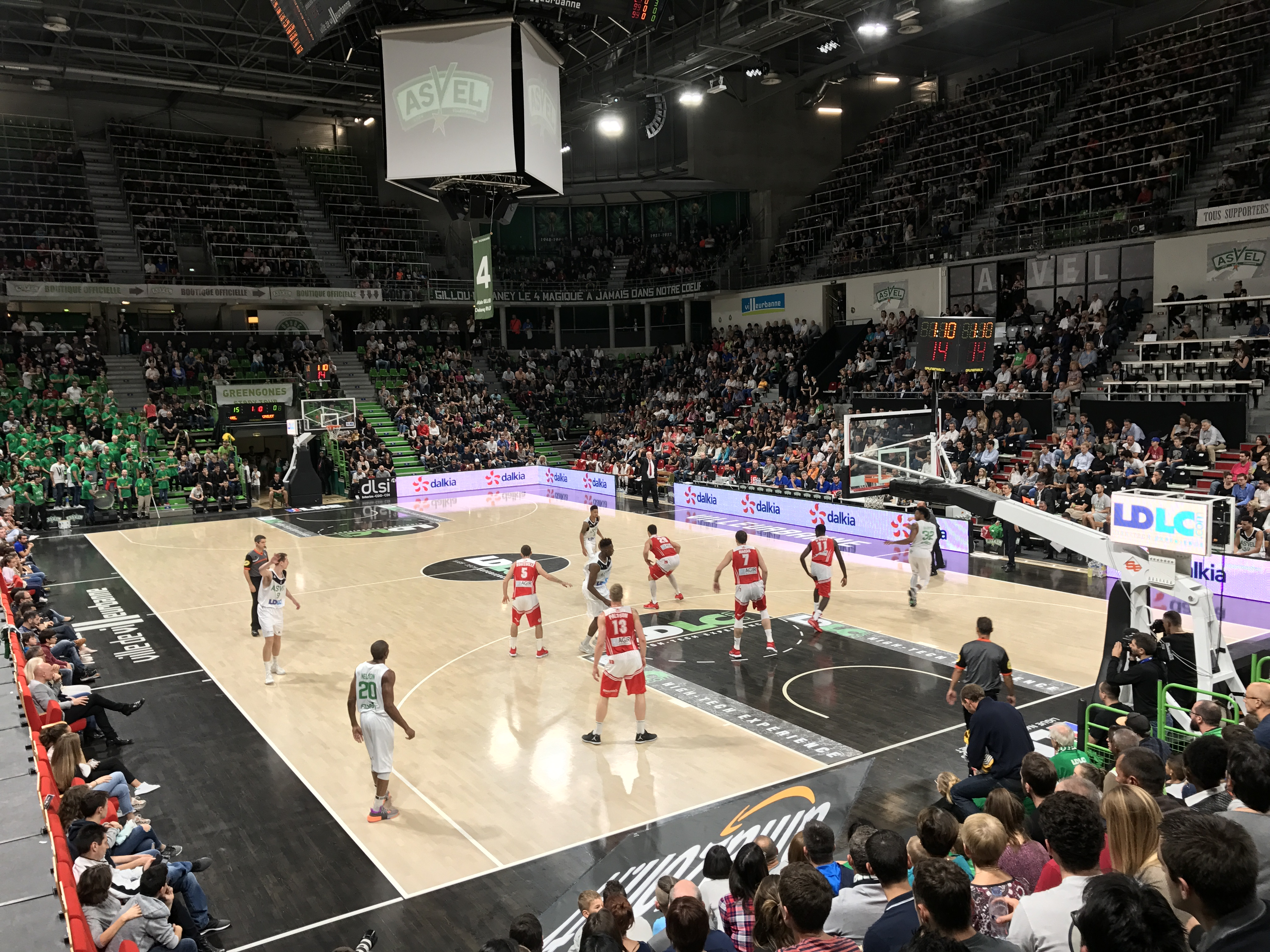
Match de l'ASVEL en 2017 au sein de l'Astroballe

La ville de Villeurbanne héberge un club omnisports, l'Association sportive de Villeurbanne Éveil lyonnais (ASVEL), dont la section basket évolue depuis longtemps en Pro A et a remporté 17 titres de champion de France de basket. L'équipe joue dans le salle de l'Astroballe.
Le Lyon-Villeurbanne Rhône XIII (Les Lions, jouant au Stade Georges-Lyvet) est un club de rugby à XIII évoluant en deuxième division (l'Élite 2).
L'ASUL Ultimate est un club d'Ultimate-frisbee évoluant dans l'élite nationale (Division 1 Mixte).
Le C.A.M.N. de Villeurbanne est un club d'athlétisme qui fut créé par des sportifs, dont le Président Thibaudier en a été le responsable au XXe siècle. On y retrouva de nombreux champions du lyonnais de sprint et demi-fond, et deux championnes d'Europe de 100 mètres. Dans les créateurs, Jean Chaintreuil, ancien du L.O.U., reste un des plus connus, à la fois sportif, responsable et entraîneur. Louis Challandon fut entraîneur dans les années 1960, et c'est l'entraîneur Pelletier qui a généré les derniers accords entre clubs comme l'ASVEL Athlétisme, ou Miribel-Ain.
Au mois de mars chaque année, la ville organise les foulées de Villeurbanne, une course de 10 km et une autre de 5 km à travers la ville. En 2019, l'ASVEL est prise totalement en mains par l'international Tony Parker.

### Santé
Villeurbanne est bien doté en équipement de santé, notamment :
- L'hôpital des Charpennes, dans le quartier éponyme. Il fait partie du Groupement Hospitalier Centre des Hospices civils de Lyon (HCL).
- Le Médipôle Lyon-Villeurbanne, ouvert en 2019, dans le quartier de Cusset-Léon Blum. D’une capacité d’accueil de 740 lits et places, il constitue l’un des plus grands établissements de santé privé de la région et regroupe plus de 50 spécialités médicales et chirurgicales sur un site unique.
- La clinique Notre-Dame[128], dans le quartier de Grandclément, a pour vocation le traitement de la psychopathologie féminine.

### Cultes

#### Catholicisme
Du point de vue du culte catholique, la ville de Villeurbanne relève de l'archidiaconé de Lyon et du diocèse de Lyon.
Elle comporte plusieurs paroisses : Sainte-Madeleine-des-Charpennes, Notre Dame de la Fraternité, le Cœur-Immaculé-de-Marie, la Nativité, le Saint-Curé-d'Ars.

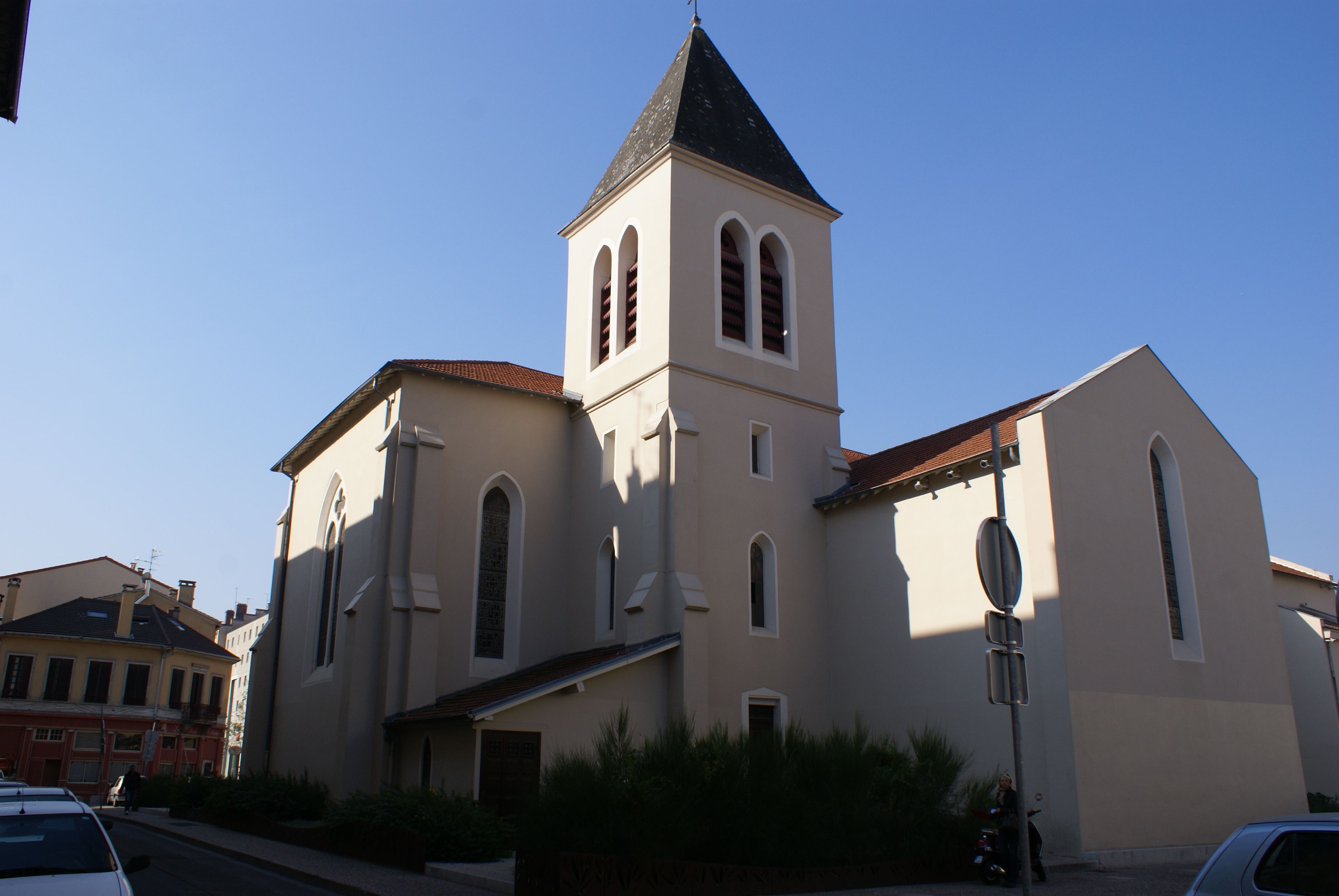
Église Sainte-Madeleine des Charpennes.

- Église Sainte-Madeleine, place Wilson aux Charpennes-Tonkin.
- Église de la Nativité-de-Notre-Dame, place Jules Grandclément.
- Église de la Sainte-Famille, rue Sainte-Famille de la Croix Luizet.
- Église Sainte-Thérèse-de-l'Enfant-Jésus, avenue du 4 Août 1789.
- Église du Saint-Curé-d'Ars, rue Jules Guesde.
- Église Saint-François-Régis, rue Branly.
- Église Saint-Julien de Cusset, cours Émile Zola.
- Église Saint-Pierre Chanel, rue du Caporal Morange, démolie.
- Église du Cœur-Immaculé-de-Marie, rue Richelieu, démolie en 2016.
- Église Notre-Dame-de-l'Espérance, rue Francis de Pressencé, démolie en août 2018.
- Chapelle de la clinique Notre-Dame, place Jules Grandclément.
- Chapelle Saint-Jean.

#### Protestantisme
Le protestantisme est représenté par l'Église Évangélique de Réveil de Villeurbanne, rue Richelieu. Les autres églises évangéliques sont :
- Église évangélique Action biblique, rue Jean Voillot.
- Église évangélique de pentecôte, rue Jean Claude Vivant.
- Église protestante évangélique, Petite rue Pasteur.
- Église évangélique assemblée chrétienne, rue Jean Bertin.
- Église néo apostolique, Cours André Philip.
- Temple du Christ de la résurrection, rue Frédéric et Irène Joliot Curie.
- Église de la Nouvelle Alliance, rue Francis de Pressensé.
- Église évangélique MCI, rue Edouard Aynard.
- Temple réformé, rue Jean Claude Vivant, démolie.

#### Islam
On compte aussi 14 lieux de cultes musulmans, mosquées et salles de prière. Une grande mosquée, la mosquée Othmâne, rue Octavie, financée entièrement par les dons de fidèles, a été inaugurée en 2006. Elle peut accueillir environ un millier de personnes et compte également une bibliothèque ainsi qu’une école de langue arabe pouvant recevoir au moins 250 élèves.

#### Judaïsme
On compte aussi deux synagogues, rue Malherbe et rue des Mûriers. La synagogue Keren Or, de culte juif libéral, rue Jules Vallès est installée aux Charpennes.

#### Autres cultes

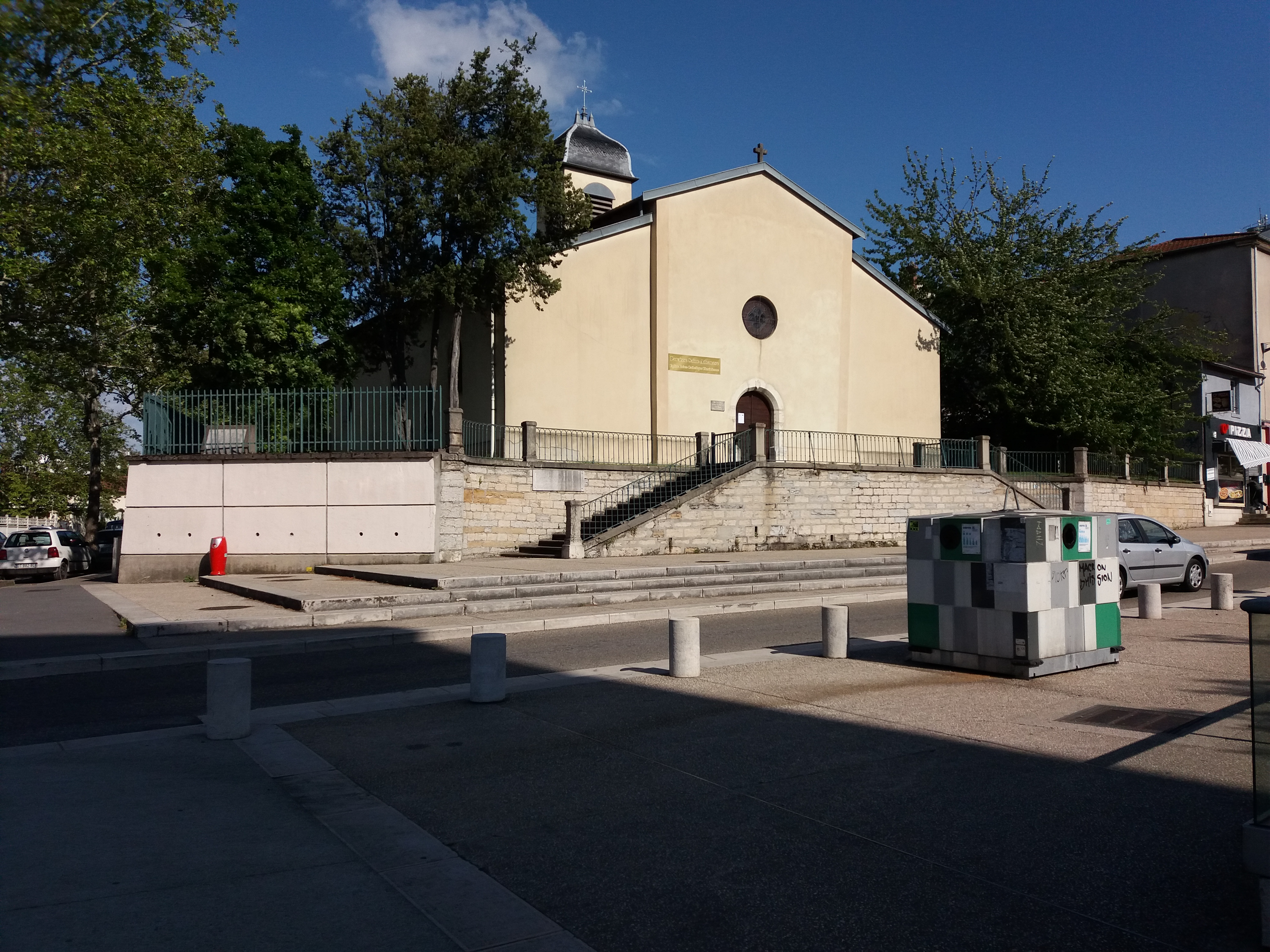
Église Saint-Athanase

Les uniates de rite ukrainien disposent de l'église Saint-Athanase, rue Pierre Baratin.
Les Témoins de Jéhovah possèdent une salle du Royaume, rue des Jardins où se réunissent trois congrégations.
L'Église de Jésus-Christ des saints des derniers jours est présente avec une église commune aux deux paroisses de Lyon Villeurbanne et Lyon Gerland.
Le culte bouddhiste comporte deux bâtiments : un temple rue Raspail aux Gratte-ciel et un temple Zen cours Tolstoï.
Un temple du culte antoiniste est aussi présent sur la commune. De style art roman, dédicacé en 1922, il est situé 25 rue du Docteur Ollier, et inclus dans l'inventaire général du patrimoine culturel.

## Économie

### Revenus de la population et fiscalité
En 2021, le revenu fiscal médian par ménage était de 21 540 € et 53% des ménages fiscaux étaient imposables.

### Emploi
En 2017, la population âgée de 15 à 64 ans s'élevait à 101 513 personnes, parmi lesquelles on comptait 71,5 % d'actifs dont 60,3 % ayant un emploi. La commune compte 11,2 % de chômeurs au sens du recensement, contre 9,1% de chômeurs en 2007. Le taux de la Métropole de Lyon est lui de 13,8% en 2017.
On compte 57 121 emplois dans la zone d'emploi en 2017, soit 8,1% des emplois de la Métropole de Lyon, contre 56 668 en 2007. Le nombre d'actifs ayant un emploi résidant dans la zone d'emploi étant de 62 013, l'indicateur de concentration d'emploi est de 92,1 %, ce qui signifie que la zone d'emploi offre un peu moins d'un emploi par habitant actif. Ceci s'explique par la proximité immédiate de Lyon dont le taux de concentration est de 139,2% en 2017.
En 2017, 51% des emplois sont liés au secteur tertiaire, 33% aux emplois publics, 10% à l'industrie et 6% à la construction. La répartition est quasi similaire à celle de la Métropole de Lyon.

### Entreprises

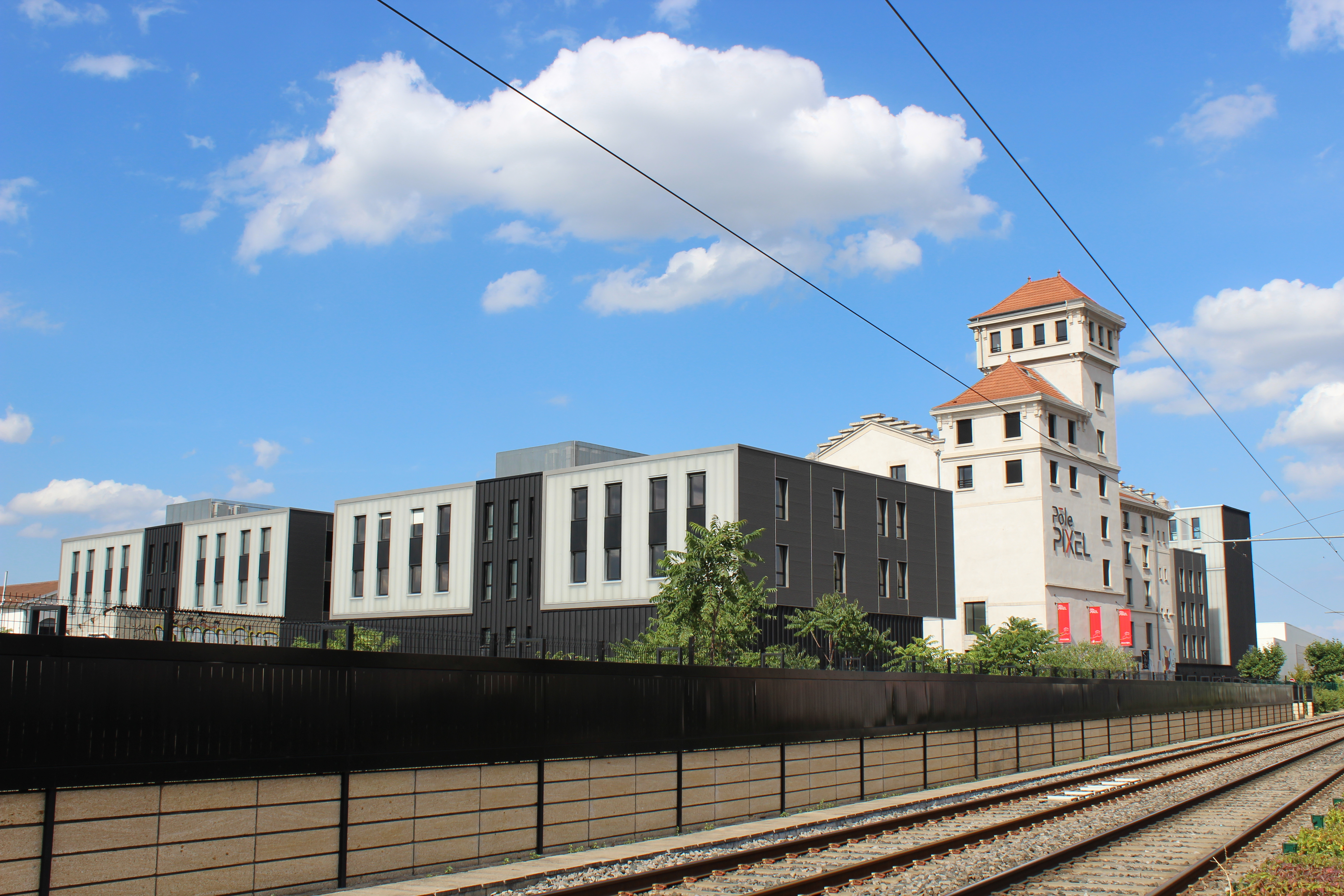
Le Pôle Pixel

En 2015, Villeurbanne comporte 13 959 établissements actifs dont 9 998 dans les services tertiaires, 568 dans l'industrie, 1 439 dans la construction, et 1 947 relatifs au secteur public et administratif.
En 2018, 2 778 entreprises ont été créées à Villeurbanne, dont près de 80% d'entreprises individuelles.
Territoire de tradition industrielle, la structure de l’économie locale de Villeurbanne évolue vers une économie de service tout en gardant une base industrielle solide. Grâce à la présence sur le territoire d’un tissu de petites entreprises dynamiques, qui côtoient de plus grandes tels que Safran, Boccard, Areva, Martin, Alstom, Adecco, O-I Manufacturing, EDF, Ubisoft, Technip ou encore ATOS, Villeurbanne est le 4e pôle d’emploi de la région Auvergne-Rhône-Alpes après Lyon, Grenoble et Saint-Étienne, avec un peu plus 57 000 emplois en 2017.
Villeurbanne mise aussi sur le développement de jeunes entreprises à fort potentiel, par exemple avec Hikob (acquisition de données sans fil) ou Esker.
Le pôle Pixel est le 1er pôle régional destiné aux activités de l'image, du son et des industries créatives. Il regroupe plus de 110 entreprises qui représentent 600 salariés. Le pôle offre 11 000 m2 de bureaux et locaux d'activités, ainsi que 5 000 m2 de surfaces de studios (plateaux, loges, locaux techniques…).
La ville possède une antenne de la chambre de commerce et d’industrie de Lyon : le Groupement des Entreprises de Villeurbanne (Gevil).

### Commerces
10 marchés alimentaires ont lieu régulièrement dans les quartiers des Brosses, des Buers, des Charpennes-Tonkin, de Croix-Luizet, de Cusset, de la Ferrandière, du Tonkin, de Grandclément (le plus ancien, créé en 1892) et de Gratte-ciel.
Une monnaie locale la Gonette a été créée en novembre 2015 et est utilisable dans certains des commerces de la commune et de la Métropole.

### Tourisme
La capacité hôtelière de la commune au 1er janvier 2020 est estimée à 575 chambres pour 6 hôtels classés, soit 4% des chambres et 3 % des établissements hôteliers de la Métropole de Lyon.

## Culture locale et patrimoine

### Lieux et monuments
Du fait de la destruction du château de la Ferrandière et du développement récent de la ville, le plus ancien monument de Villeurbanne est l’église Saint-Athanase, dans le quartier de Cusset.
La commune comporte trois monuments protégés au titre des monuments historiques :
- l’hôtel de ville, construit de 1931 à 1934 par l'architecte Robert Giroud, inscrit partiellement par arrêté du 29 avril 1991 (façades et toitures, escalier principal, halls et couloirs des premier et deuxième étages, salle des mariages, cheminée de la salle des commissions) ;
- la villa Lafont, construite en béton armé en 1921 et inscrite par arrêté du 29 avril 1991[140] ;
- le monument aux morts de l'ancien cimetière de Villeurbanne (à ne pas confondre avec le cimetière nouveau de Villeurbanne), sculpté en 1925 par Jean Chorel, inscrit par arrêté du 13 mars 2019.

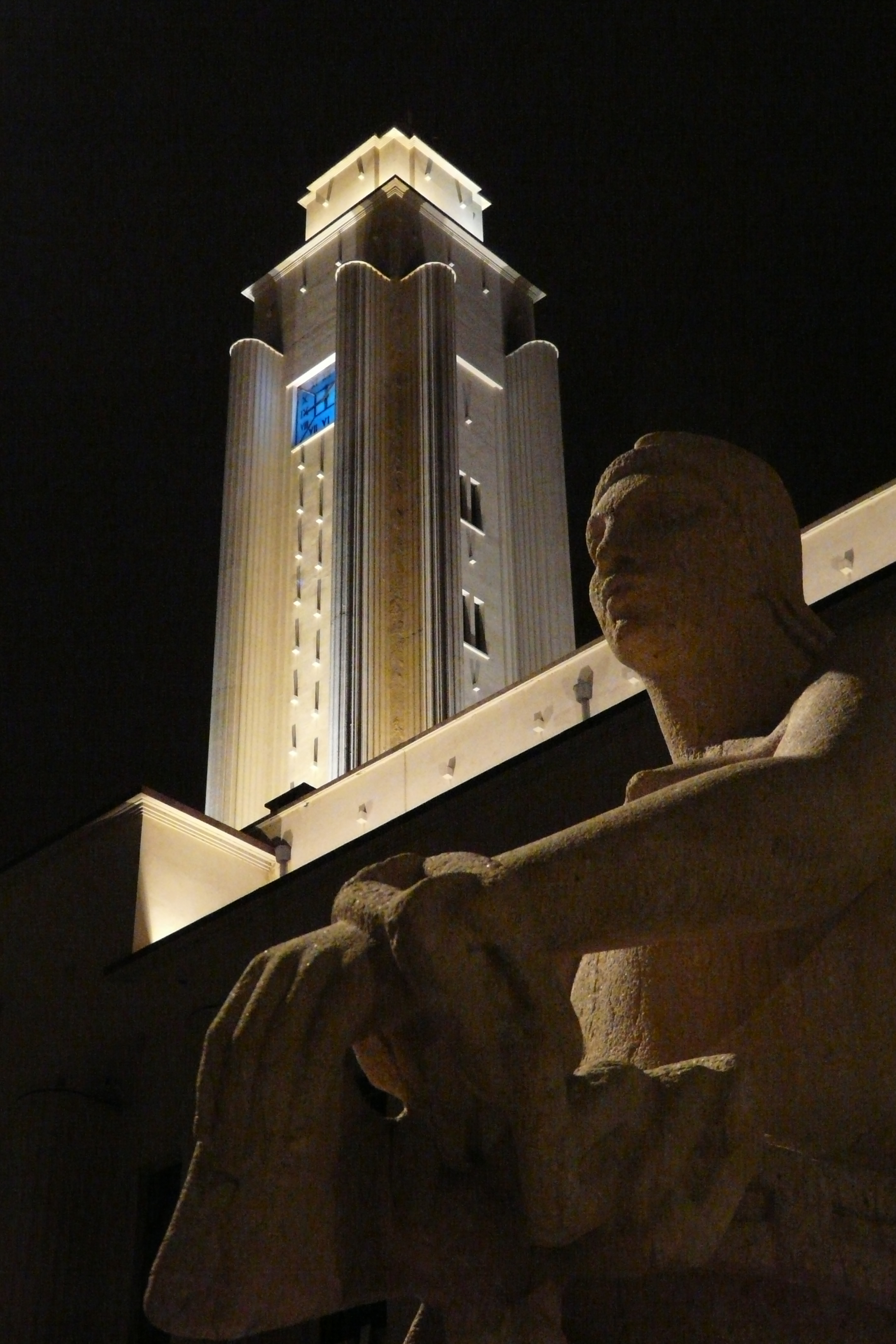
L'hôtel de ville.
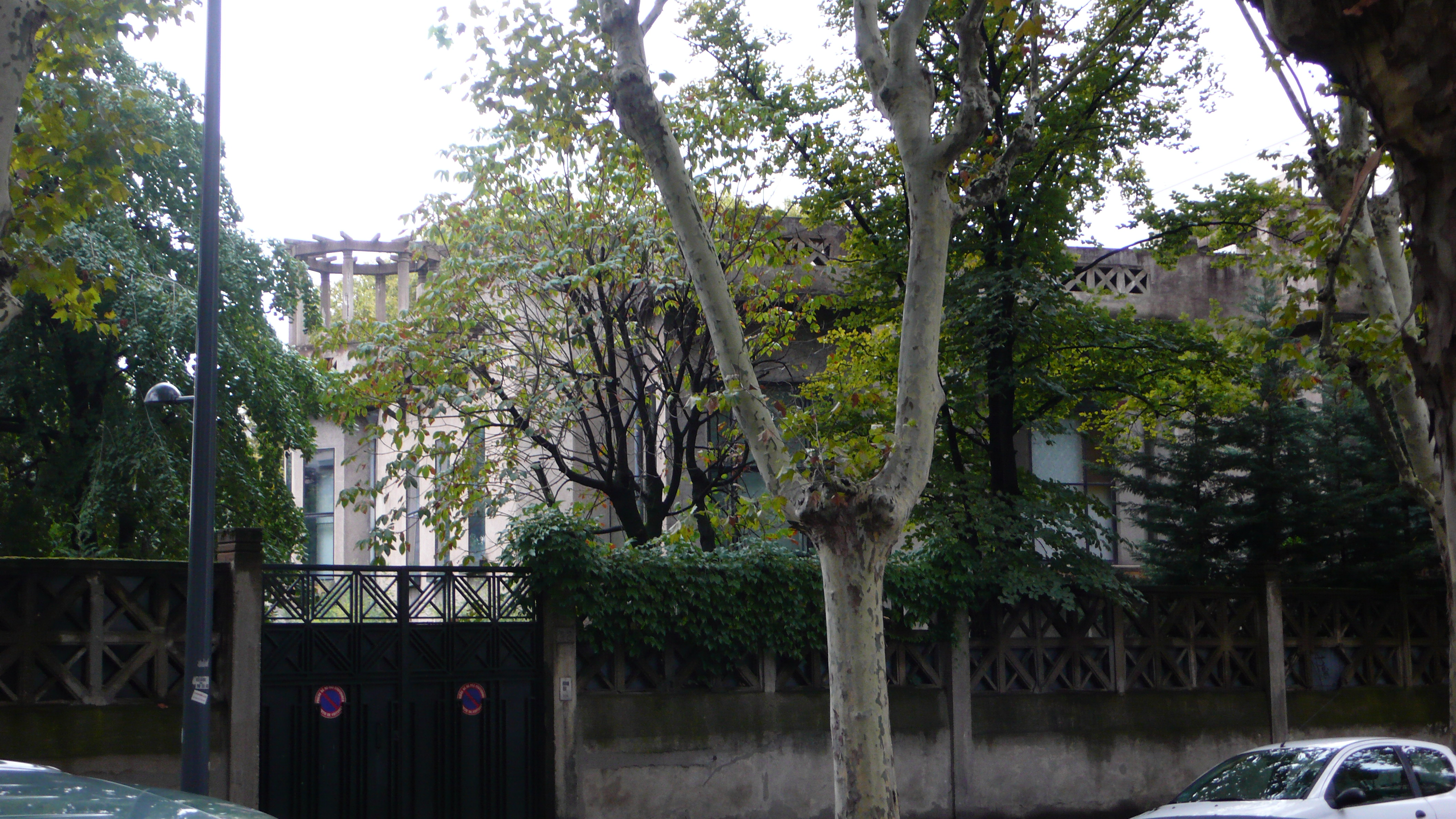
La villa Lafont.
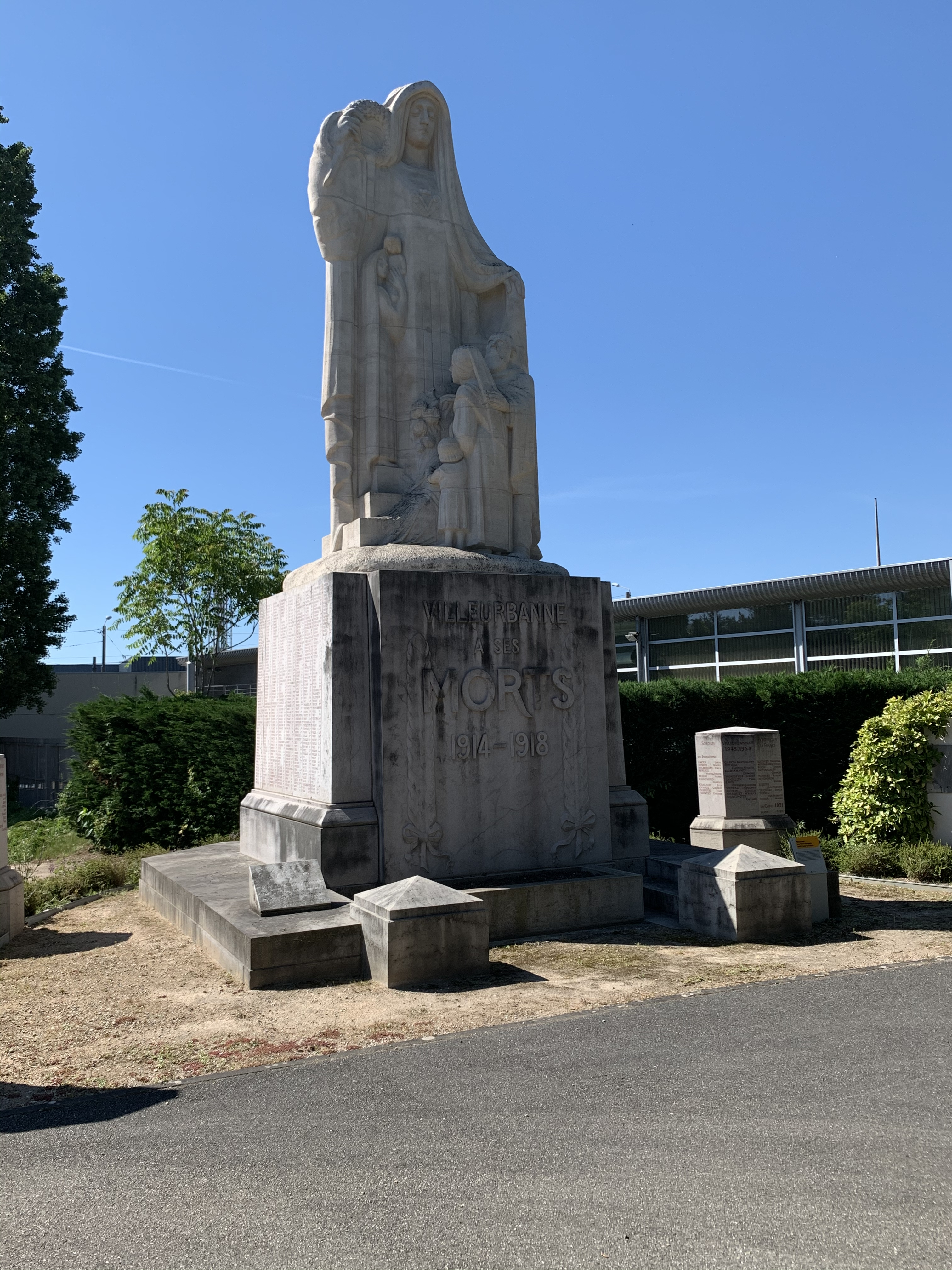
Monument aux morts de l'ancien cimetière de Villeurbanne.
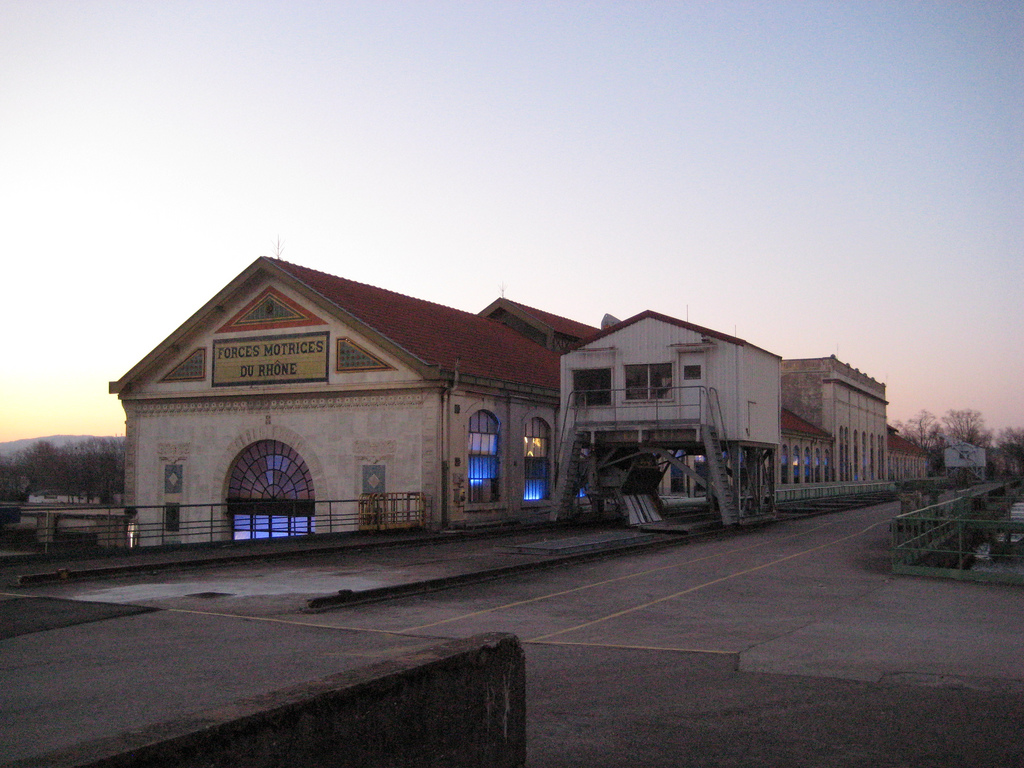
Centrale hydroélectrique de Cusset.

#### Les Gratte-Ciel
Les Gratte-ciel sont un ensemble architectural situé au centre de la commune, construit de 1927 à 1934. Il représente un cas d’espèce en tant que gratte-ciel à usage d’habitat social et de cité ouvrière constitutive d’un nouveau centre-ville. Les gratte-ciel à gradins, modernistes, sont inspirés par diverses influences, européennes et nord-américaine. Ce sont les premiers gratte-ciel construits en France.

#### Nécropole nationale de la Doua
La nécropole nationale de la Doua, est un cimetière inauguré en 1954 et rassemblant des tombes de soldats ou de résistants, français ou issus de troupes alliées de la Première Guerre mondiale ou de la Seconde Guerre mondiale, tous morts pour la France.

#### Centrale hydroélectrique de Cusset
La centrale hydroélectrique de Cusset est une usine de production d'électricité associée à un barrage et situé sur le canal de Jonage, à cheval avec la commune de Vaulx-en-Velin. Elle a été mise en service en 1899.

### Patrimoine naturel

#### Parcs et jardins urbains
Villeurbanne comporte 70 parcs et jardins. La commune est située immédiatement à l'est du parc de la Tête-d'Or, plus grand parc urbain de France avec une superficie de 117 hectares. Celui-ci appartient à la commune de Lyon depuis 1894 ; avant cette date, le parc était partagé entre les deux communes.
Au nord du campus de la Doua, sur les bords du Rhône, se trouve le parc naturel de la Feyssine, plus grand parc de Villeurbanne d'une superficie de 55 hectares.
D’autres parcs et jardins peuvent être dénombrés :
- le parc de la Commune-de-Paris, dans le quartier de Cusset ;
- le parc des Droits-de-l'Homme, dans le quartier de la Perralière ;
- L'esplanade Geneviève-Anthonioz-de-Gaulle, au nord du quartier des Gratte-ciel ;
- le parc Chanteur, au nord de la station de métro République ;
- le parc Étienne-Gagnaire, dans le quartier des Charpennes ;
- l'esplanade de l'Europe, dans le quartier du Tonkin ;
- le parc René-Dumont dans le quartier du Tonkin ;
- le parc Édouard-Glissant ;
- le parc Vaclav-Havel, cours Tolstoï :
- le cours Émile-Zola, dont le réaménagement a permis de créer des espaces de détente et de jeux pour enfants.

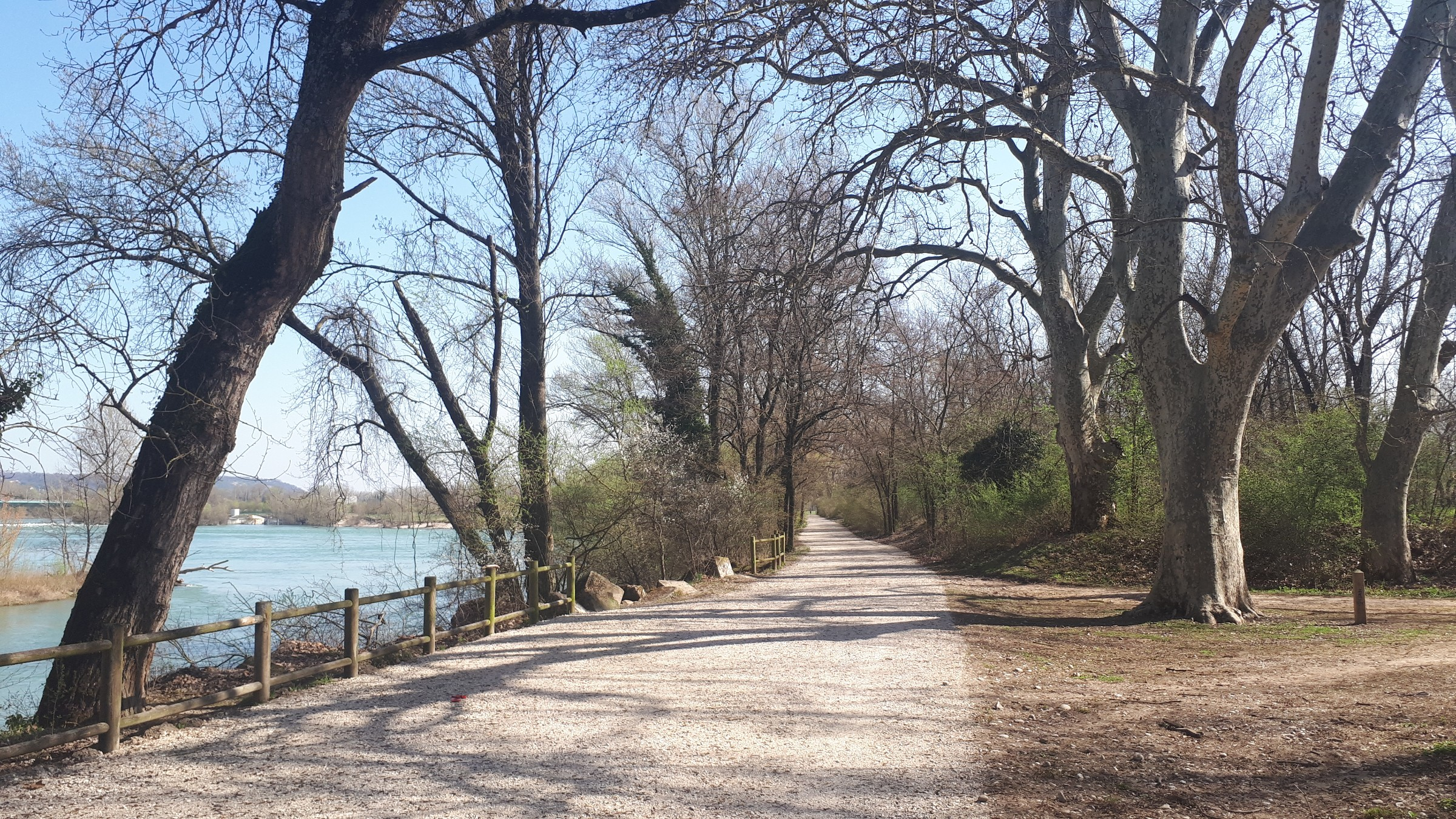
Parc de la Feyssine.
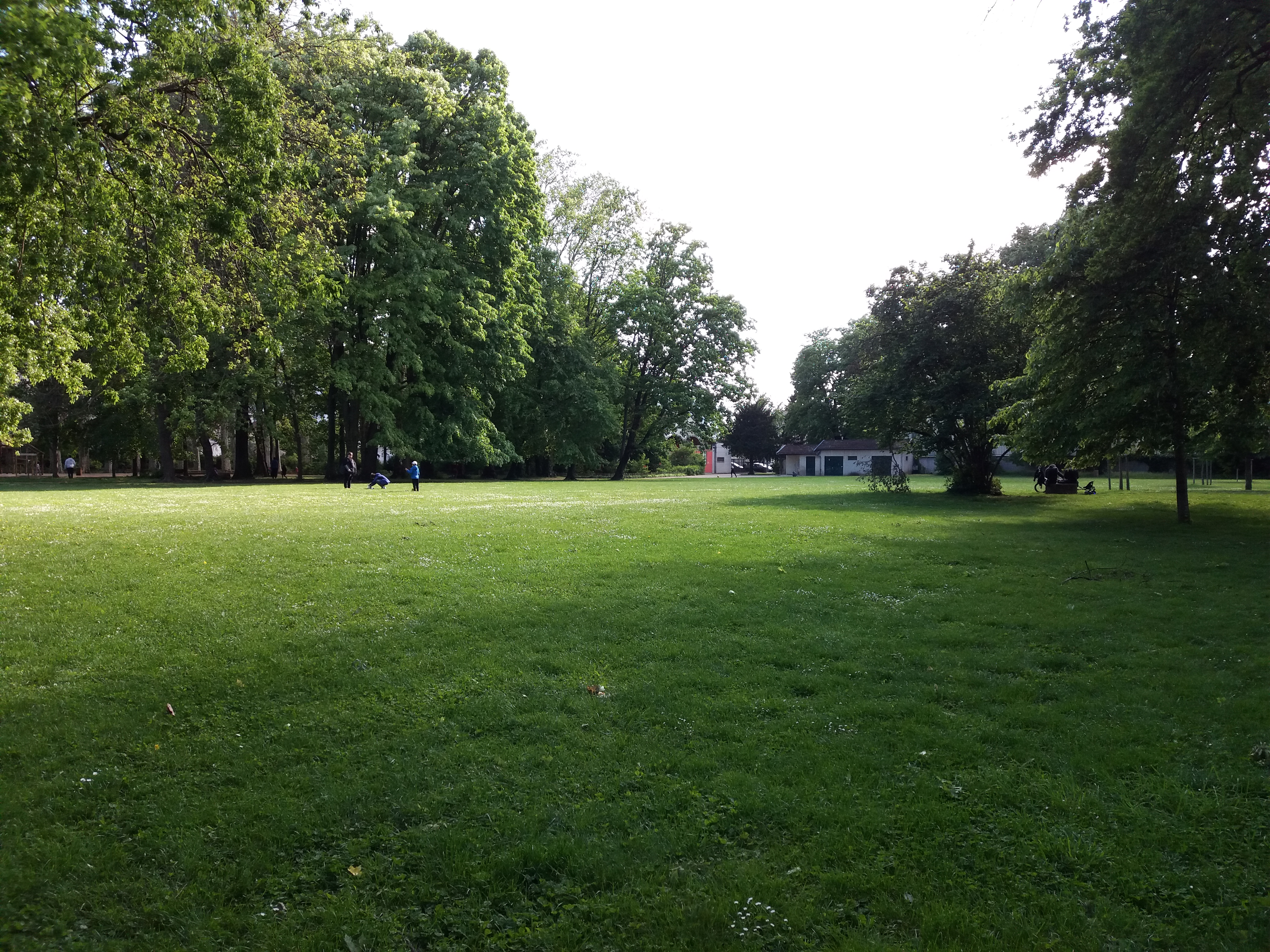
Parc de la Commune-de-Paris.
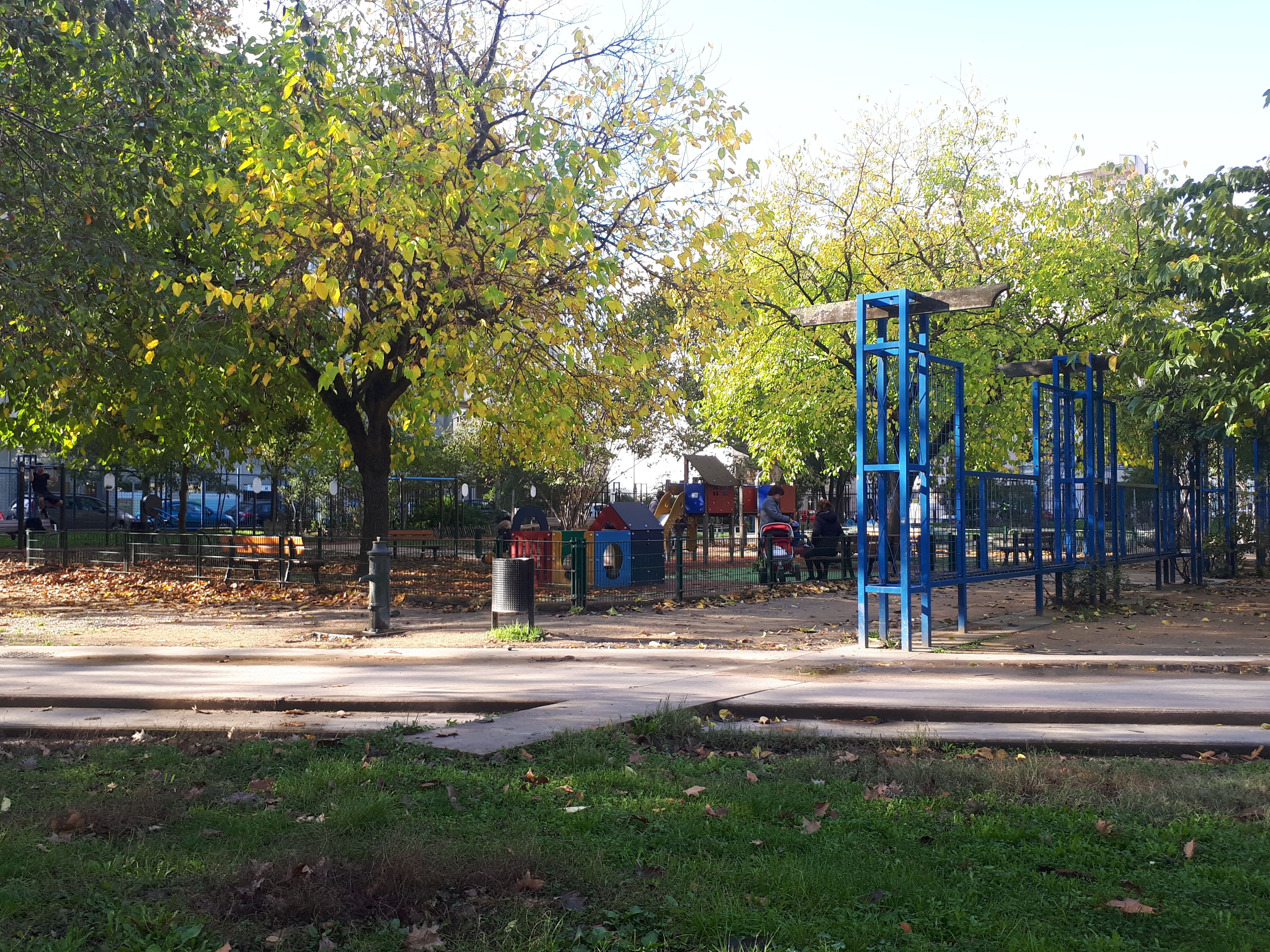
Parc Chanteur.
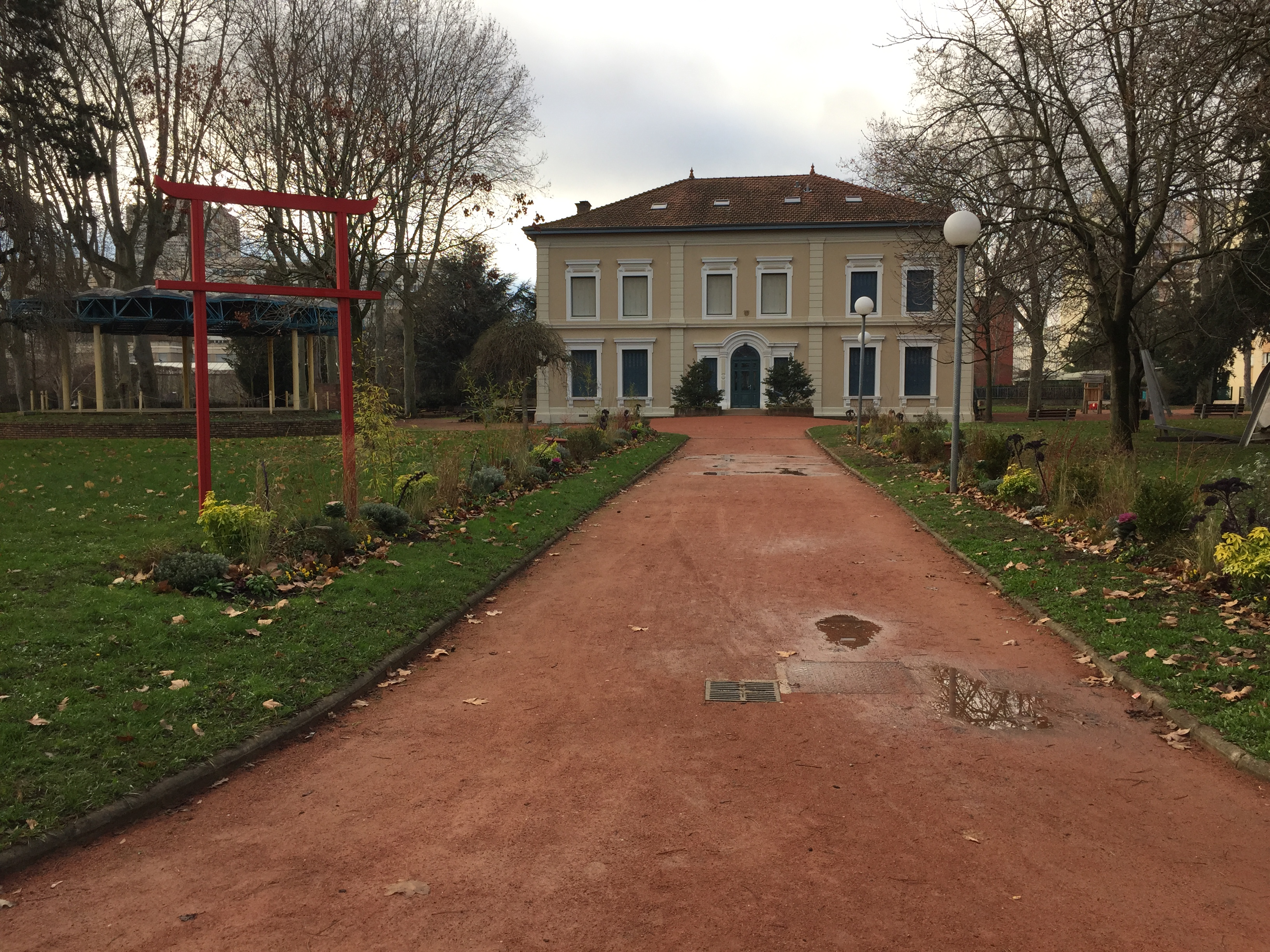
Espace des Droits de l'Homme.

Ville de tradition ouvrière, on y trouve aussi de nombreux jardins communautaires.

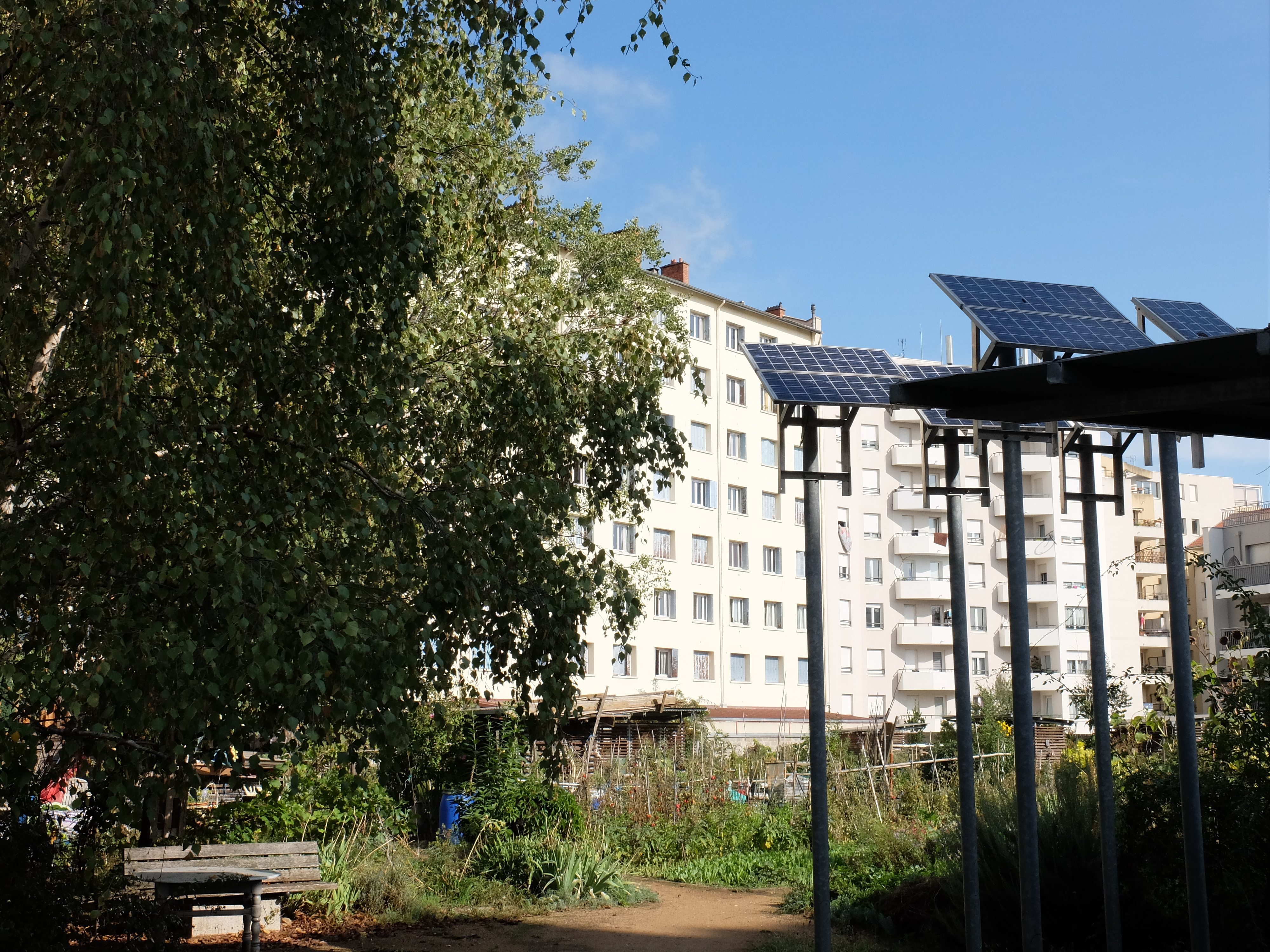
Jardin de la Filature.
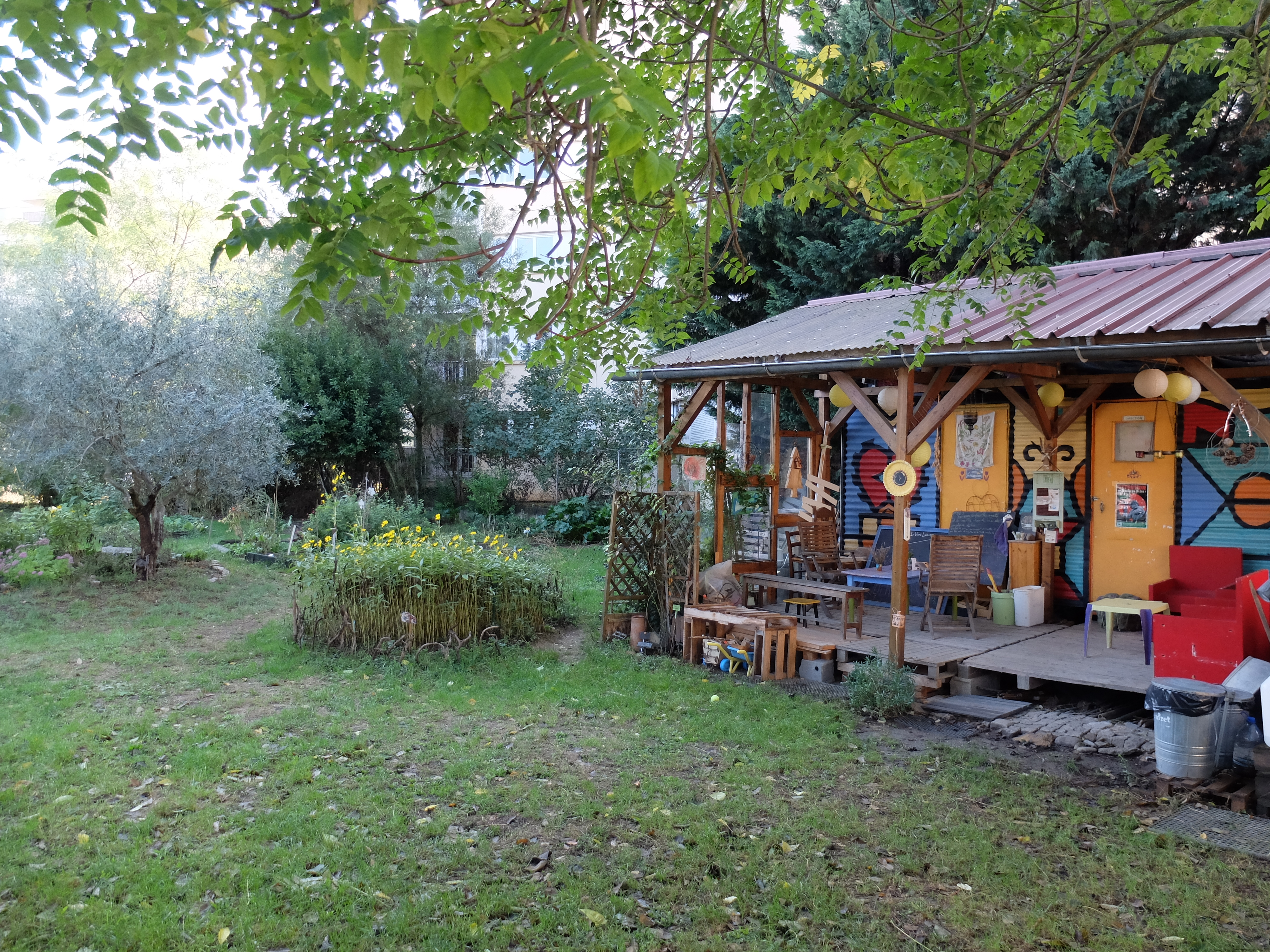
Le Vert-Luizet.

### Patrimoine culturel et artistique
Pendant les trois quart du XXe siècle, un établissement situé sur Villeurbanne, boulevard Stalingrad, au bord du Parc de la Tête d'Or de Lyon, abrita le « Plus grand Music-Hall d'Europe », le Palais d'Hiver créé par la famille Lamour, lequel produisit, en même temps que la salle de la Bourse du Travail à Lyon, les plus beaux spectacles de variétés, de la chanson, et du Jazz en région lyonnaise. De Charles Trenet à Jacques Brel, en passant par Duke Ellington ou Ray Charles, les plus connus des artistes du disque et de la radio s'y produiront, souvent en avant-première de l'Olympia de Paris.
En 2022, la ville est nommée capitale française de la culture.

#### Théâtre et cinéma
Le Théâtre National Populaire (TNP) est une institution théâtrale fondée en 1920 par Firmin Gémier à Paris et située depuis 1972 place Lazare-Goujon dans le quartier des Gratte-Ciel. Le TNP a pour mission de développer une politique de spectacles de qualité, accessibles au plus grand nombre. Le TNP est un Centre dramatique national, c'est-à-dire qu'il assure une mission de création, production et accueil de spectacles dans le domaine théâtral. Il dispose en outre de son atelier de construction de décor. En 2016, Sonia Bove, ancienne adjointe au maire déléguée à la Mémoire, convainc Isabelle Sadoyan de faire don, aux archives municipales, de ses souvenirs de costumière, puis de comédienne, au sein du Théâtre de la Comédie, qu’elle a contribué à créer en 1950 avec Roger Planchon et quelques comédiens lyonnais et qui deviendra le Théâtre de la Cité, et au sein du Théâtre national populaire.
Outre le TNP, il y a le Théâtre de l'Iris, créé en 1988 et qui accueille entre 10 et 15 spectacles par an. C'est aussi un lieu de création avec les spectacles de la Compagnie de l'Iris, et un conservatoire d'art dramatique.
Le cinéma le Zola, construit en 1920, est le seul établissement actif de la ville. Il est situé sur le Cours Émile Zola, à proximité de la station de métro République. Le cinéma est exploité par l'association « Pour le Cinéma », qui propose, outre une programmation habituelle d'art et essai, trois festivals annuels.

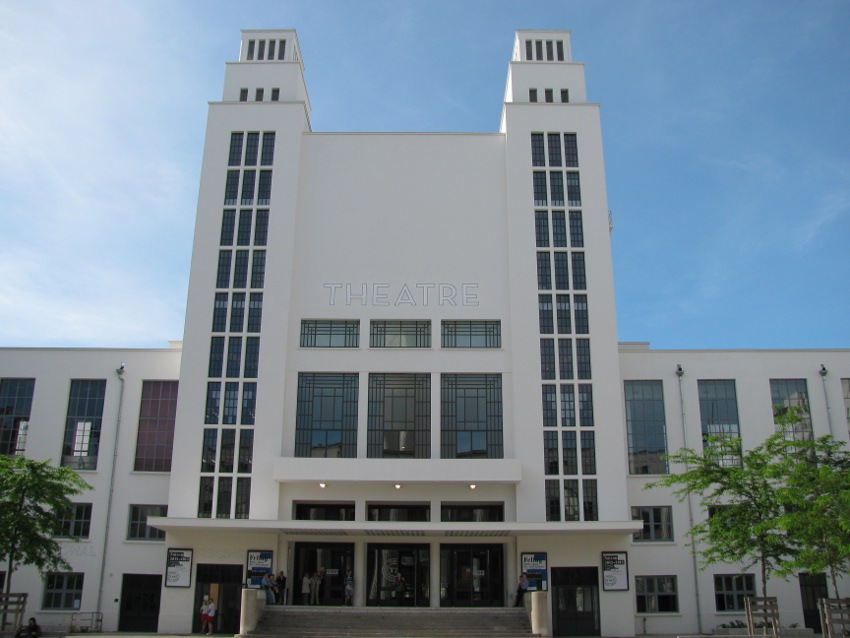
Le Théâtre national populaire.
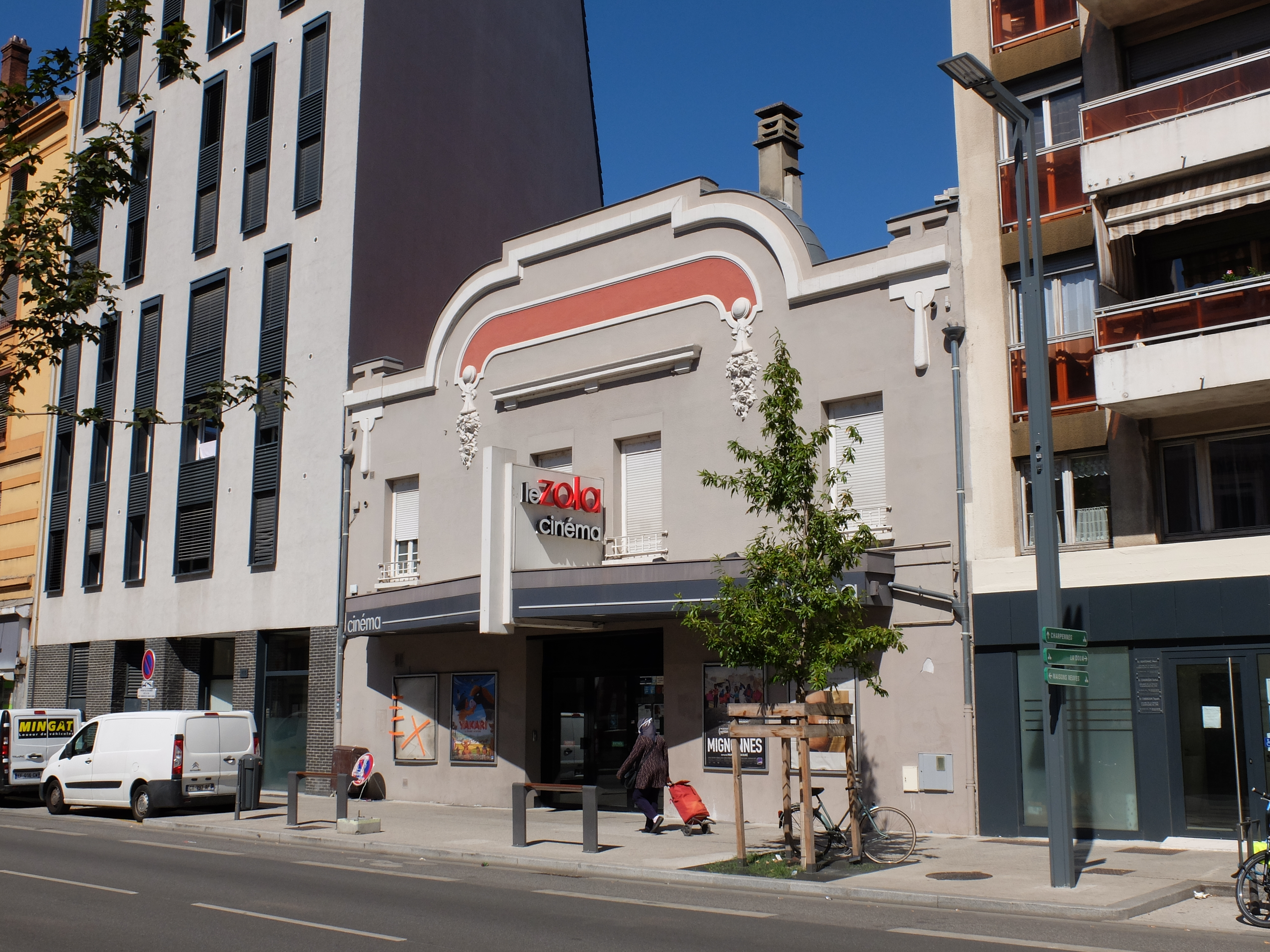
Le cinéma Le Zola.

#### Médiathèques et bibliothèques
À la fin des années 1980, une médiathèque, appelée Maison du livre, de l’image et du son (MLIS) a été construite d'après des plans de l'architecte suisse Mario Botta. Le quartier du Tonkin dispose aussi de sa médiathèque.
La commune dispose aussi de deux bibliobus l’un destiné au public adulte, l’autre à la jeunesse, sillonnant de nombreux quartiers de la ville.

#### Centres culturels

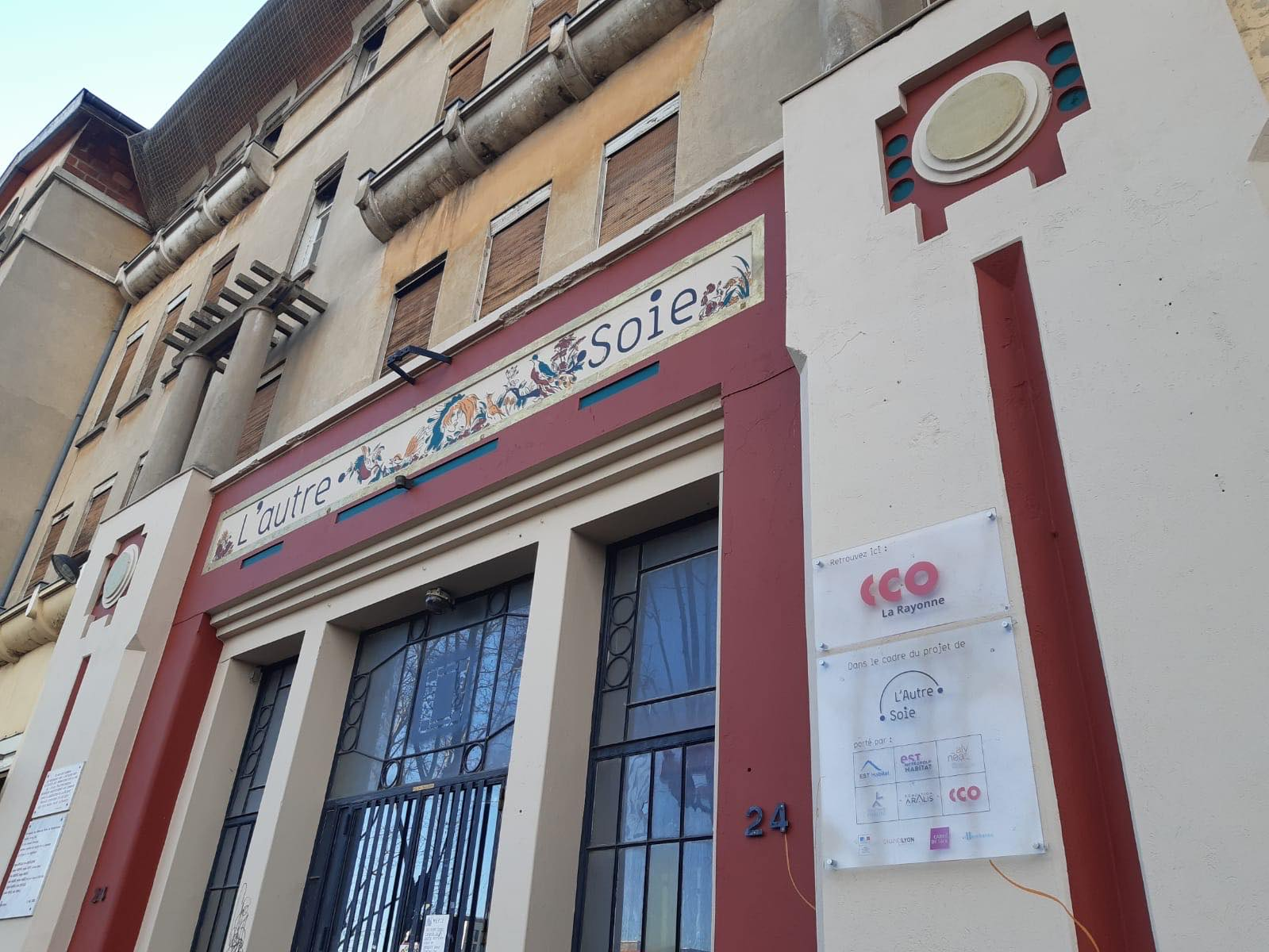
CCO La Rayonne, site du Carré de Soie

Le Rize, équipement culturel et de recherche, a ouvert ses portes le 16 février 2008 au 23-25 rue Valentin-Haüy (quartier Grandclément). Lieu de débats, de rencontres et d'échanges, il réunit sur 2 660 m2 les archives municipales, une médiathèque et des espaces d'actions culturelles et pédagogiques. Le Rize propose à tous les publics des clefs de lecture pour mieux comprendre la ville d'aujourd'hui et imaginer celle de demain. Cet établissement tient son nom de la rivière qui traversait Villeurbanne jusqu'au courant du XXe siècle.
Le centre culturel œcuménique Jean-Pierre-Lachaize (CCO Villeurbanne) est un centre culturel créé en 1963 à Villeurbanne, à proximité de l’ensemble universitaire de l’INSA et de la Doua. Le CCO est une structure d'accompagnement pour les porteurs de projets collectifs, les associations et les artistes. La structure porte également des projets d'action culturelle et d'innovation sociale tels que le développement de la capacité d'agir et la protection des droits culturels.

#### Salles de spectacle
Le Transbordeur, salle de concert destinée aux musiques actuelles, est située à l'extrême nord-est de la ville. Elle a été créée en 1989 et dispose d'une programmation riche et variée.
Toï Toï Le Zinc est un établissement dit « caméléon » car tout en accueillant des spectacles de théâtre, de danse et des concerts, c'est aussi un bar et un restaurant. Il est situé à la Doua. Villeurbanne a été, en 2022, la capitale française de la culture

#### Arts

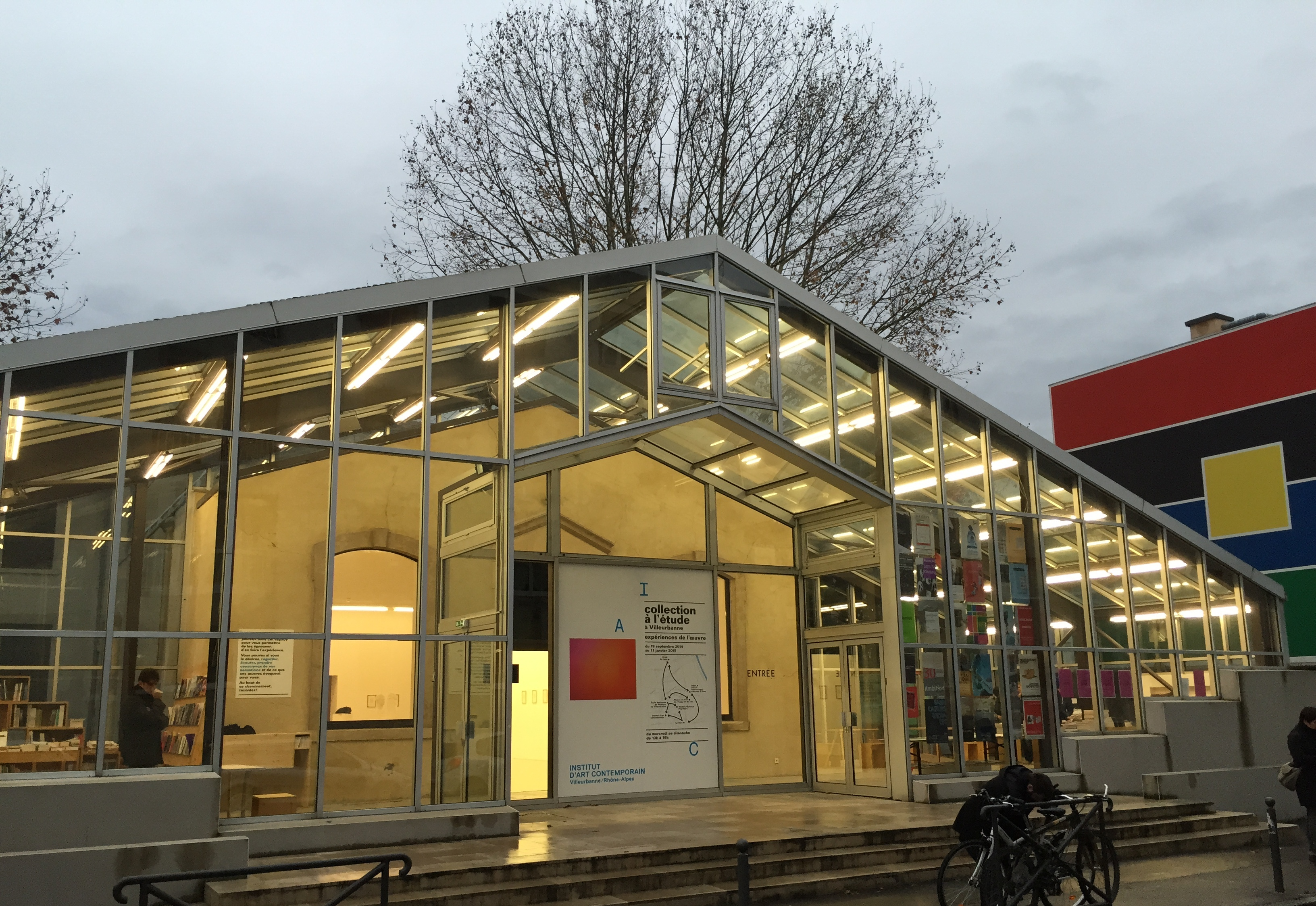
Institut d'art contemporain de Villeurbanne.

Villeurbanne abrite l'Institut d'art contemporain de Villeurbanne, qui est le fonds régional d'art contemporain (FRAC) de la région Rhône-Alpes.
Depuis 2002, Villeurbanne est dotée d'un Centre métropolitain des arts urbains : Les Ateliers Frappaz. Cette structure coorganise avec les services culturels de Villeurbanne le festival Les Invites de Villeurbanne qui attire à la mi-juin en moyenne 80 000 spectateurs.
Le centre international estampe & livre URDLA, créé en 1978, réalise un travail de mise en valeur et de conservation d’un savoir-faire artisanal.

### Personnalités liées à la commune
- Félix Baudy, un ouvrier maçon creusois qui a travaillé à Villeurbanne au début du XXe siècle et qui a été fusillé pour l'exemple en 1915. Une rue porte son nom.
- François Boursier, prêtre de Villeurbanne et résistant, fusillé en 1944.
- Caroline Garcia, joueuse de tennis française, qui a été formée au club de l'ASUL Tennis Villeurbanne.
- Tony Parker, Joueur international de basket-ball, actionnaire du groupe ASVEL.
- Marcelle Vallet, photographe, a documenté l’histoire du bidonville du Chaâba.

#### Personnalités nées à Villeurbanne
- Benoît Meunier, général des armées de la république et de l'Empire, le 28 novembre 1769.
- Laurent-Pierre de Jussieu, écrivain moraliste, le 7 février 1792.
- Clément Michu, acteur, le 14 décembre 1936. Il a joué notamment dans commissaire Moulin.
- Henri Cochet, joueur de tennis français, le 14 décembre 1901.
- René Izquierdo, footballeur français, le 6 septembre 1948.
- Alain Jakubowicz, avocat et président de la LICRA, le 2 mai 1953.
- Jean-Christophe Hembert, comédien et metteur en scène français, le 4 mars 1976. Il a joué notamment dans Kaamelott.
- Romain Daubié, député de l'Ain, le 5 mai 1980.
- Thierry Ascione, joueur de tennis français, le 17 janvier 1981.
- Laure Manaudou, nageuse française, le 9 octobre 1986.
- Jean-Karl Vernay, pilote automobile français, le 31 octobre 1987.
- Florent Manaudou, nageur français, le 12 novembre 1990.

#### Personnalités mortes à Villeurbanne
- Jean Chacornac (1823-1873), astronome français, le 23 septembre 1873.
- Léon Chené, né en 1905, coureur cycliste, mort le 16 décembre 1992.
- Jean-Louis Chorel, sculpteur français, mort le 3 juin 1946. Une place porte son nom.
- Charles Hernu, homme politique français et maire de Villeurbanne de 1977 jusqu'à sa mort le 17 janvier 1990[148].

### Héraldique, devise et logotype
| Blason de Villeurbanne | Blason  | De gueules à la maison forte de deux tours couvertes d'argent posée sur des ondes d'azur mouvant de la pointe, surmontée à senestre d'un dauphin contourné et à dextre d'un lion, tous deux d'or.                                   |
| Blason de Villeurbanne | Détails | Le dauphin rappelle l’appartenance de la commune à l’Isère jusqu’en 1852, date de son attachement au Rhône. Le lion rappelle l’influence de Lyon sur la ville Ce blason est l’œuvre de l'historien lyonnais André Steyert, en 1888. |